# Тверь
Тверь (прослушатьо файле, с 1931 по 1990 год — Кали́нин) — город в России, административный центр Тверской области и Калининского округа, в который не входит, являясь административно-территориальной единицей со статусом округа и городом областного значения, образующим одноимённое муниципальное образование городской округ город Тверь.
Расположен на берегах реки Волги, в районе впадения в неё рек Тверцы и Тьмаки, в 177,6 км к северо-западу от Москвы.
Условно считается, что Тверь была основана в 1135 году на стрелке реки Тьмаки, что делает её на 12 лет старше Москвы. С 1247 года — столица Великого княжества Тверского, выделившегося из состава Великого княжества Владимирского. Во время монголо-татарского ига Тверь стала одним из центров сопротивления и соперничала с Москвой за статус политического центра Северо-Восточной Руси. В 1485 году Тверь была окончательно присоединена к Великому княжеству Московскому Иваном III Васильевичем Великим.
С 1796 года по 1929 год — центр Тверской губернии, а с 1935 года — административный центр Калининской области (с 1990 года — Тверской области).
С октября по декабрь 1941 года Калинин был оккупирован немецкими войсками, сильно пострадал во время оккупации и боевых действий, впоследствии был восстановлен. В 1971 году награждён орденом Трудового Красного Знамени. 4 ноября 2010 года присвоено почётное звание «Город воинской славы».
Тверь — крупный промышленный, научный и культурный центр, крупный транспортный узел на пересечении железнодорожной линии Санкт-Петербург — Москва и автомагистрали «Россия» с Верхней Волгой. Площадь территории города — 152,22 км², административно город разделён на 4 района (Заволжский, Московский, Пролетарский, Центральный). Население — 412 806 человек (2025).
Городское самоуправление представлено Тверской городской думой (в составе 25 депутатов), главой города, избирающегося городской думой из числа кандидатов, представленных конкурсной комиссией, администрацией города и контрольно-счётной палатой города Твери.

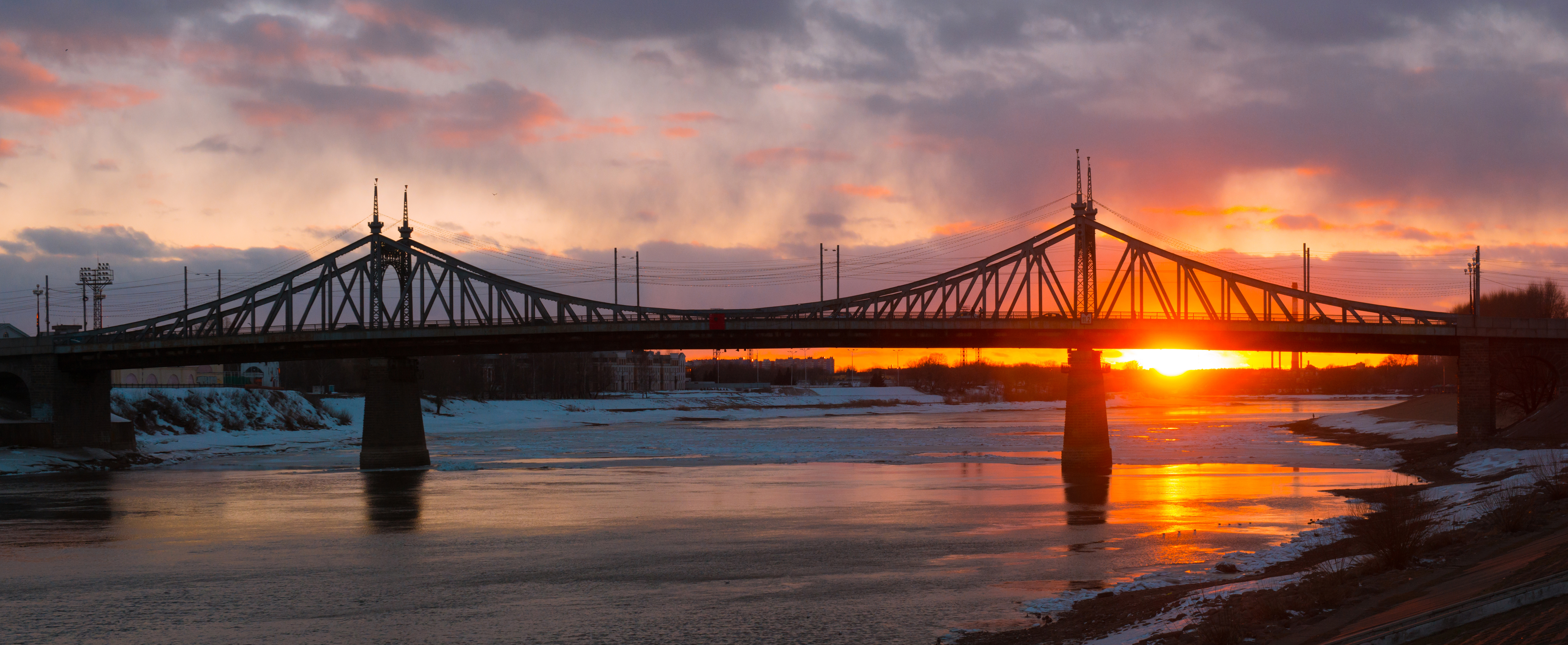
Старый мост через Волгу в лучах весеннего заката.

## Этимология
Вероятно, город получил название по р. Тверь (совр. Тверца). Топоним упоминается в Суздальской летописи (по Лаврентьевскому списку, под 6717 (1209) годом и позже) в формах Тьфѣрь, Тфѣрь, Твѣрь. В Новгородской летописи и новгородских грамотах XIV века многократно встречается в форме Тьхвѣрь. Эта форма, а также сходные названия населённых пунктов Тихверя и Тигвера (карел. Tihveri, также название реки и озера), даёт специалистам-этимологам основание сблизить слово Тверь с прибалтийско-финским, дославянским топонимом Tihvera неизвестного значения; компонент «-верь» возможно, означает «озеро» (ср. фин. järvi). Предполагается также связь с др.-рус. тихъ «тихий». Топоним сближают и с названием города Тихвин, относительно которого существуют гипотезы о славянском и финском происхождении.
В донаучные времена у краеведов было популярно мнение о происхождении топонима от значения «крепость» и о его родстве словам «твердыня», лит. tvirtovė «крепость», лит. tvora «ограда», лит. tverti «огораживать». Эта народная этимология упомянута уже в книге 1801 года: «Город Тверь название имеет от слова Твердь (крепостца)…».
В 1931—1990 гг. город назывался в честь советского революционера и партийного деятеля Михаила Калинина.

## Физико-географическая характеристика

### Географическое положение
Тверь находится на западной окраине Верхневолжской низменности и к северу от Тверской моренной гряды. Город расположен на пересечении железнодорожной и автомобильной магистралей, соединяющих Москву и Санкт-Петербург, с Волгой в её верхнем течении; находится в 134 км к северо-западу от Москвы и в 484 км к юго-востоку от Санкт-Петербурга. Город расположен на высоте от 124 м (урез Волги) до 174 м над уровнем моря (высшая точка города на юго-восточной окраине, недалеко от пересечения главного хода Октябрьской железной дороги с Тверской окружной дорогой). Протяжённость города в широтном направлении — 20 км, в меридианном — 15 км.

### Часовой пояс
Тверь находится в часовой зоне МСК (московское время). Смещение применяемого времени относительно UTC составляет +3:00.
В соответствии с применяемым временем и географической долготой средний солнечный полдень в Твери наступает в 12:36.

### Рельеф
Город Тверь расположен на Волго-Тверецкой низине, являющейся частью Верхневолжской низины (низменной равнины) — относительно глубокой дочетвертичной депрессии, сформированной водами ледника. Пологоволнистый рельеф низины нарушает Калининская конечно-моренная гряда, лежащая к югу от города. Конечно-моренные образования разделяются на 2—3 хорошо различимые гряды, возвышающиеся над окружающей поверхностью моренной равнины на 40—70 м. Центральная часть города расположена в пределах долины Волги и её притоков. Южная и северная части города выходят на моренную равнину, характеризующихся почти плоским рельефом с абсолютными отметками от 135 до 140 м. В северо-западном и юго-восточных направлениях моренная равнина переходит в холмистую моренную возвышенность, абсолютные отметки поверхности достигают 150—175 м. В районе деревень Неготино и Вишенки, Калининская моренная гряда, состоящая из отдельных холмообразных возвышенностей, достигает абсолютных отметок 146—175 м (до 220—320 м).

### Геологическое строение территории
Территория, занимаемая городом, до глубины 200—250 м расположена на породах каменноугольного и юрского возрастов, а также на четвертичных отложениях.
Каменноугольные отложения представлены тремя эпохами; нижний и средний отдел распространены на всей территории города, верхний — в восточной его части. Отложения нижнего карбона залегают на глубине 129—200 м и представлены доломитами и известняками с прослоями глин, алевролитов и песков. Толщина этого горизонта составляет 50—80 м. Отложения среднего карбона залегают на глубине от 7,5 до 70 метров и более и представлены глинами и известково-мергелистыми породами. Общая мощность среднекаменноугольных отложений достигает 100—150 м. Отложения верхнего карбона, вскрытые на глубине 7,5—16,5 м, представлены известняками, доломитами и мергелями, перемежающимися с глинами. Мощность этих отложений изменяется от долей метра в западной части города до 40—50 метров в восточной. Элювиальные отложения верхнего карбона распространены под аллювием реки Волга на глубине 7—14 м. Их мощность составляет 0,3—0,4 м.
Юрские отложения имеют локальное распространение и мощность от 0,2 до 13 м. На большей части территории города они размыты. Они представлены тёмно-серыми и чёрными алевритистыми, слюдистыми глинами, содержащими большое количество остатков белемнитов и включения марказита. Иногда глины содержат тонкие слои тёмно-серых глинистых и слюдистых песков.
Четвертичные отложения, относящиеся к ледниковым и водно-ледниковым образованиям, распространены повсеместно и перекрывают коренные породы. Их мощность составляет около 25-30 м. Более поздние четвертичные породы представлены аллювием надпойменных террас Волги и Тверцы, на которых залегают современные отложения речных пойм и болот. Ледниковые отложения представлены суглинками, в толще которых встречаются включения супесей, песков и песчано-галечного материала. Водно-ледниковые отложения представлены разнозернистыми песками со слоями галечников, гравия. Мощность этих слоёв составляет 1,5—7,0 м. Аллювиальные отложения распространены в долинах рек и представлены мелко- и среднезернистыми песками с гравием и галькой, и со слоями супесей, суглинков и глин. Общая мощность аллювия надпойменных террас составляет от 1—2 до 15—20 м и более, мощность пойменного аллювия — от 1 до 11 м, мощность галечника достигает 0,5 м. Болотные осадки распространены на поверхности равнин и в понижениях рельефа. Они представлены сапропелями мощностью до 1 м и торфом мощностью до 5 м.

### Почвы
На территории города распространены несколько типов почв. На возвышенных частях рельефа и их пологих склонах распространены зональные типы почв подзолистые и дерново-подзолистые почвы. В понижениях рельефа распространены подзолисто-глеевые, полуболотные и болотные почвы. В поймах рек распространены аллювиальные луговые почвы, богатые гумусом. Наконец, на отдельных участках имеются насыпи грунтов со значительным содержанием строительного мусора.

### Растительность
Город Тверь располагается в зоне хвойно-широколиственных лесов. На территории города древесный ярус образован елью европейской, сосной обыкновенной, а также лиственными породами: берёзой, ольхой, осиной. На возвышенных местах встречаются клён, ясень, липа, лещина, реже дуб. Территория города и прилегающего к ней района сильно обезлесена, сохранившимися в городской черте природными лесными массивами являются Комсомольская, Первомайская и Бобачёвская рощи. Лесные участки наиболее широко распространены и приближены к городской застройке в Заволжском и Затверецком районах, в то время как южная часть города выходит на сельскохозяйственные земли. На месте сведённых лесов сформировались вторичные луга, чаще всего — суходольные. В залесённых поймах характерны заросли ивы и мелкозлаковые луга.

### Гидрография
Город находится на реке Волге в её верхнем течении, в 260 км от её истока, и расположен на обоих её берегах. В 120 км ниже Твери расположена Ивановская плотина Иваньковской ГЭС, подпор от которой распространяется на 10—20 км выше города (Иваньковское водохранилище); урез воды (по отметке нормального подпорного горизонта) — 124,0 м над уровнем моря (уровни воды в 2002 году опускались до отметок 122,75 м). Волга протекает по территории города с запада на восток и делит его на две примерно равные части (исторический центр города находится на правом берегу, а левобережная часть города традиционно называется заволжской).
Ширина русла Волги в черте города меняется от 180 м (в районе Мигалово) до 520 м (в районе деревни Константиновка). Уровенный режим Волги у города Твери характеризуется высоким весенним половодьем, летней меженью, прерываемой высокими паводками от дождей, и низкой зимней меженью. Высокие половодья на Волге в районе Твери случались в 1709, 1719, 1770, 1777, 1807, 1838, 1849, 1855, 1867, 1908, 1926, 1947, 2013 годах. Высота подъёма воды над нулём графика гидропоста составляла 8,5—13 м. В 1947 году вода поднялась до отметки 11 м. В настоящее время вода в Волге поднимается обычно на 6—7 м.

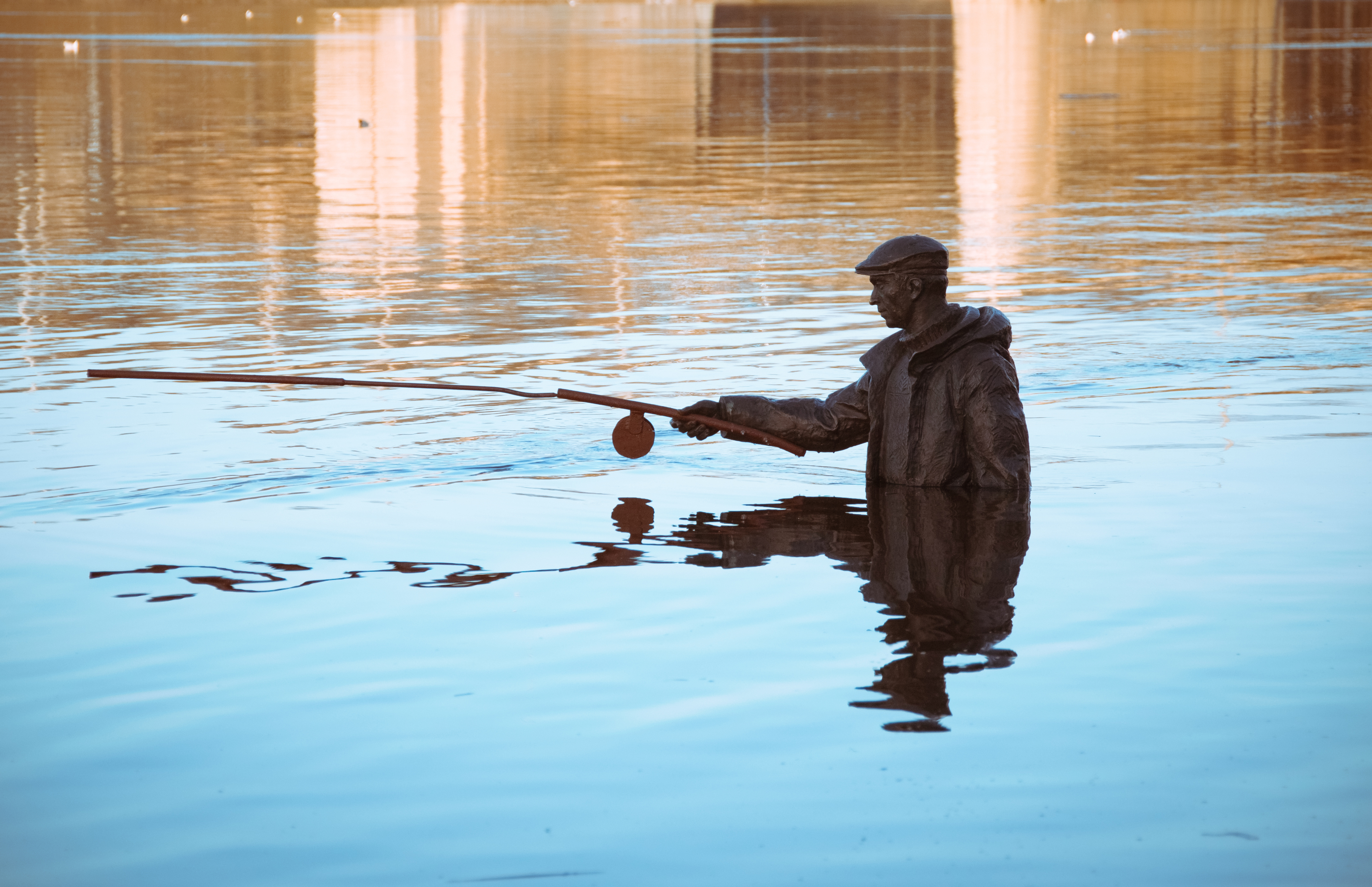
Памятник рыбаку на набережной Михаила Ярославича во время весеннего паводка. Март 2023.

Ледовый режим Волги у города Твери характеризуется устойчивым ледоставом в течение 89—166 дней, сменяющимся ледоходом продолжительностью 2—6 дней. Появление ледовых явлений отмечается, в среднем, в начале ноября, подвижка льда — в начале апреля, очищение от льда — в середине апреля. Наибольшая толщина льда достигает 1,0 м. В период весеннего ледохода скорости течения достигают 1,5—2,0 м/с, в отдельные годы формируются заторы льда.
Река Тверца является левобережным притоком Волги. Длина реки 188 км, ширина русла в черте города составляет около 100 м. Устье реки находится в подпоре от Волги, распространяющемся на 18—20 км выше по течению. Установление ледостава наблюдается в конце ноября, толщина льда составляет 30—50 см, освобождение ото льда происходит в середине апреля, средняя продолжительность ледохода составляет 7 дней. В осенне-зимний период и при ледоходе образуются заторы и зажоры льда. Многолетние колебания уровня воды в реке составляют 8,1 м.
Река Тьмака является правобережным притоком Волги. Длина реки 73 км, ширина русла в черте города меняется от 10 до 100 м. В пределах города русло реки перегорожено двумя водоподъёмными плотинами. Устьевой участок реки имеет глубину 1,5—1,0 м, с крутыми берегами. Ледостав устанавливает в начале декабря, вскрытие реки ото льда происходит в начале апреля; ледоход проходит за 2—4 дня. Максимальные колебания уровня воды в реке составляют 4 м.
В гидрографическую сеть города входят также малые реки и ручьи: впадающие в Волгу Межурка (с притоками Малица и Ольховка), Иртыш, Барминовский, Перемеровский, Константиновский, Бортниковский, Хлебный ручьи, а также притоки Тьмаки (Лазурь) и Тверцы (Соминка, Исаевский ручей), являющиеся притоками Волги второго порядка.
В 2016 году экологи зафиксировали угрожающе низкий уровень воды в реках города Твери.

Волга и её притоки в Твери
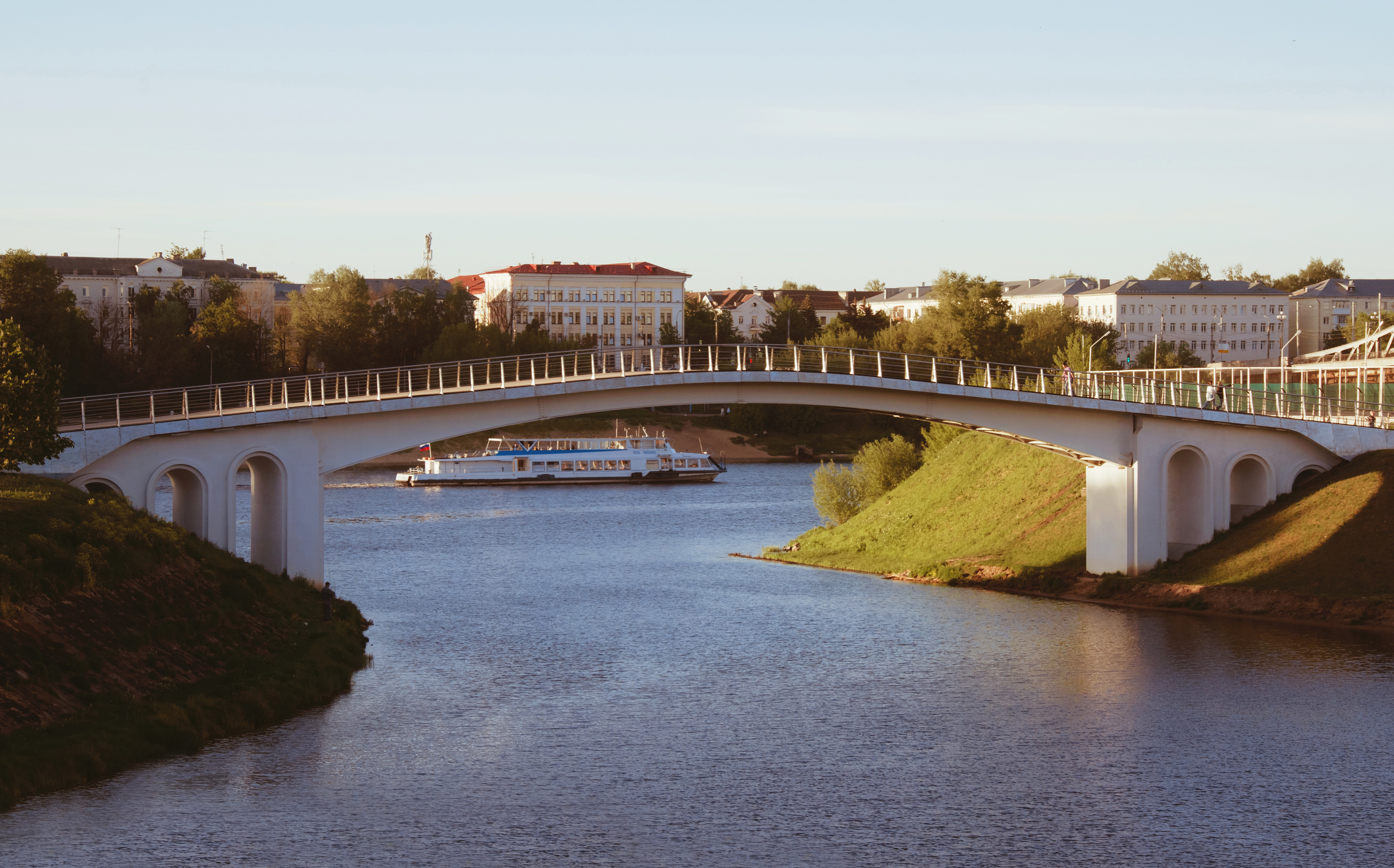
Монастырский мост через Тьмаку.
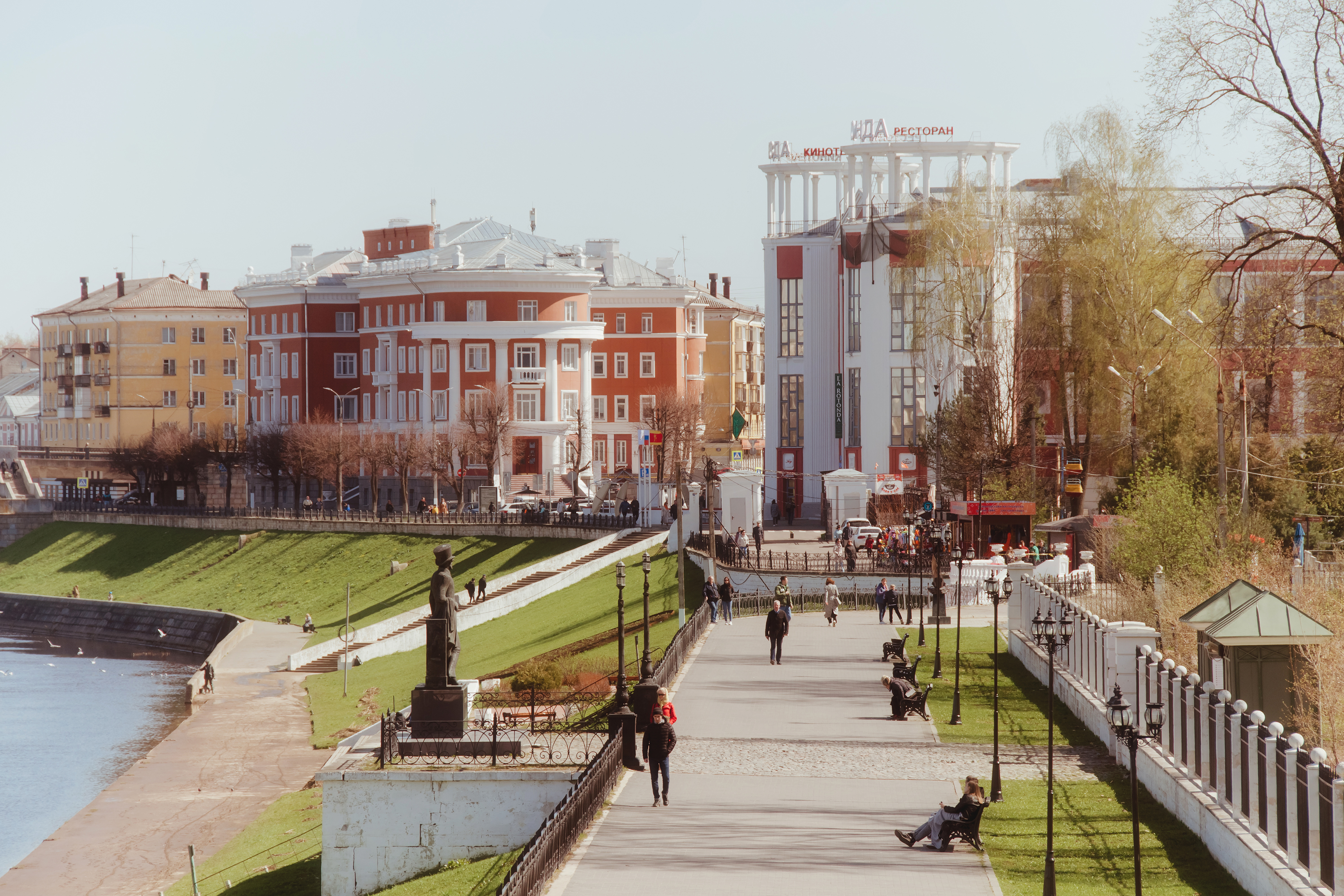
Набережная Михаила Ярославича. Слева виден памятник А. С. Пушкину. На заднем плане Дом ворошиловских стрелков и кинотеатр «Звезда».
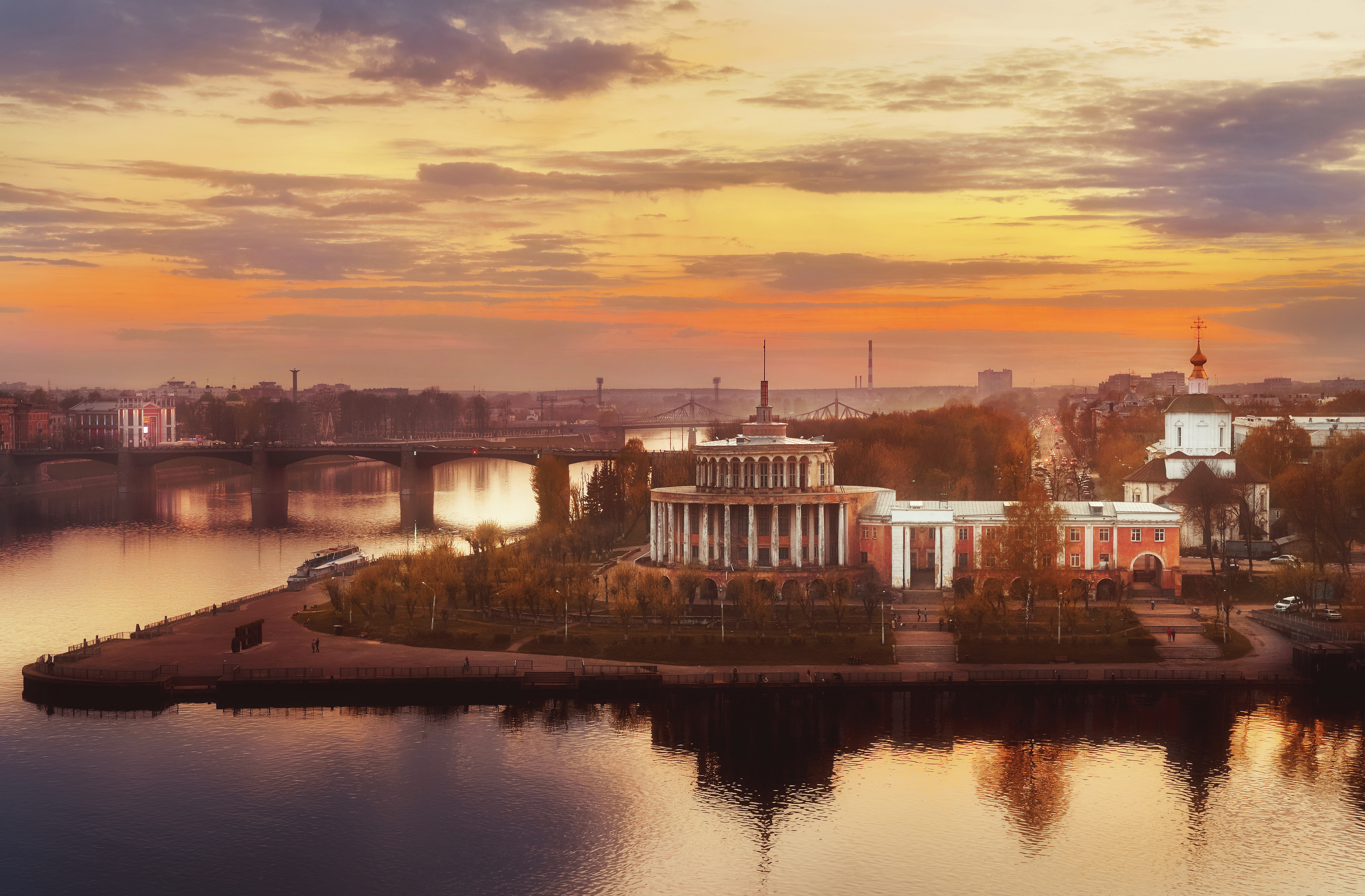
Речной вокзал на стрелке Тверцы и Волги. Вид с Екатерининской церкви. Справа Успенский собор Отроча монастыря. 2016
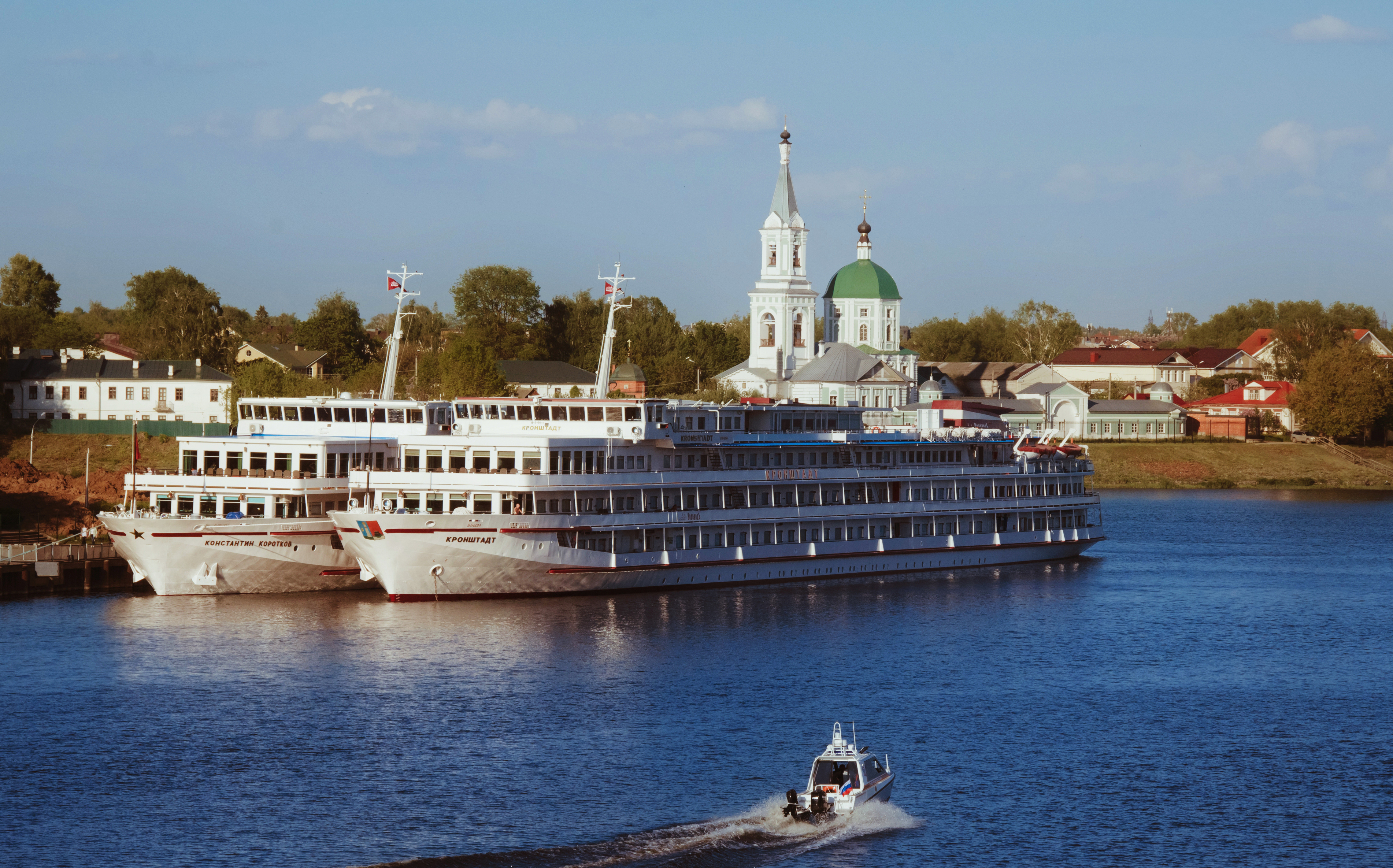
Круизные теплоходы у причала речного вокзала на стрелке Волги и Тверцы. На заднем плане Свято-Екатерининский женский монастырь в Затверечье.
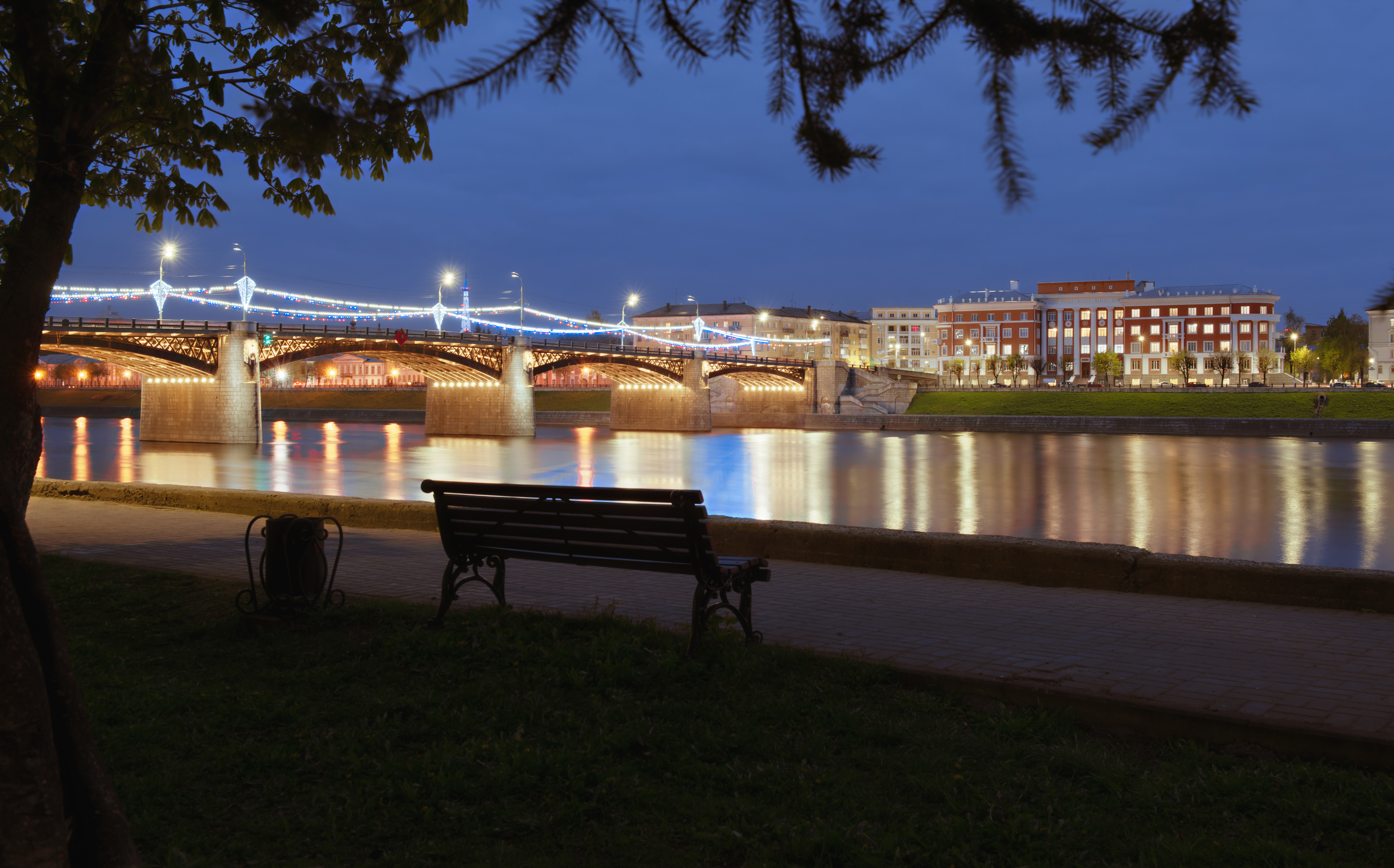
Набережная Афанасия Никитина. Вид на Волгу, Новый мост, Дом Ворошиловских стрелков.

### Климат
Климат умеренно континентальный, с относительно длительной зимой и тёплым, влажным летом. За период наблюдений с 1981 по 2010 год средняя температура самого холодного месяца (февраля) −7,6 °C, самого тёплого (июля) +18,7 °C, среднегодовое количество осадков — 653 мм. Сильные морозы или палящий зной (ниже −30 °C и выше +30 °C) бывают хоть и почти каждый год, но длятся, как правило, не больше нескольких дней. Абсолютный минимум −43,8 °C (31 декабря 1978), максимум +38,8 °C (7 августа 2010).
| Показатель                                | Янв.  | Фев.  | Март  | Апр.  | Май  | Июнь | Июль | Авг. | Сен. | Окт.  | Нояб. | Дек.  | Год   |
| ----------------------------------------- | ----- | ----- | ----- | ----- | ---- | ---- | ---- | ---- | ---- | ----- | ----- | ----- | ----- |
| Абсолютный максимум, °C                   | 9,0   | 8,4   | 17,5  | 27,2  | 33,7 | 35,4 | 37,3 | 38,8 | 32,6 | 24,5  | 15,3  | 9,5   | 38,8  |
| Средний суточный максимум, °C             | −6,2  | −5,1  | 1,2   | 9,9   | 17,2 | 21,3 | 23,4 | 21,1 | 14,9 | 7,8   | 0,4   | −3,9  | 8,5   |
| Средняя температура, °C                   | −8,9  | −8,6  | −2,8  | 5,2   | 11,9 | 16,1 | 18,2 | 16,0 | 10,3 | 4,5   | −1,9  | −6,3  | 4,4   |
| Средний суточный минимум, °C              | −12,5 | −12,8 | −7,1  | 0,4   | 6,0  | 10,3 | 12,6 | 10,9 | 5,9  | 1,3   | −4,4  | −9,2  | 0,0   |
| Абсолютный минимум, °C                    | −39,7 | −41,6 | −36,4 | −21,4 | −7,4 | −2,3 | 2,2  | −2,2 | −7,1 | −17,4 | −29,2 | −43,8 | −43,8 |
| Норма осадков, мм                         | 42    | 38    | 33    | 35    | 62   | 69   | 75   | 69   | 53   | 60    | 47    | 45    | 628   |
| Источник: Climatebase.ru, Погода и климат |       |       |       |       |      |      |      |      |      |       |       |       |       |

| Показатель                    | Янв.  | Фев.  | Март | Апр. | Май  | Июнь | Июль | Авг. | Сен. | Окт. | Нояб. | Дек. | Год |
| ----------------------------- | ----- | ----- | ---- | ---- | ---- | ---- | ---- | ---- | ---- | ---- | ----- | ---- | --- |
| Средний суточный максимум, °C | −4,6  | −4,2  | 2,1  | 10,8 | 18   | 21,5 | 24,1 | 21,5 | 15,2 | 8,3  | 0,7   | −3,5 | 9,2 |
| Средняя температура, °C       | −7,4  | −7,6  | −1,8 | 5,8  | 12,4 | 16,3 | 18,7 | 16,4 | 10,7 | 4,9  | −1,6  | −6   | 5,1 |
| Средний суточный минимум, °C  | −10,3 | −11,3 | −5,7 | 1    | 6,5  | 11   | 13,2 | 11,5 | 6,6  | 1,9  | −3,7  | −8,6 | 1   |
| Норма осадков, мм             | 41    | 36    | 30   | 33   | 58   | 78   | 83   | 76   | 63   | 64   | 49    | 43   | 654 |
| Источник: Погода и климат     |       |       |      |      |      |      |      |      |      |      |       |      |     |

| Показатель              | Янв.  | Фев.  | Март  | Апр.  | Май  | Июнь | Июль | Авг. | Сен. | Окт.  | Нояб. | Дек.  | Год   |
| ----------------------- | ----- | ----- | ----- | ----- | ---- | ---- | ---- | ---- | ---- | ----- | ----- | ----- | ----- |
| Абсолютный максимум, °C | 8,3   | 7,6   | 16,7  | 26,2  | 33,3 | 34,5 | 36,5 | 38,6 | 27,4 | 21,7  | 14,8  | 9,5   | 38,6  |
| Средняя температура, °C | −7,5  | −7    | −1,6  | 5,9   | 13,4 | 16,9 | 19,1 | 17,4 | 11,8 | 5,5   | 0,3   | −3,6  | 6,0   |
| Абсолютный минимум, °C  | −34,7 | −36,4 | −25,3 | −10,7 | −3,5 | 0,0  | 4,0  | 3,4  | −1,6 | −13,6 | −24,3 | −31,5 | −36,4 |

### Экология
По данным общественной организации «Экологический клуб Твери», город насчитывает 6 узлов экологической напряжённости:
- район в восточной части Твери по правому берегу Волги (Московский район) в зоне влияния предприятий Химволокно, ТЭЦ-4, Искож и других предприятий, загрязняющих атмосферу (отмечены большие концентрации сероводорода, сероуглерода и других газов) и почвы; в этом же районе находятся городские очистные сооружения и стоки многих предприятий, загрязняющие Волгу сточными водами;
- исторический центр Твери от устья Тьмаки и обелиска Победы до Московской площади (Центральный район) — район старого антропогенного освоения с интенсивным движением автотранспорта, который загрязняет атмосферу и оказывает шумовое воздействие;
- район в западной части Твери (Пролетарский район) в зоне воздействия Тверской мануфактуры, ТЭЦ-1, Камвольного комбината, а также железнодорожной магистрали (от железнодорожного моста до станции Тверь), с сильным загрязнением почвы;
- район станции Дорошиха (Заволжский район) в зоне воздействия Тверского вагоностроительного завода и других предприятий с сильным загрязнением атмосферы, захламлением территории и стоками в Волгу;
- район Мигаловского моста в западной части Твери по правому берегу Волги (Пролетарский район) с сильным загрязнением и нарушением целостности почв (карьеры, выемки), стоками в Волгу и захламлением её побережья, а также шумовым воздействием авиатранспорта;
- район в северо-восточной части Твери на правом берегу Волги в зоне влияния Тверского комбината стройматериалов № 2 (Заволжский район) с высокими показателями загрязнения атмосферы и сброса сточных вод в Волгу.

## История

### Основание и становление

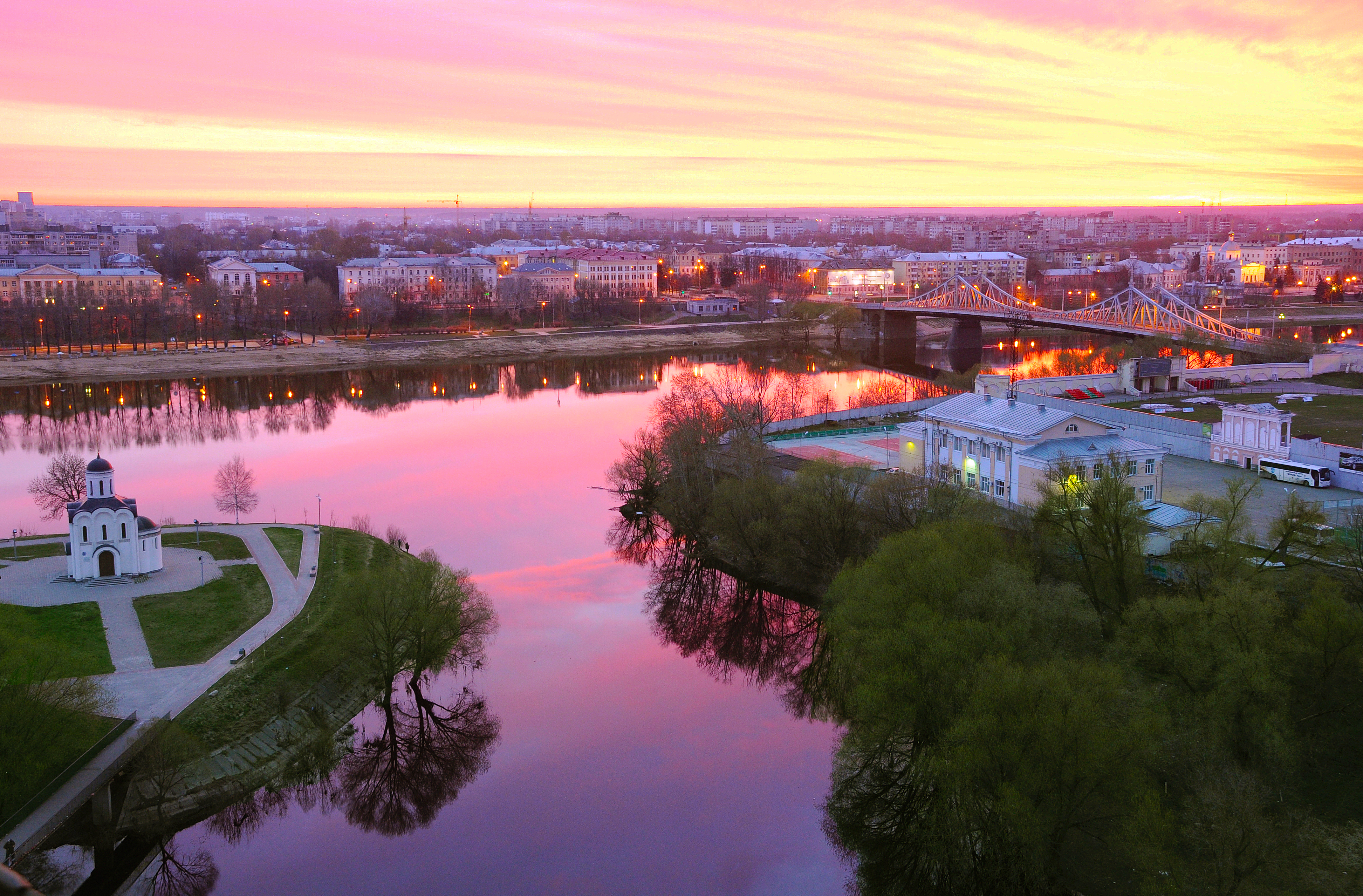
Устье реки Тьмаки. Слева виден храм Михаила Тверского, справа — Старый мост через Волгу. На правом берегу Тьмаки при впадении в Волгу располагался тверской кремль.

По наиболее известной версии, первоначальное поселение находилось в устье реки Тверцы, где позже возник Отроч монастырь. Но археологи установили, что поселение находилось на правом берегу Волги у реки Тьмака. Здесь в XI веке могло стоять малое сельское поселение.

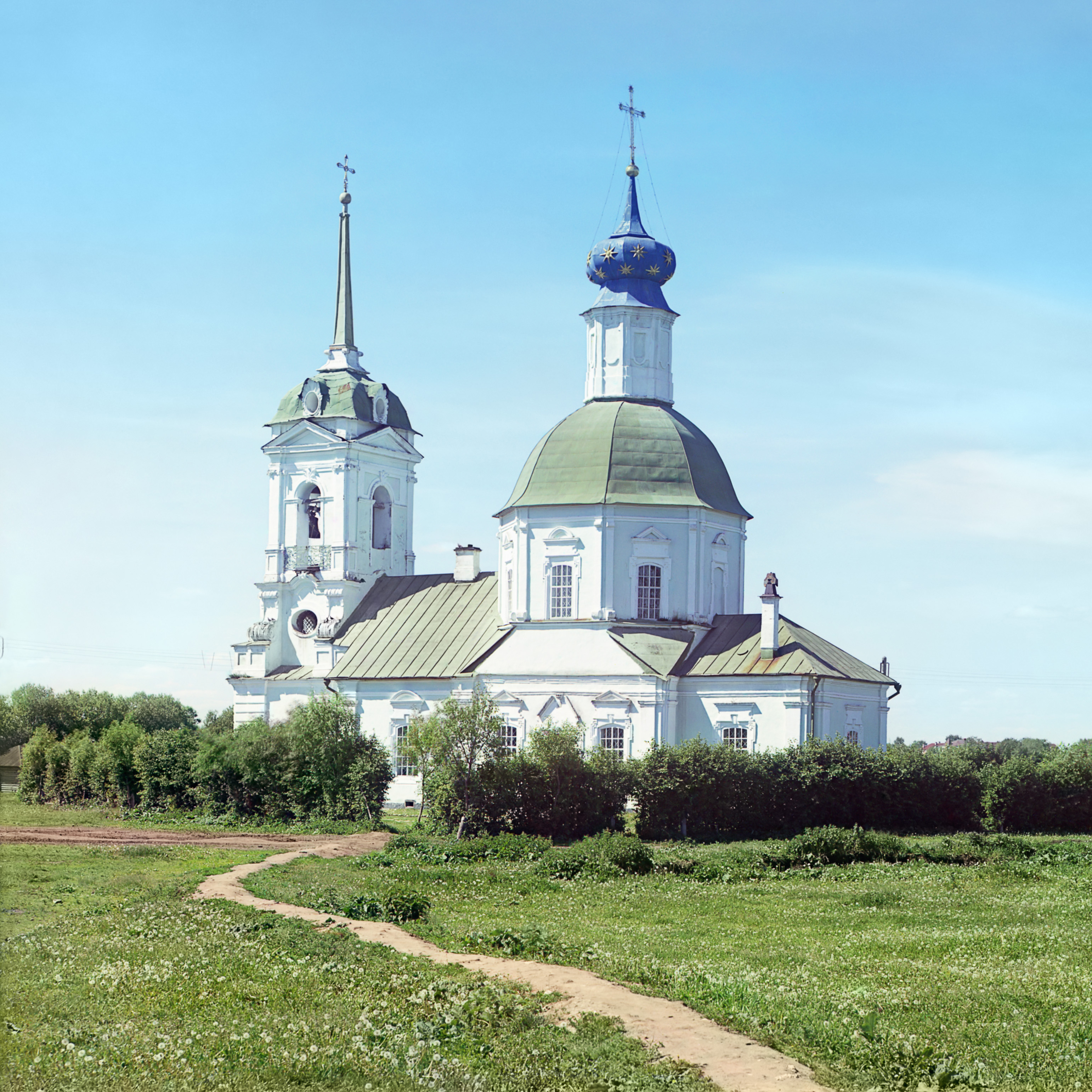
Тверь. Церковь Николы в Капустниках. Лето 1910 года. Фото: С. М. Прокудин-Горский. Согласно данным последних археологических раскопок здесь, на правом берегу Тьмаки при впадении в Волгу был основан город. Сейчас на этом месте находится стадион «Химик».

 В XII веке это уже небольшое торговое поселение. В Рукописании 1135 года князя Всеволода Мстиславича есть упоминание Твери: говорится о денежных сборах церкви Св. Иоанна, также и с «тверского гостя». В «Сказании о чудесах Владимирской иконы Божией Матери», созданном в 1162 при Андрее Боголюбском, пишется об исцелении «тверской боярыни».
В летописи, говорящей о походе новгородцев на Владимир, указывается, что отряды новгородцев и черниговского войска соединились «На Волзе и Тфери».
В «Истории» В. Н. Татищева говорится, что владимирский князь Всеволод III после сожжения им Торжка приказал построить Твердь (то есть крепость) в устье реки — это вторая версия основания Твери. Надёжным летописным источником, в котором впервые прямо упоминается Тверь, обычно считают договор между новгородцами и князем Всеволодом 1208 года. К 1200—1220 годам относится первая берестяная грамота, найденная в Твери на территории древнего тверского кремля в нижнем слое раскопа «Кремль-3» в 1983 году.
Датой первого упоминания города в источниках (известие о «тверском госте») принят 1135 год. Однако ряд исследователей отмечает, что эта дата является более поздней вставкой в летописание, и относит появление Твери к началу или даже второй половине XIII века. Археологические исследования на данный момент не позволяют окончательно установить примерное время становления Твери как города. С одной стороны, при раскопках на территории Тверского кремля были найдены отдельные деревянные брёвна, которые методом дендрохронологии были датированы концом XII в. С другой стороны, конструкций, культурных напластований и находок, которые могли бы быть однозначно отнесены к домонгольскому времени, пока не найдено.
В первой трети XIII века Тверь входила в состав Переяславского княжества. В 1238 году город был разорён татаро-монголами во время их западного похода, однако быстро оправился от разгрома.
Воскресенская летопись утверждает, что восстановлением Твери после Батыева разорения руководил князь Ярослав Всеволодович. В исторической литературе существует гипотеза, что Тверь первоначально располагалась на левом берегу Волги при устье Тверцы и после разорения 1238 года была перенесена на правый берег в устье реки Тьмаки.

### Тверское княжество
Около 1247 Тверь была выделена в удел князю Александру Ярославичу Невскому, между 1252 и 1255 перешла к его брату Ярославу Ярославичу — родоначальнику тверской княжеской династии. В 1247 году Тверь стала столицей Тверского княжества. Историческим ядром древней Твери был Тверской Кремль.
Географическое положение Твери на важном торговом пути, связывавшем Новгород с северо-восточной Русью, и сравнительная удалённость от Орды способствовали притоку в край населения из других русских земель. Город быстро рос. В 1265 году Тверь стала центром епархии. Росту города не смогли помешать даже опустошительные пожары 1276 и 1282 годов, типичные для деревянных древнерусских городов.

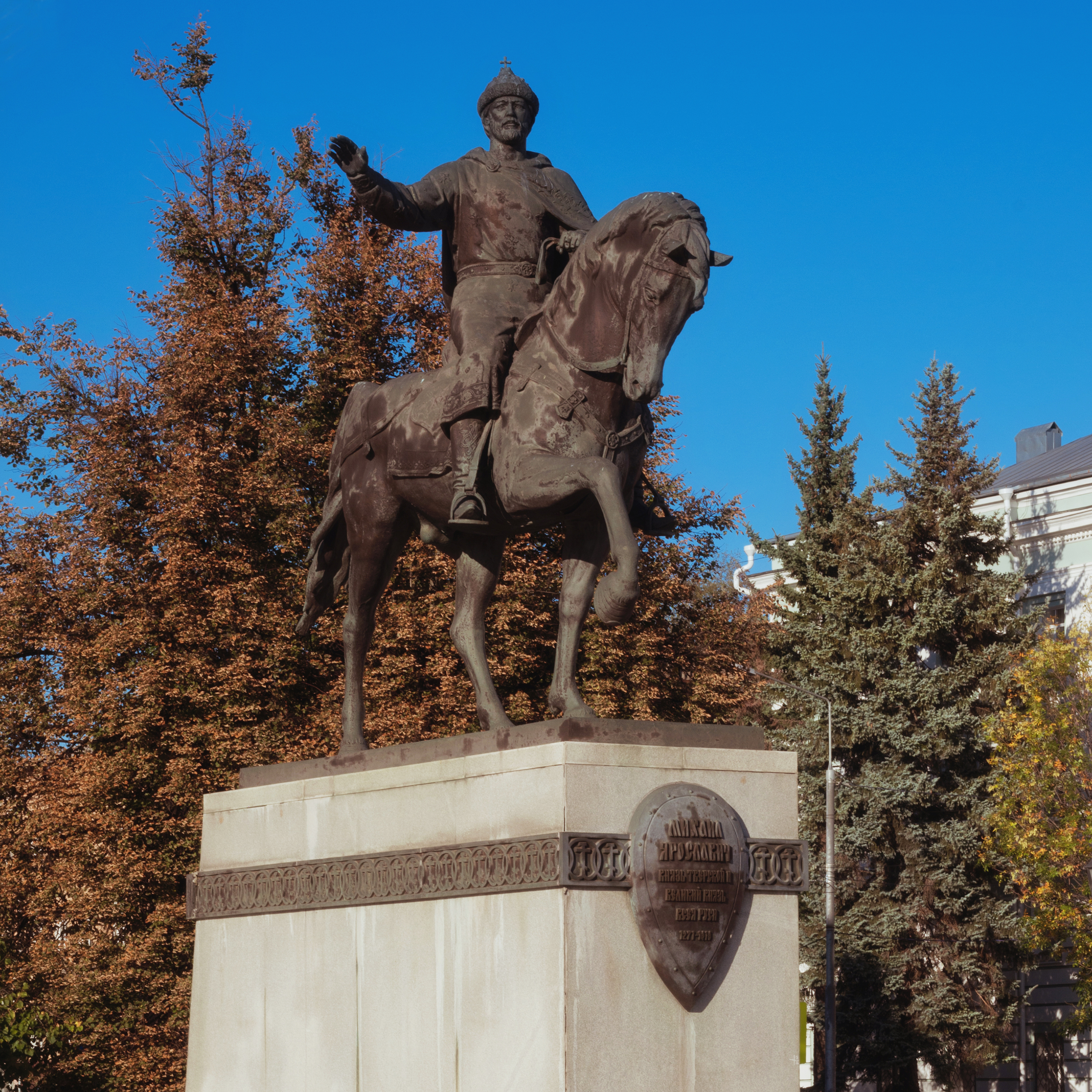
Памятник князю Тверскому Михаилу Ярославичу на одноимённой площади.

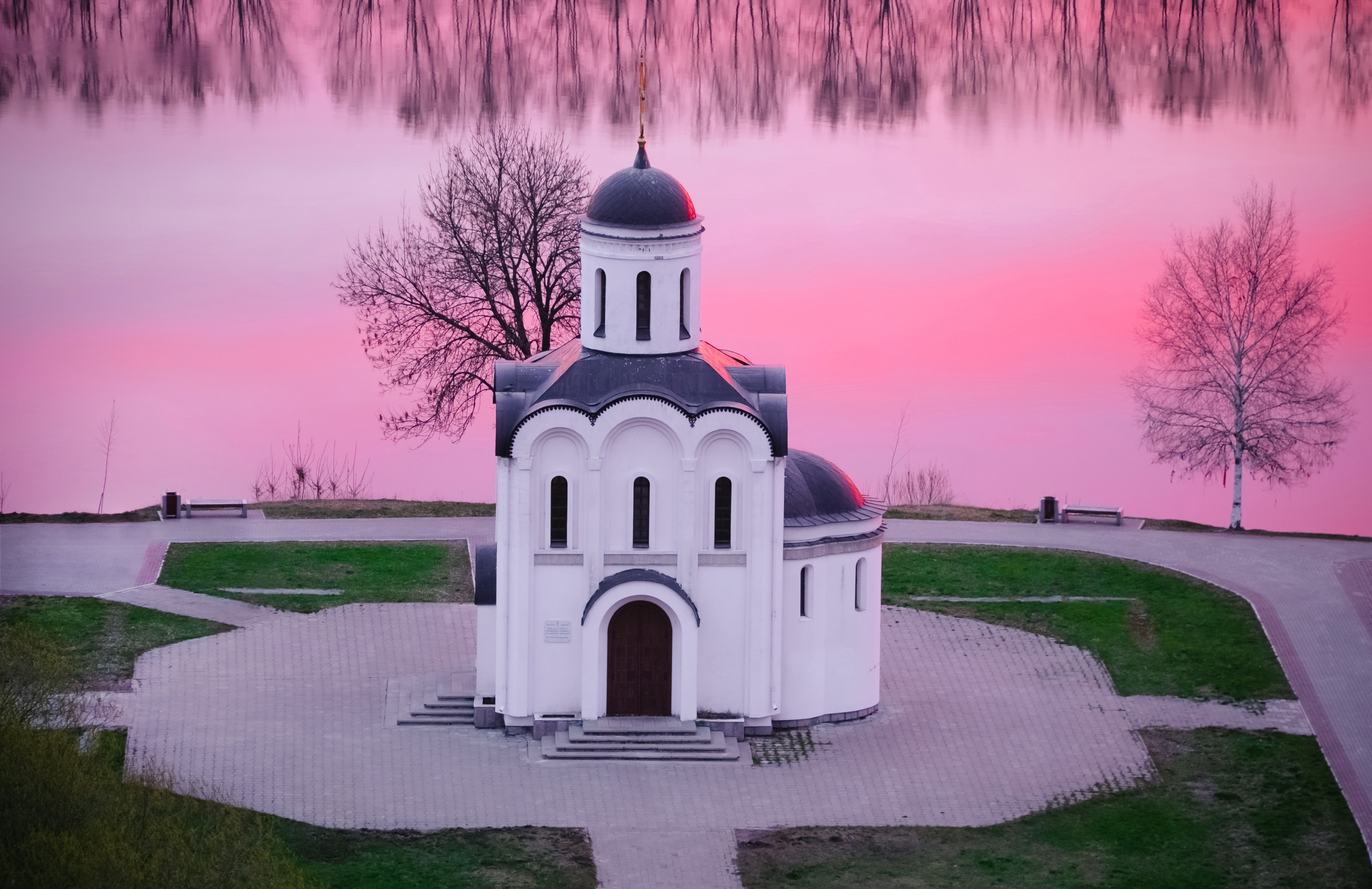
Церковь Михаила Тверского на берегу Волги. Вид с обелиска Победы.

Рост города объясняется прежде всего тем, что изменилась политическая роль Твери. В 1264 тверской князь Ярослав стал великим князем владимирским, однако остался жить в Твери. При преемнике Ярослава, его сыне князе Михаиле Ярославиче, в Твери впервые на Руси после 50-летнего перерыва возобновились летописание и каменное строительство. Построены каменная Трёхглавая Успенская церковь в Отроче монастыре и Спасо-Преображенский собор. Наряду с кремлём росли посады, населённые главным образом ремесленниками.
Свидетельством возросшей мощи Твери стал тот факт, что в 1293 году монголо-татарский полководец Дюдень не решился штурмовать город. Тверские князья, ведя борьбу за великое княжение Владимирское, неустанно укрепляли город. Жители Твери одними из первых поднялись на вооружённую борьбу против Орды: в 1317 году они разбили войско татарского военачальника Кавгадыя и московского князя Юрия в битве у деревни Бортенево (Бортеневская битва). В 1323—1325 годах сооружена каменная церковь Фёдора в устье Тьмаки. В 1320 княгиня Анна женила своего старшего сына Дмитрия на Марии, дочери великого князя литовского Гедимина. С этого времени установились связи Твери с княжеством Литовским, которые не прекращались вплоть до 1488 года.

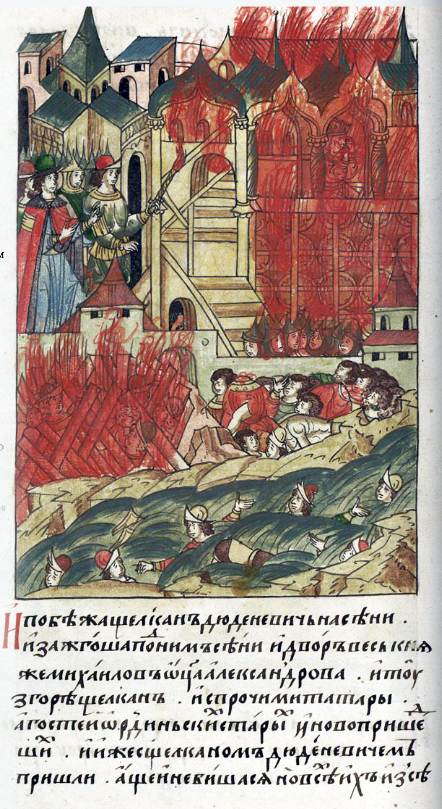
Сожжение Твери москвичами и монголами. Миниатюра из Лицевого летописного свода XVI в.

В Твери созданы выдающиеся произведения древнерусской литературы: «Повесть о Михаиле Ярославиче Тверском» игумена Александра, «Слово похвальное тверскому князю Борису Александровичу» инока Фомы, «Повесть о Михаиле Александровиче» и др. В Твери сложилась своя оригинальная художественная школа: развивались зодчество, иконопись, переписка книг, ювелирное и декоративно-прикладное искусство. В Твери чеканилась своя монета. Тверские купцы торговали в Смоленске, Киеве, Витебске, Дорогобуже, Вязьме, Полоцке, Вильне и др. На территории Затьмацкого посада находился татарский гостиный двор. Высокого уровня развития достигло тверское ремесло, особенно обработка металлов — в XIV веке замки́ тверской работы продавались в Чехии.
В 1326 году Великим князем Тверским стал Александр Михайлович. Летом 1327 года, после приезда в город ханского посла Шевкала в городе распространились слухи о скором обращении тверичан в ислам и изгнании Александра с тверского престола. Хотя сам Александр призывал «терпеть», 15 августа 1327 года в Твери вспыхнуло мощное антиордынское восстание. С помощью московского князя Ивана Калиты оно было жестоко подавлено, Тверь разорена. Александр Михайлович, роль которого в восстании окончательно не выяснена, бежал в Псков. Подавление мятежа ознаменовало начало упадка политического влияния Твери.
В XIV веке в обстановке непрекращающейся борьбы с Москвой тверские князья продолжали укреплять город, в 1372 году вырыт ров и насыпан вал от Волги до Тьмаки (в 1375 году московский князь Дмитрий Иванович (Донской) с большим войском не смог взять Тверь). Большие строительные работы велись в Твери в 1387, 1395, 1413 и 1446-47 (как правило они были связаны с обострением политической обстановки и угрозой со стороны Москвы). Выступая с конца XIII века активным противником Орды, Тверь вплоть до второй половины XV века подвергалась неоднократным ударам монголо-татар и Москвы.
В этой борьбе Тверь постепенно утрачивала первенствующее положение среди древних княжеств в Северо-Восточной Руси. Роль объединителя русских земель закрепилась за Москвой. Напряжённая борьба подрывала силы Твери, однако и в XIV—XV веках она оставалась крупным торгово-ремесленным и культурным центром, одним из наиболее развитых русских городов.
В первой половине XV века при Борисе Александровиче Тверь пережила последний взлёт своего могущества как центр самостоятельного княжества. Развернулось обширное строительство. В кремле сооружены каменный княжий дворец, второй по времени после Боголюбского в Северо-Восточной Руси; каменная соборная колокольня (1407); каменные церкви Ивана Милостивого (1420), Бориса и Глеба (1438), Михаила-Архангела (1455); каменные храмы в Фёдоровском и Жёлтиковом монастырях. Экономический подъём города сопровождался обширными экономическими связями и дипломатической активностью (путешествие Афанасия Никитина, участие посла тверского князя Фомы во Флорентийском соборе).
В 1485 году Иван III присоединил Тверь к Московскому княжеству, а тверской князь Михаил Борисович бежал в Великое княжество Литовское.

### В составе Русского царства и Российской империи

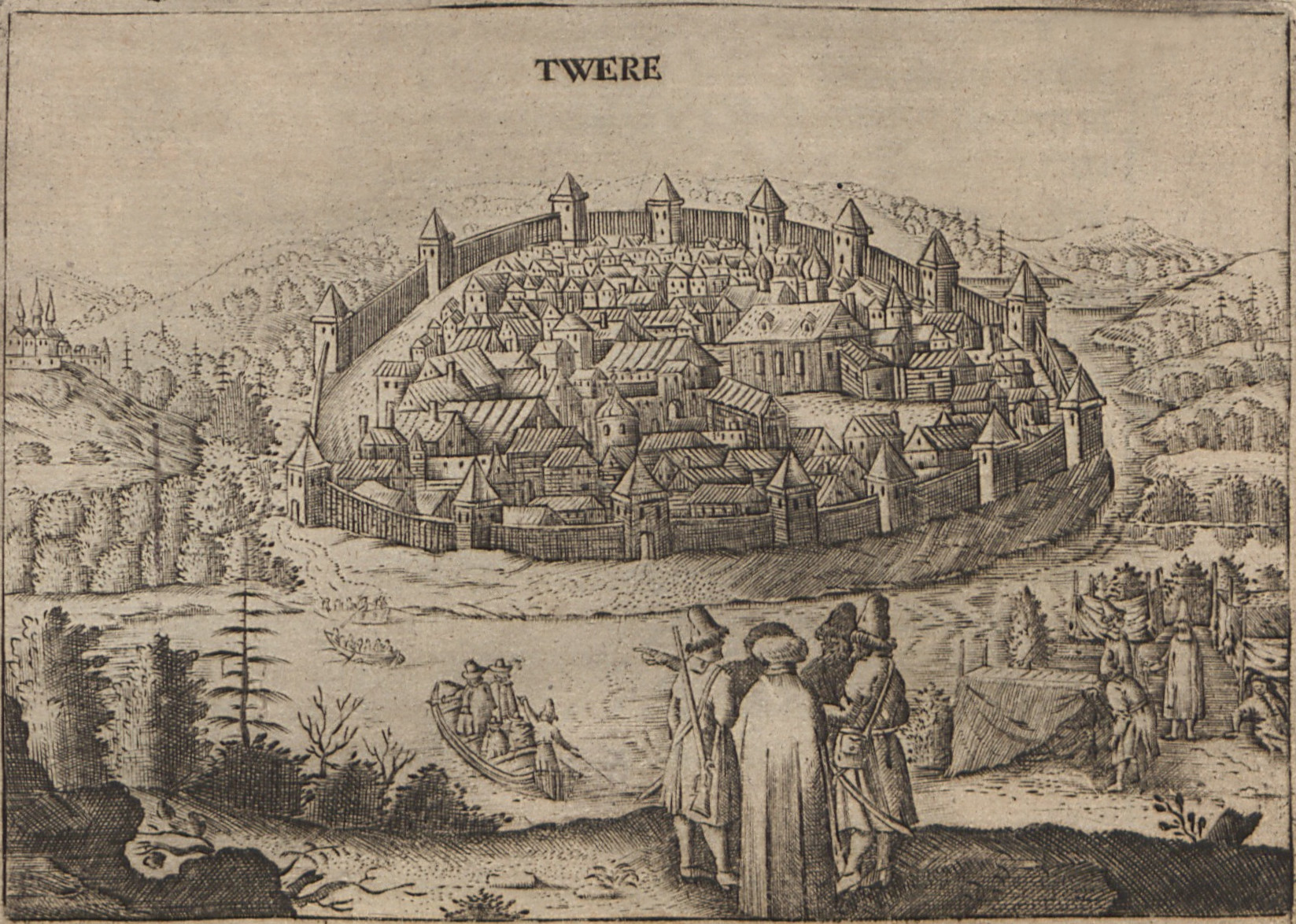
Тверь по Олеарию (1650-е гг.)

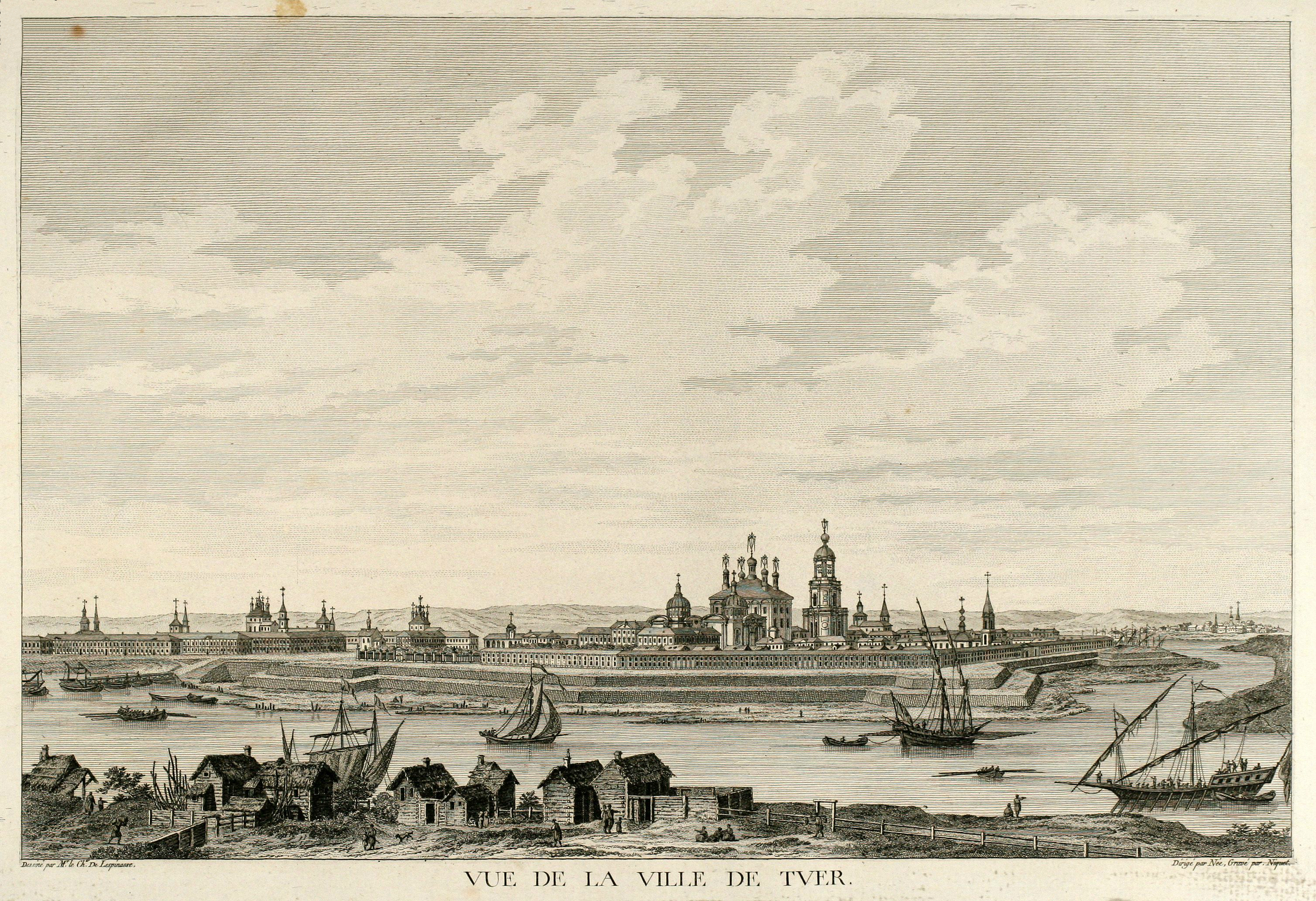
Вид на Тверь в 1783 году

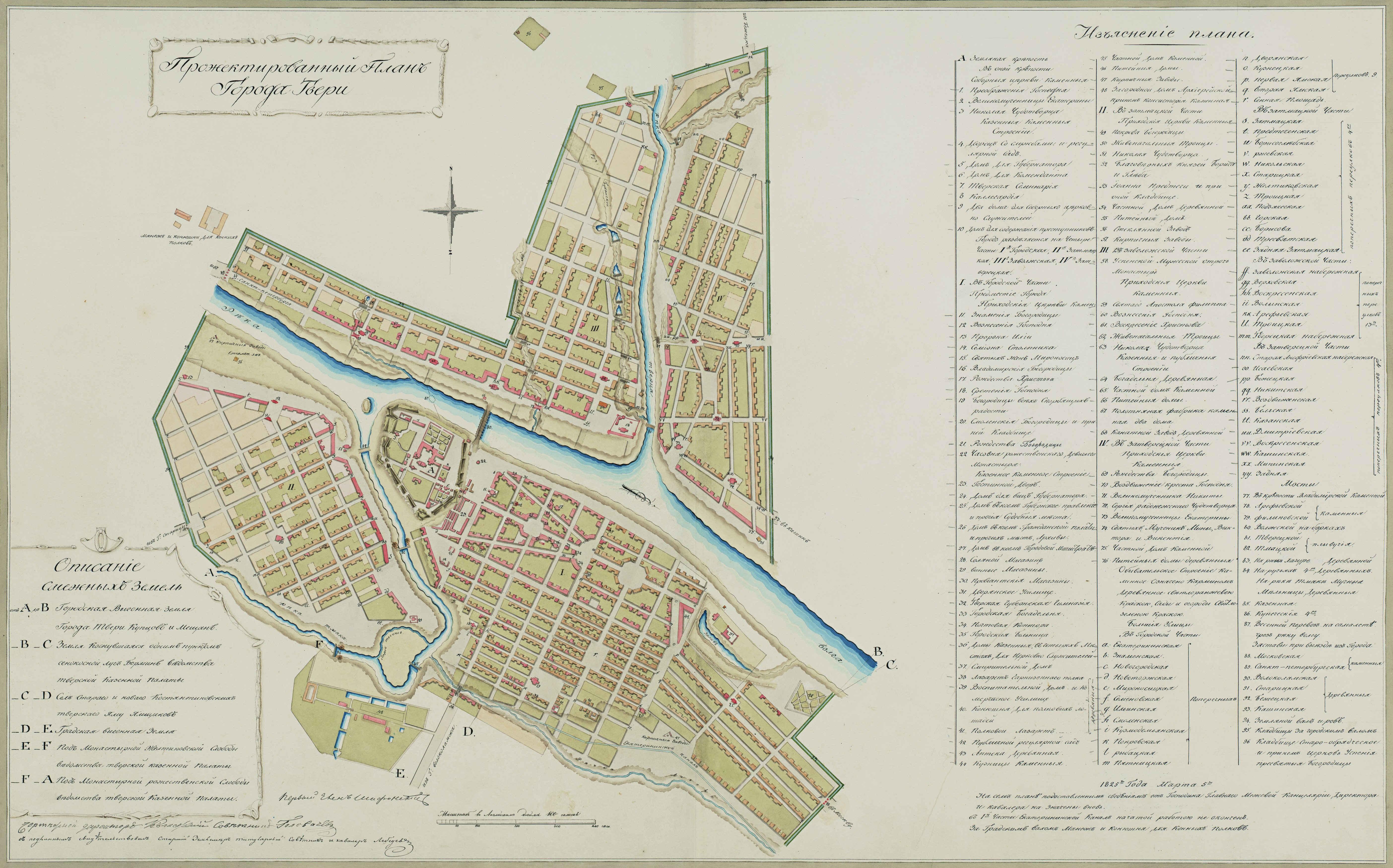
Подробнейший прожектированный план города Твери, 1825 год

В XVI веке в Твери, в Отроче монастыре в ссылке пребывали два известных религиозных и общественных деятеля. В 1531—1551 годах здесь жил Максим Грек, а в 1568 году в тверской монастырь был сослан московский митрополит Филипп, попавший по навету в опалу у Ивана Грозного. Годом позже, проезжая через Тверь по дороге в Великий Новгород, царь просил у узника благословения и возвращения на престол, в чём Филипп Ивану Грозному отказал. После этого, согласно житию святителя Филиппа, Малюта Скуратов задушил узника подушкой. Несмотря на неоспариваемый факт смерти митрополита Филиппа в Отроч-монастыре в этот период, прямые исторические свидетельства об этом событии отсутствуют. В XVI веке была построена старейшая из сохранившихся до нашего времени церквей города — Троицкая церковь за Тьмакой, известная как «Белая Троица».
В 1565 году, после того как царь Иван Грозный разделил Русское государство на опричнину и земщину, город вошёл в состав последней.
В 1612 году во время Смутного времени Тверь была полностью разорена польско-литовскими войсками. Восстановление города шло медленно, только к концу века город восстановил свой ремесленный и торговый потенциал.
В 1701 году по приказу Петра I в Твери был построен наплавной мост на плотах, просуществовавший до 1900 года. В XVIII веке Тверь бурно развивалась, в городе были построены Церковь Вознесения, Воскресенская церковь в Заволжье, современная Успенская церковь в Отроч-монастыре, Екатеринская церковь в Затверечье, а также множество гражданских построек, многие из которых сохранились до наших дней. Старейшей из них принято считать дом купца Арефьева в Заволжье, в котором сейчас расположен музей тверского быта.
В 1763 году сильнейший пожар уничтожил центральную часть Твери, а десятью годами позже выгорела уже Заволжская сторона. По повелению Екатерины II была создана целая «архитекторская команда» под руководством П. Р. Никитина, целью которой было перестроить центр Твери в камне согласно регулярной планировке. Главными особенностями этой планировки стали длинная осевая Миллионная (ныне Советская) улица, названная так, поскольку на строительство каменных домов в центре города был отпущен миллион рублей из царской казны; а также «версальский трезубец» — трёхлучевая композиция улиц, сходящихся в одной точке, созданная по образцу аналогичного градостроительного приёма в Петербурге.
В 1764—1766 годах была возведена главная достопримечательность Твери — Путевой дворец императрицы Екатерины в стиле классицизм с элементами барокко по проекту М. Ф. Казакова. В это же время между Путевым дворцом и Волгой был разбит городской сад. Дворец предназначался для отдыха членов императорской семьи по пути из Петербурга в Москву, откуда и получил своё название.
С 29 апреля (10 мая) по 2 (13) мая 1767 года во время своего путешествия по Волге Тверь посетила Екатерина II.

План Твери, 1845 год

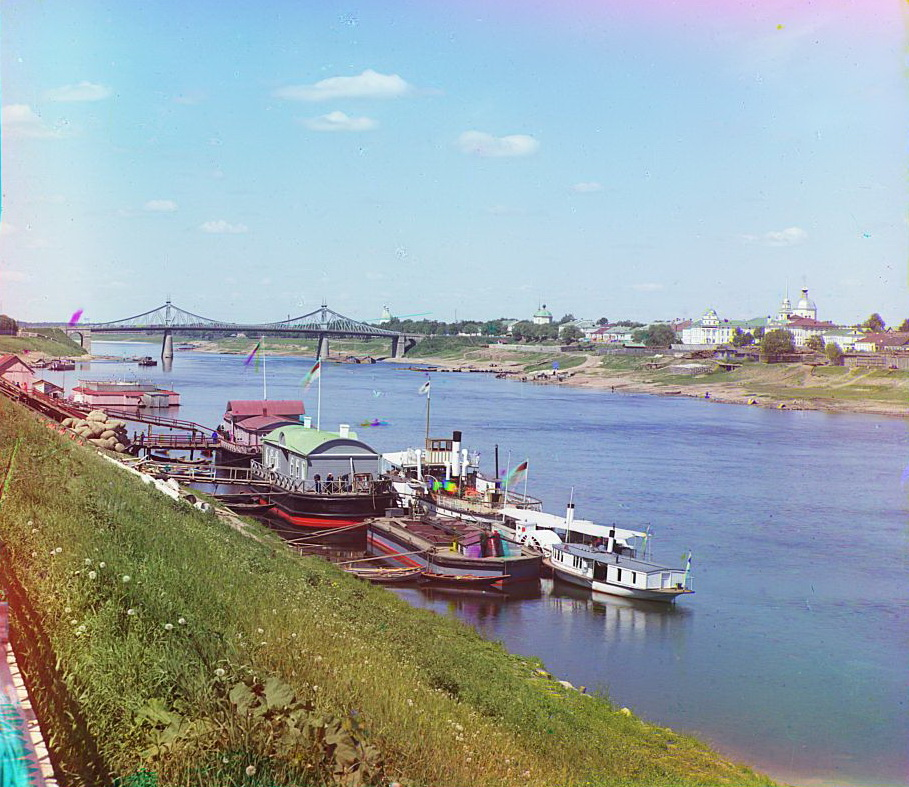
Тверь на фотографии С. М. Прокудина-Горского, 1910

В 1809 году в Твери был создан Комитет по благоустройству города, в котором работал известный столичный архитектор К. И. Росси. По его проектам построены Христорождественский собор, жилые дома на набережной и в центре города.
Им же перестроен Путевой дворец. В это время здесь жила сестра Александра I, Екатерина Павловна, бывшая замужем за тверским губернатором. Она превратила дворец в один из центров светской жизни страны и модный литературный салон, где собиралось высшее общество Твери и куда приезжали многие выдающиеся люди из Москвы и Петербурга. Н. М. Карамзин читал здесь императору Александру отрывки из своей «Истории».
Во второй четверти XIX века по проектам архитектора И. Ф. Львова возведены Вознесенская церковь, дом Дворянского собрания (сейчас Дом офицеров), ансамбль административных зданий на Восьмиугольной (Ленина) площади и другие гражданские здания. В 1839 году в городе начали выходить «Тверские губернские ведомости». В 1860-х годах открыты публичная библиотека и музей (сегодня Тверской объединённый историко-архитектурный и литературный музей).
В 1851 году началось движение по Николаевской железной дороге, соединившей Тверь с Санкт-Петербургом и Москвой. Во второй половине XIX века в Твери открываются пароходное общество, ткацкая мануфактура, мануфактура бумажных изделий, механический завод по изготовлению деталей к текстильным машинам, лесопильные заводы и другие предприятия. В 1850—1860 годы в Твери основаны три текстильные фабрики. В это же время открыты различные училища и школы: духовная семинария, Тверская женская учительская школа, епархиальное женское училище, женское коммерческое училище и другие. В 1900 году в городе наконец был возведён постоянный мост через Волгу по проекту чешского инженера Л. Машека.
В 1901 году в Твери был пущен электрический трамвай и начато освещение улиц, в 1904 году открылся кинематограф.
С началом первой мировой войны Россия испытала проблемы обмена информацией с союзниками — Францией и Англией, так как большая часть европейских наземных линий связи проходила по территории Германии. Ключевую роль в обмене информацией между союзниками играла Тверская радиостанция спецназначения военного ведомства России, в задачу которой входили приём шифровок союзников, пеленгация радиостанций противника и перехват вражеских сообщений с дальнейшей ретрансляцией их по проводным каналам в Генеральный штаб. В 1916 году в мастерских Тверской радиостанции М. А. Бонч-Бруевич, работавший помощником начальника станции, изготовил первую отечественную радиолампу. Во время первой мировой войны в Тверь были эвакуированы из Риги Русско-Балтийский вагоностроительный завод и авиапарк.
После февральской революции 1917 года в Твери был организован Временный исполком общественных организаций, проработавший до октября 1917 года.

### В советское время
28 октября (10 ноября) 1917 года в городе была установлена Советская власть.
В июне 1918 года в Твери началась национализация предприятий: были национализированы вагоностроительный завод, Морозовская мануфактура, завод «Урсул и К. М. Мещерский». В 1920 году были открыты сельскохозяйственный и медицинский техникумы, создан Пролеткульт, осенью 1920 года образовано Общество изучения Тверского края, 21 марта 1921 года открыт «Тверской № 1 театр РСФСР». Продолжавшаяся гражданская война послужила причиной возникновения экономических трудностей: в ноябре 1920 года было остановлено трамвайное движение, 1 января 1921 года был остановлен вагоностроительный завод, затем — Переволоцкая, Рождественская и Морозовская мануфактуры, которые возобновили работу только после окончания гражданской войны, а вагоностроительный завод — лишь в 1926 году.
С 1919 года в Твери были переименованы все центральные улицы и площади, большевики начали борьбу с церковью и изъятие церковных ценностей. В 1920—1930-х годах были закрыты и разрушены десятки церквей, которые являлись памятниками архитектуры XVII—XIX веков. В частности, в 1935 году был взорван кафедральный Спасо-Преображенский собор. Генеральный план и схема планировки Твери была разработана в 1925—1926 годах архитектором-градостроителем А. П. Иваницким.
Во второй половине 1920-х годов на предприятиях Твери широкое распространение получило ударничество, организовывались субботники. В 1929 году, по инициативе текстильщиков, в Твери был подписан «Договор тысяч» — первый в стране договор о социалистическом соревновании.

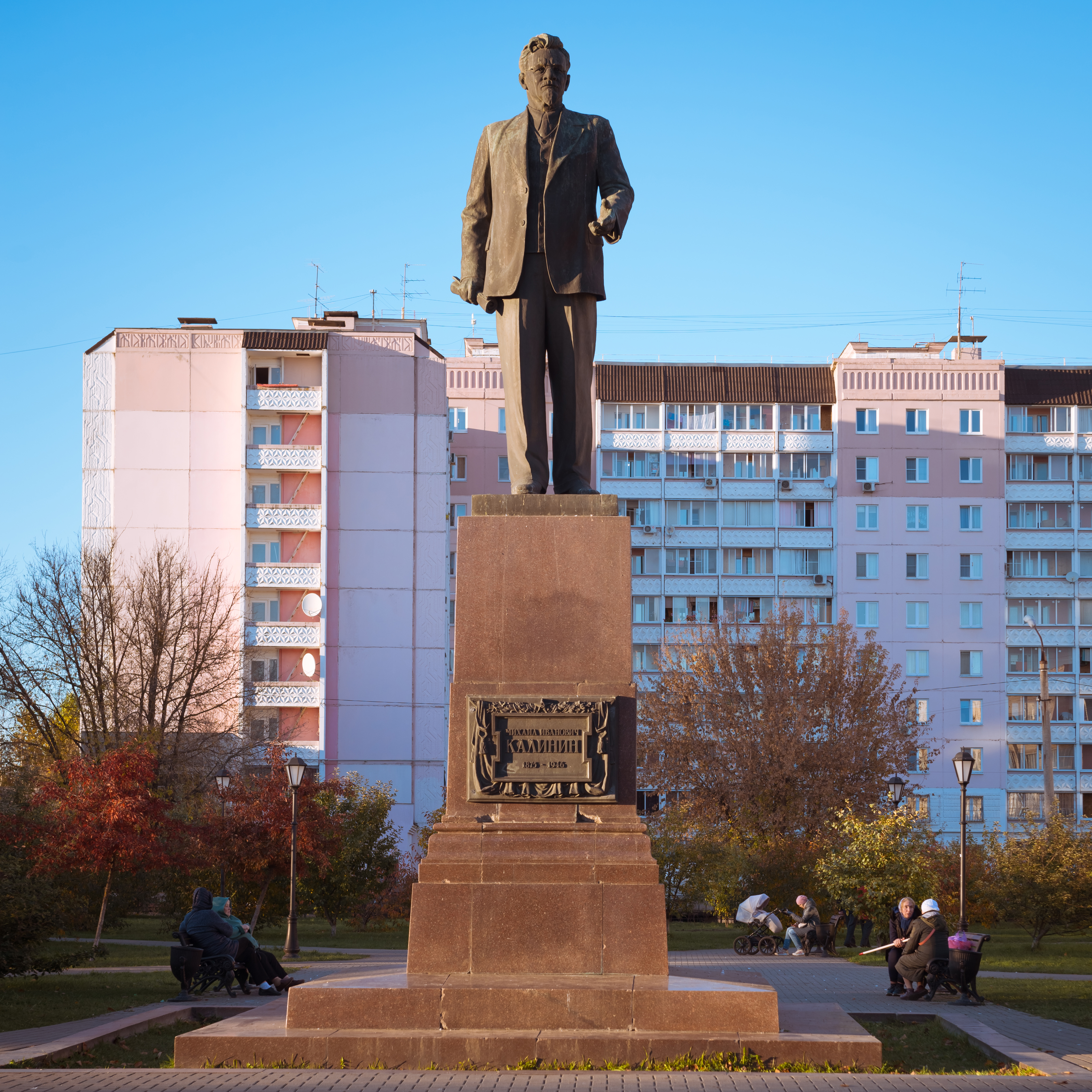
Памятник М. И. Калинину на одноимённом проспекте. Был открыт в 1955 году на площади Революции, перенесён на проспект в 2014 году.

20 ноября 1931 года город Тверь Московской области был переименован в Калинин, в честь советского партийного и государственного деятеля, уроженца Тверской губернии М. И. Калинина (30 ноября 1931 года переименовали и станцию Тверь Октябрьской ж/д в ст. Калинин). В 1935 году Калинин стал центром Калининской области. В Калинине были открыты филармония и музыкальное училище (1936 год), картинная галерея (1937 год), построен ряд оригинальных зданий: военная академия на набережной Степана Разина (1935 год), кинотеатр «Звезда» (1937 год), речной вокзал (1938 год, руинирован). Началась застройка новых проспектов — Калинина, Чайковского, улицы Вагжанова. В городе действовало 70 промышленных предприятий, в том числе крупнейшие в СССР в своей отрасли промышленности заводы вагоностроительный и КРЕПЗ, три вуза, педагогический институт, три театра, два кинотеатра, шесть библиотек.
17 октября 1941 года Калинин был захвачен частями 27-го армейского и 41-го моторизованного корпусов 3-й танковой группы группы армий «Центр», однако дальнейшее продвижение противника было задержано, а на северо-западном направлении было остановлено совсем. Особую роль в этом сыграла 8-я танковая бригада. Около двух месяцев город находился под немецкой оккупацией. 6 декабря Калининский фронт перешёл в контрнаступление, и уже 16 декабря город был освобождён частями 29-й и 31-й армий Калининского фронта. В ходе оккупации и уличных боёв в Калинине было разрушено 7714 зданий, 510,3 тыс. м² жилой площади (56 % жилого фонда), выведено из строя более 70 предприятий. До освобождения Ржева (3 марта 1943) город Калинин подвергался систематическим налётам немецкой авиации.
1 ноября 1945 года Совет народных комиссаров СССР принял постановление о первоочередном восстановлении 15 важнейших городов РСФСР, разрушенных в ходе войны, в числе которых был Калинин. Грандиозный план восстановления и реконструкции города разработал архитектор Н. Я. Колли, однако в полном объёме он реализован не был. В городе были возведены величественные здания в стиле сталинского классицизма: драматический театр (1951), библиотека им. М. Горького, техникума (ныне здесь корпус ХТ технического университета) на проспекте Ленина (1957), ансамбли Новопромышленной площади, площади Мира, площади Гагарина. В городе появился второй мост. В качестве пролётов этого моста были использованы элементы моста лейтенанта Шмидта из Ленинграда. В 1947 году был построен завод электроаппаратуры, пущены ТЭЦ-4 и экскаваторный завод, строительство которых было начато ещё до войны. В 1950 году были открыты комбинат химического волокна и завод силикатного кирпича в Затверечье, в 1955 году построен полиграфический комбинат, в 1957 году — шёлкоткацкая фабрика.
С начала 1960-х годов город интенсивно застраивается методами типового индустриального домостроения, особенно активно — в южной его части, на территории Московского района. В этот же период в Калинине открываются крупные предприятия: камвольный комбинат (1963), фармацевтическая фабрика и мясокомбинат (1965), завод стеклопластика и стекловолокна (1966). Продолжается развитие города как крупного транспортного узла: в 1961 году завершены работы по углублению Волги и строительство порта, в том же году открыта окружная магистраль, соединившая шоссейные дороги на Москву, Ленинград, Ржев, Волоколамск, Тургиново, в 1963 году завершена электрификация калининского участка Октябрьской железной дороги, в 1967 году начал работу троллейбус.
В 1969 году был принят новый Генеральный план Калинина (Ленгипрогор, архитектор Г. А. Бобович). Этот период характеризуется массовым строительством крупнопанельных 5-9-12-этажных жилых домов во вновь формируемых планировочных единицах — микрорайонах. В период 1970-х — 1980-х в городе появляются микрорайоны: Чайка, Южный, Юность, Химинститута, Первомайский и др. Вводятся новые промышленные объекты: ТЭЦ-3 (1973), завод Центросвар (1974), научно-производственное объединение «Центрпрограммсистем» (1974). В 1981 году в городе появляется третий мост — Восточный, соединивший Московский район и Затверечье. К началу 1990-х годов в Калинине насчитывалось около 80 промышленных предприятий 28 отраслей, 5 вузов, ряд НИИ, 11 средних специальных учебных заведений, 14 профессионально-технических училищ, 48 средних школ, 3 театра, 12 кинотеатров, 8 дворцов культуры.

17 июля 1990 года на основании указа Президиума Верховного Совета РСФСР городу возвращено прежнее название.

Значимые сооружения советского периода
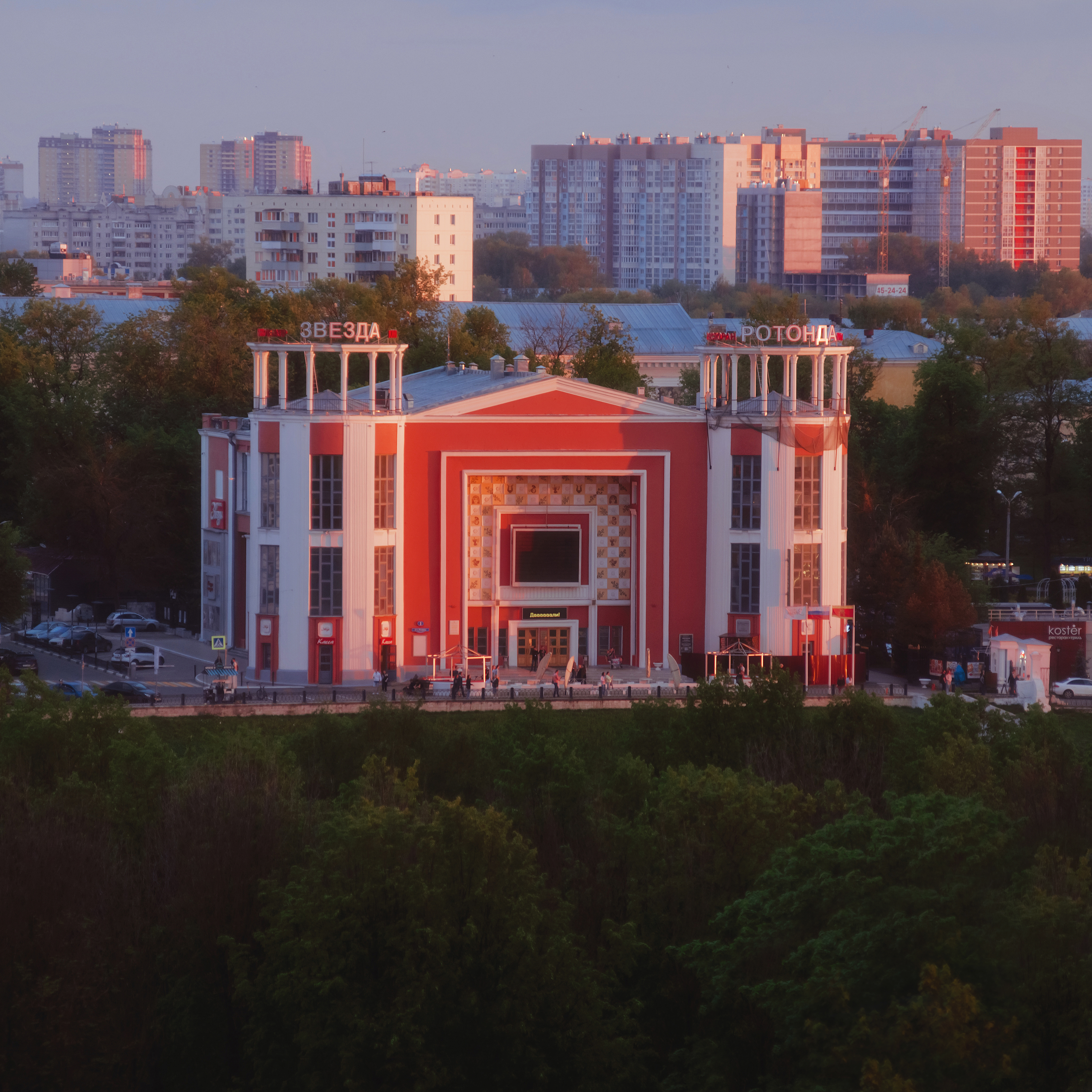
Кинотеатр «Звезда» на набережной Степана Разина. Вид с жилого дома №3 по Комсомольскому проспекту.
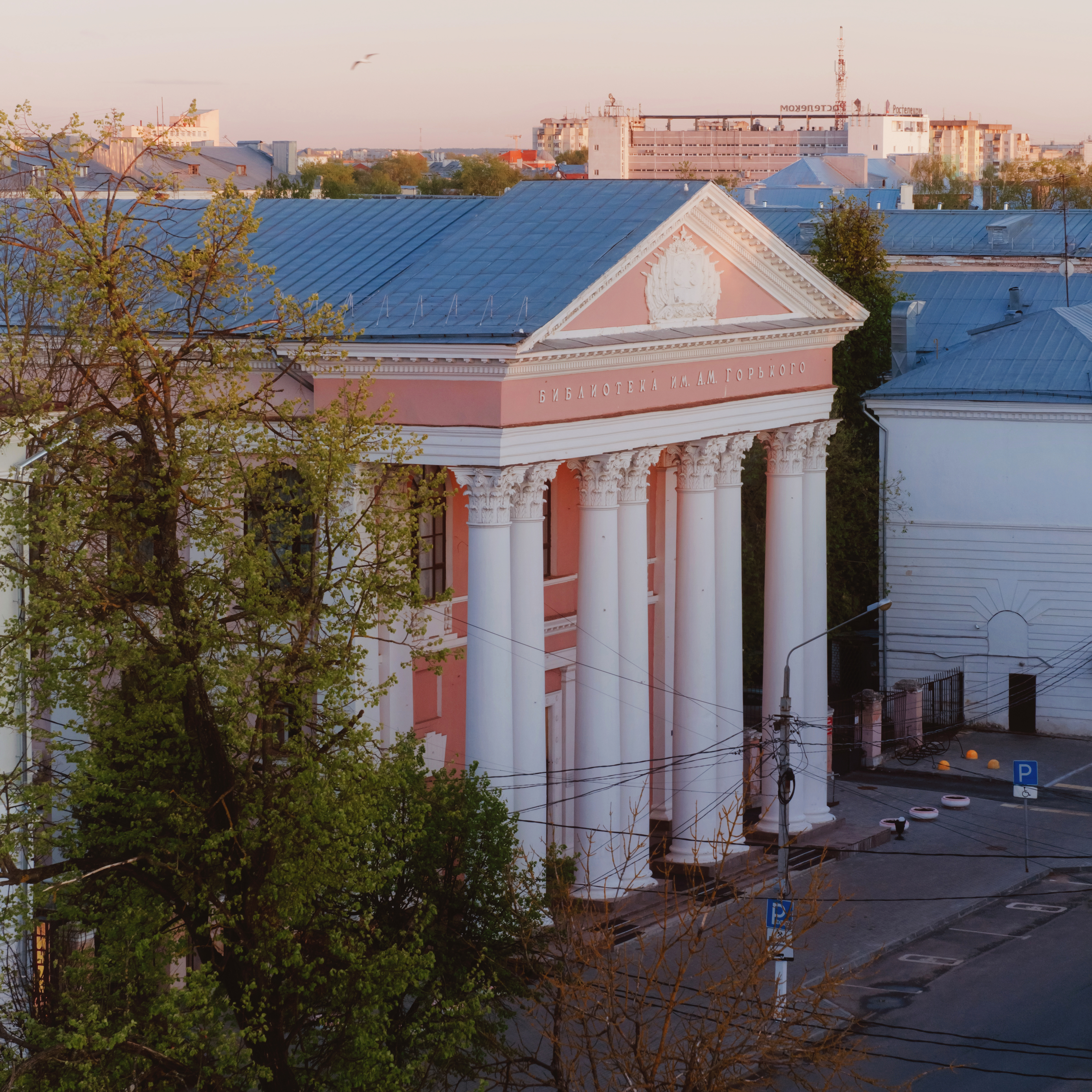
Тверская областная универсальная научная библиотека им. А. М. Горького в Свободном переулке.
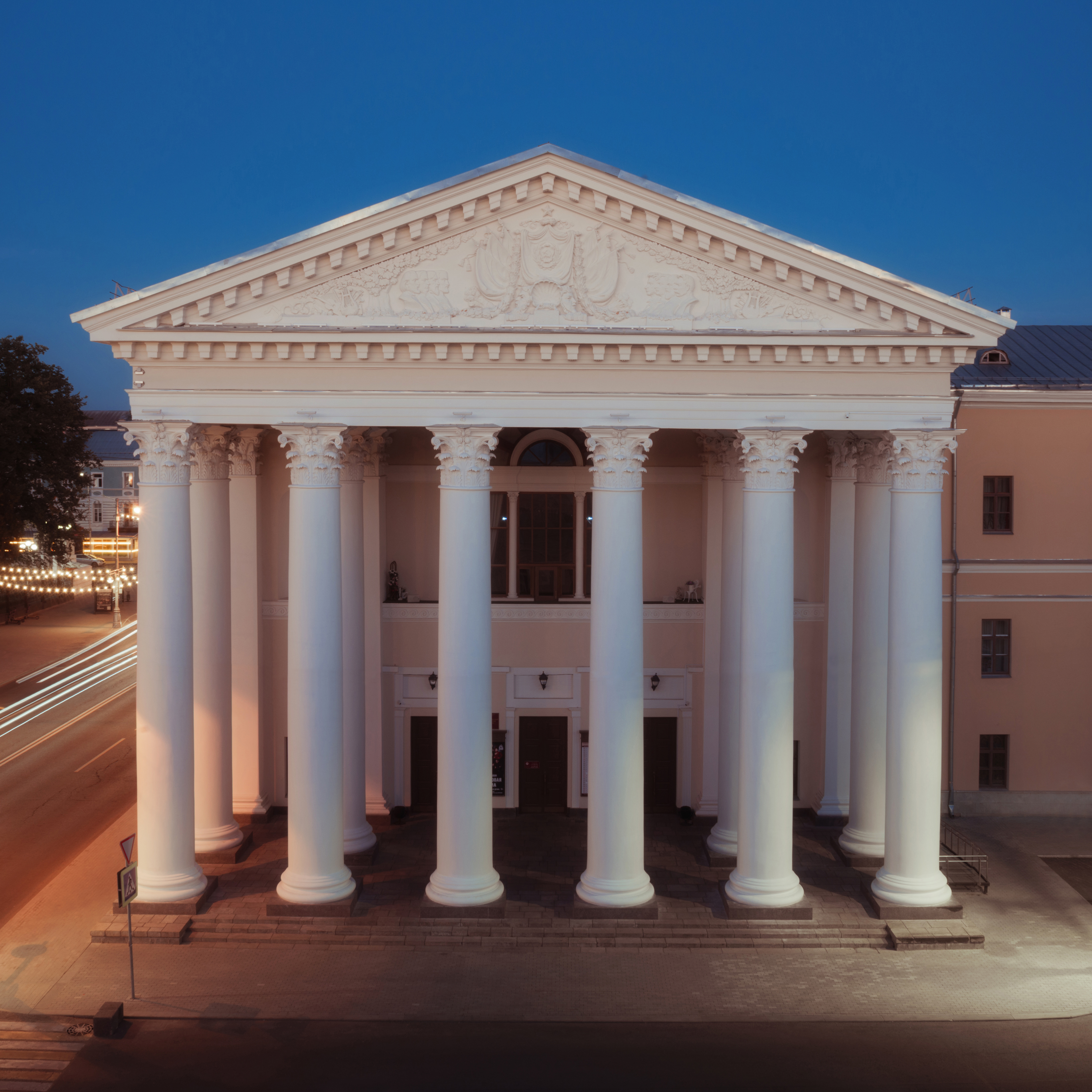
Тверской областной академический театр драмы на улице Советской.
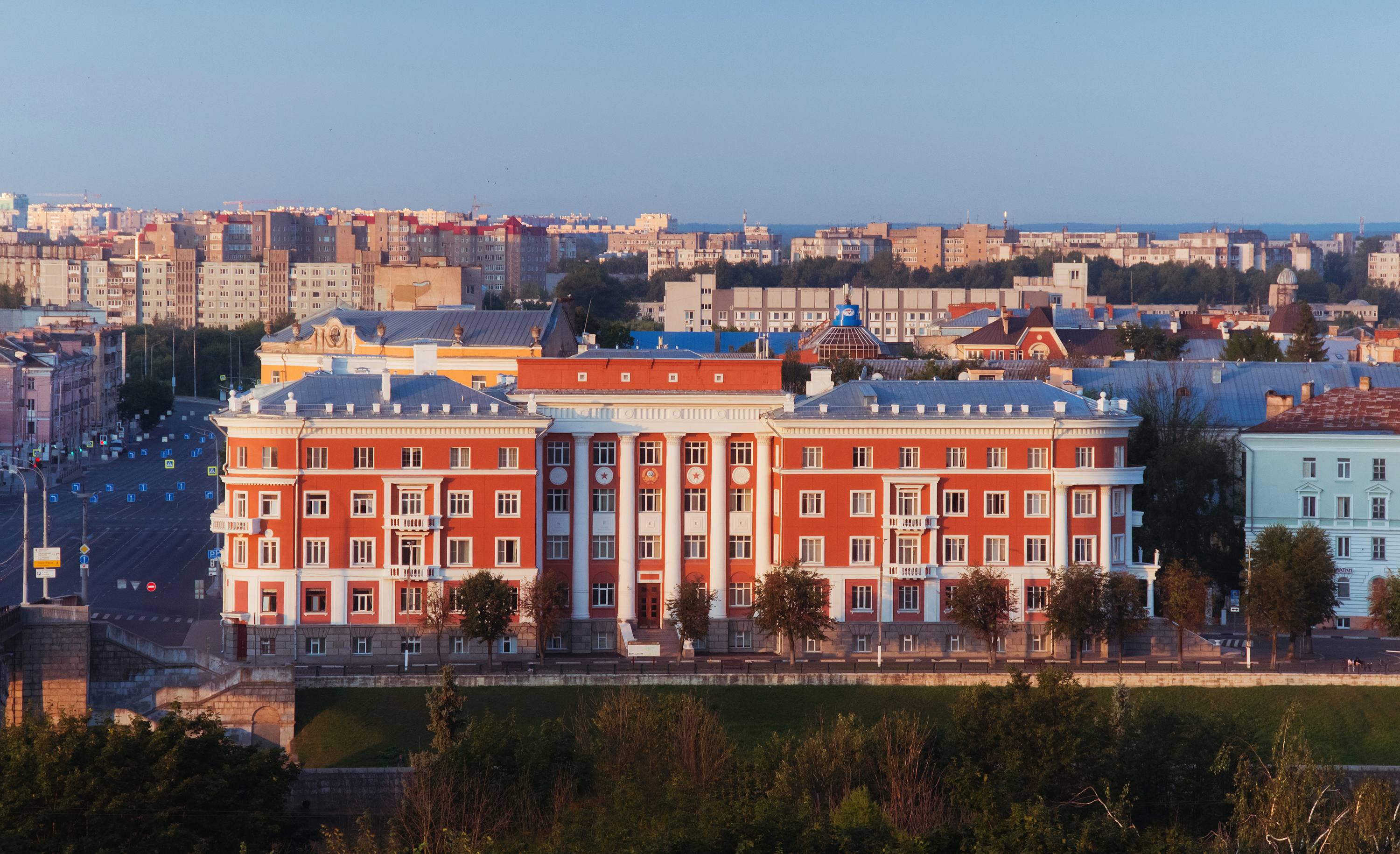
Дом Ворошиловских стрелков летним ранним утром. Вид с дома 3 по Комсомольскому проспекту в Твери.

### Тверь в постсоветский период
В 1991 году утверждён седьмой по счёту Генеральный план города (Ленгипрогор, архитекторы И. В. Тарушкин и А. Ф. Чакурин), продолжавший общие положения предыдущего генплана 1969 года. В связи с негативным экономическими последствиями, вызванными распадом Советского Союза, активной застройки в городе не велось. Единственным новым микрорайоном, построенным в период 1990-х — 2000-х, стал микрорайон Мамулино, построенный в 1993 году для выводимого с территории Восточной Германии контингента советских войск. Новая экономическая реальность оказалась губительна для промышленности, особенно лёгкой, традиционной для города, в результате чего прекратили свою работу крупнейшие предприятия Твери — фабрика имени Вагжанова, фабрика Пролетарка, Тверская швейная фабрика, комбинат Химволокно, комбинат Искож, что вызвало рост уровня безработицы и социальной напряжённости. К середине 2000-х накопился значительный износ фондов жилищно-коммунальной сферы, было закрыто большое количество маршрутов общественного транспорта.
С середины 2000-х годов в городе возобновляется широкомасштабное жилищное строительство, с возведением зданий повышенной этажности: микрорайоны Радужный (2007), Брусилово (2008), Мамулино-2 (2011), Мамулино-3 (2013), жилищное строительство в Южном жилом районе. Начинает активное строительство общественных зданий, торгово-развлекательных центров. В это же время происходит ввод в эксплуатацию новых промышленных предприятий.
С 2007 по 2011 год по инициативе губернатора Д. В. Зеленина ежегодно в конце июня проводился Тверской социально-экономический форум.
С конца 2000-х годов город является местом проведения целого ряда спортивных мероприятий различного уровня.

## Символика
Символы города (герб, флаг и знамя Твери) утверждены решением Тверской городской Думы от 25 мая 1999 года (с изменениями от 22 февраля 2000 года). Согласно указанному решению герб Твери соответствует историческому гербу Твери, утверждённому 10 октября 1780 года императрицей Екатериной II и внесённому в Полное собрание законов Российской империи. Геральдическое описание герба города в редакции решения Тверской городской Думы от 22 февраля 2000 года:
В червлёном (красном) поле на золотом стуле (без спинки), покрытом зелёной, с золотыми кистями и шнуром по краю, подушкой — золотая, украшенная зелёными самоцветами корона о пяти видимых листовидных зубцах — трёх больших, перемежающихся двумя меньшими.

Герб Твери внесён в Государственный геральдический регистр Российской Федерации под номером 700.
Флаг города Твери представляет собой прямоугольное жёлто-красно-жёлтое полотнище с горизонтальным расположением цветных полос. Отношение ширины (размер по горизонтали) полотнища к длине (размер по вертикали) — 2 : 3 (два к трём). В центре красной полосы располагается одноцветный контурный рисунок герба города Твери без гербового щита.
Знамя города Твери представляет собой прямоугольное двустороннее полотнище тёмно-красного (вишнёвого) цвета с рельефной фактурой ткани. На одной стороне полотнища (его лицевой части) в центре помещено изображение герба города Твери в гербовом щите, над которым располагается надпись, сделанная белыми буквами: «город Тверь». На другой стороне полотнища (его оборотной части) в центре помещено каноническое изображение Святого благоверного Великого князя Тверского и Владимирского Михаила Ярославича, по сторонам которого размещены надписи такого же цвета: «Михаил Ярославич», «Покровитель Твери». Полотнище знамени обшито золотой (жёлтой) бахромой. Древко знамени изготавливается из дерева. Навершие знамени — металлическое, в виде копья. Отношение ширины полотнища знамени (размер по вертикали) к длине (размер по горизонтали) — 2 : 3 (два к трём).

## Награды
- Почётное звание Российской Федерации «Город воинской славы» (4 ноября 2010) со вручением грамоты от Президента России — за мужество, стойкость и массовый героизм, проявленные защитниками города в борьбе за свободу и независимость Отечества.
- Орден Трудового Красного Знамени (4 февраля 1971) — за успехи в выполнении пятилетнего плана по развитию промышленного производства.

## Административное деление

Административное деление Твери

Город Тверь делится на 4 района:
1. Заволжский район (146 880[50])— вся левобережная (заволжская) часть города, граничит с другими районами города по фарватеру Волги;
2. Московский район (121 714[50]) — восточная часть города, ориентированная в сторону Москвы вдоль Московского шоссе;
3. Пролетарский район (96 124[50]) — западная часть города; название района, по всей видимости, связано с фабрикой «Пролетарка»;
4. Центральный район (51 501[50]) — центральная часть города, включая исторический центр и прилегающие к нему территории.

## Территория
По данным администрации города, площадь городских земель составляет 15 222 гектара, из них:
- жилой застройки — 2005 га;
- общественной застройки — 716 га;
- промышленной, складской и коммунальной застройки — 1839 га;
- транспорта, связи и коммуникаций — 635 га;
- природоохранного, историко-культурного и рекреационного назначения — 1118 га;
- под водными объектами и акваториями — 888 га;
- сельскохозяйственного использования — 1302 га;
- общего пользования — 3653 га;
- прочих объектов — 1390 га;
- свободные земли городской застройки — 1676 га.

Граница города Твери (городская черта), близкая к современной, была установлена в соответствии с Генеральным планом города, утверждённым решением Тверского областного Совета народных депутатов в 1991 году и закреплена в приложении к уставу города, принятому в 1996 году. Город граничит только с Калининским районом. В 2004 году посёлок Сахарово, расположенный в 18 километрах к северо-востоку от центра города, который находился в административном подчинении Твери, но был самостоятельным посёлком, включён в городскую черту; его границы не соприкасались с границами города, а после включения он представляет собой эксклавную территорию. В 2005 году утверждены границы муниципального образования (городского округа) «город Тверь». Кроме того, на протяжении многих лет принимались многочисленные решения о корректировке границы между городом Тверью и Калининским районом, последнее такое изменение произведено в 2006 году.

### Планировка и улично-дорожная сеть города
Исторический центр города находится в правобережной части города, к востоку от стрелки реки Тьмаки. Советская улица (бывшая Миллионная), проходящая параллельно правому берегу реки Волги в нескольких сотнях метрах от него, считается главной улицей центральной части города. На площади Михаила Тверского (бывшей Советской площади), спроектированной архитектором П. Р. Никитиным как главная площадь центра города и переименованной в декабре 2018 года в рамках торжеств в честь 700-летия подвига святого благоверного князя Михаила Тверского она сходится с Новоторжской улицей и улицей Вольного Новгорода, образуя трёхлучевую систему. В городе есть пешеходная Трёхсвятская улица, проходящая параллельно Тверскому проспекту.

Улицы и площади Твери
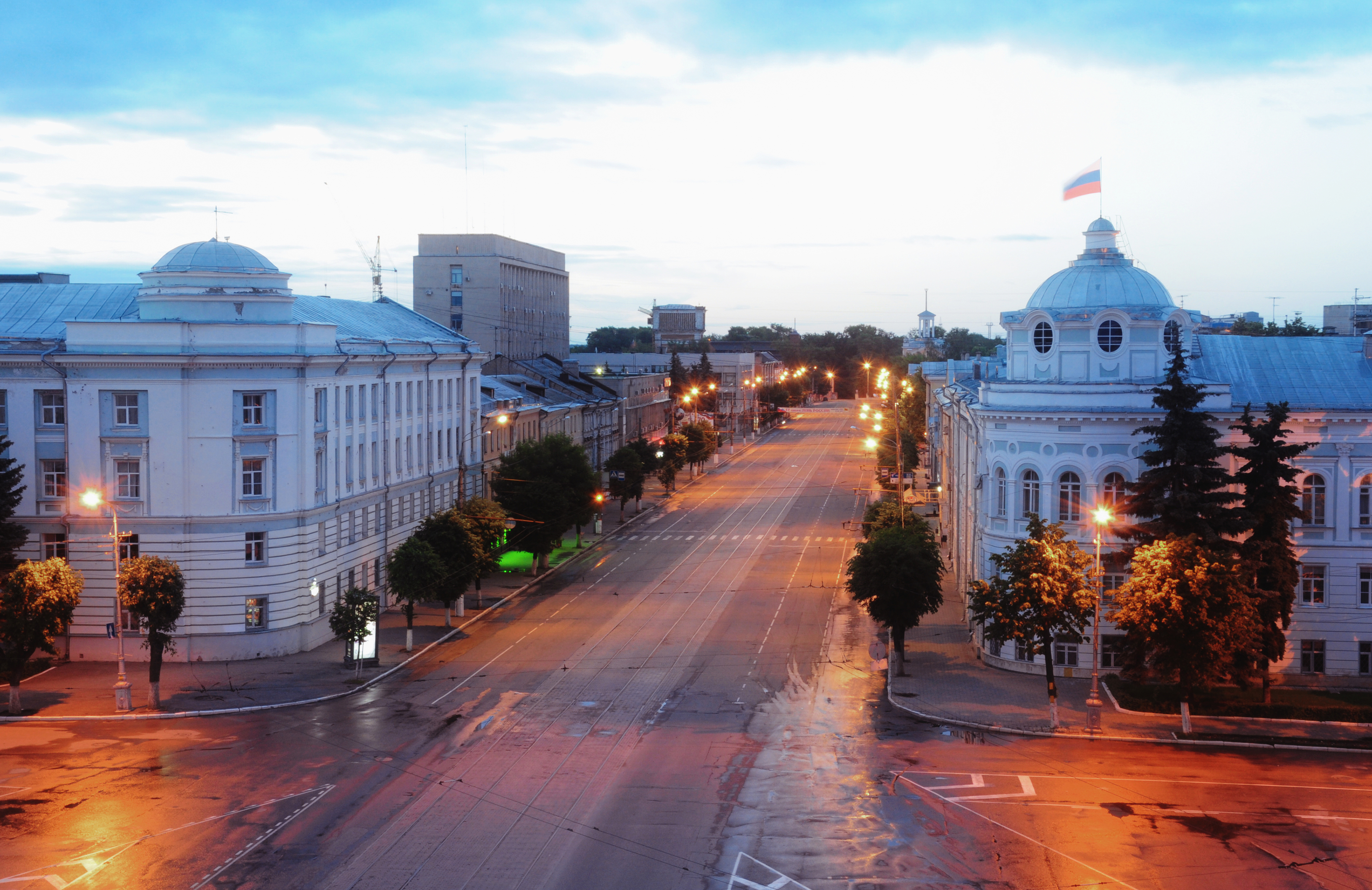
Главная улица города Советская ранним утром.
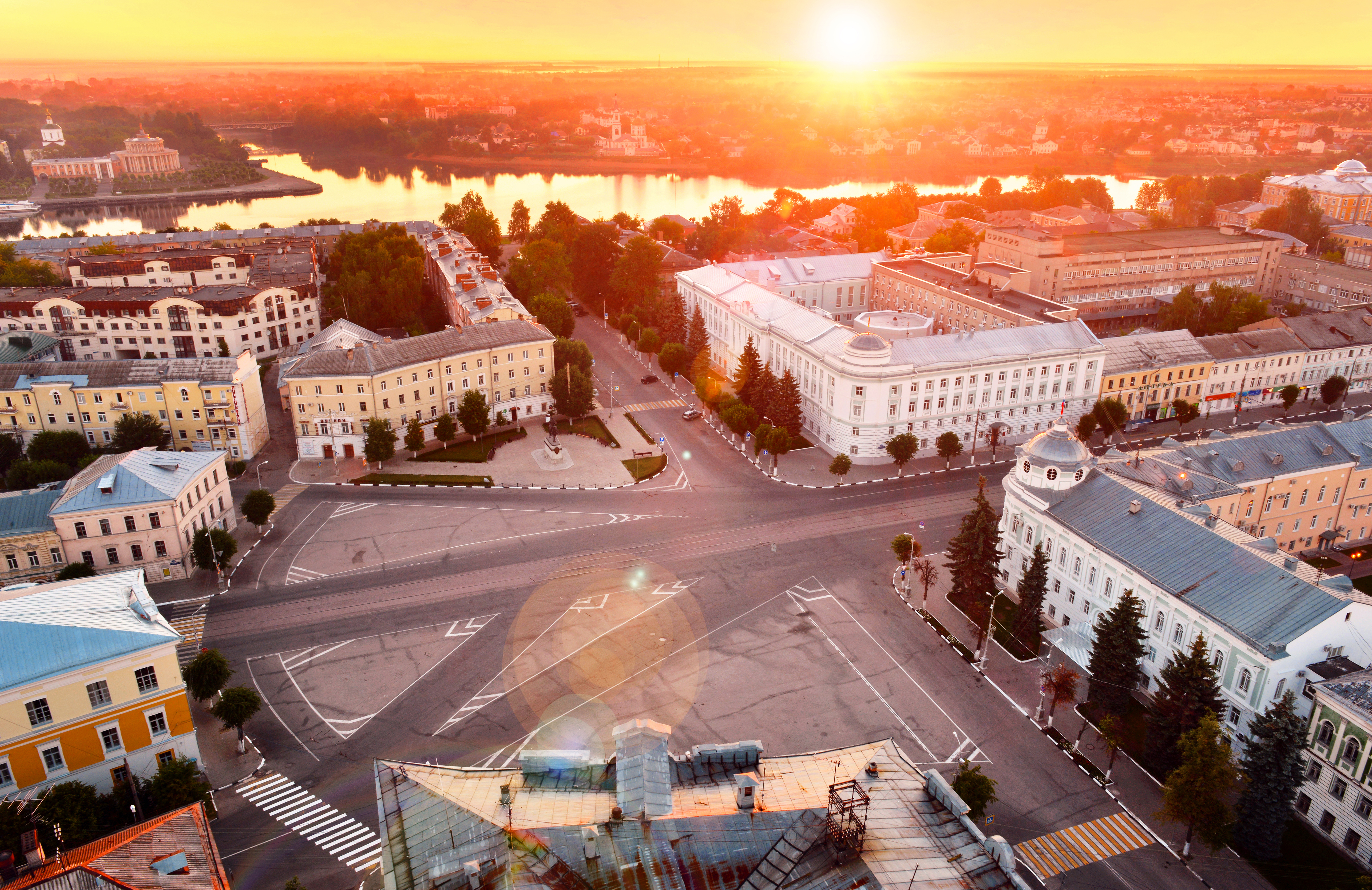
Вид на площадь Святого Благоверного князя Михаила Тверского с телевизионной вышки. Сверху кадра видно место впадения Тверцы в Волгу.
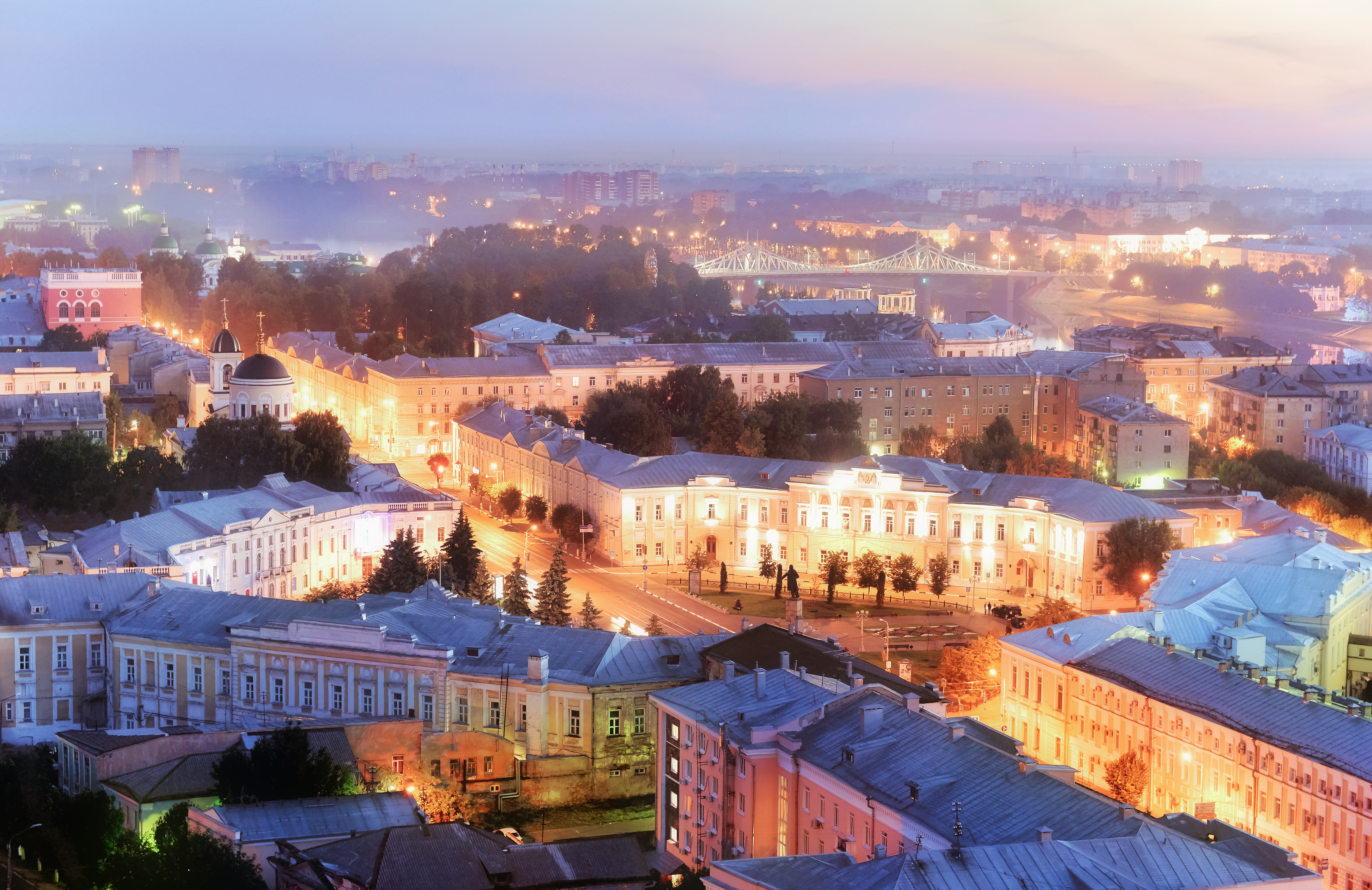
Площадь Ленина ранним утром. Вид с телевизионной вышки на площади Святого Благоверного Князя Михаила Тверского (На момент съёмки — Советской).
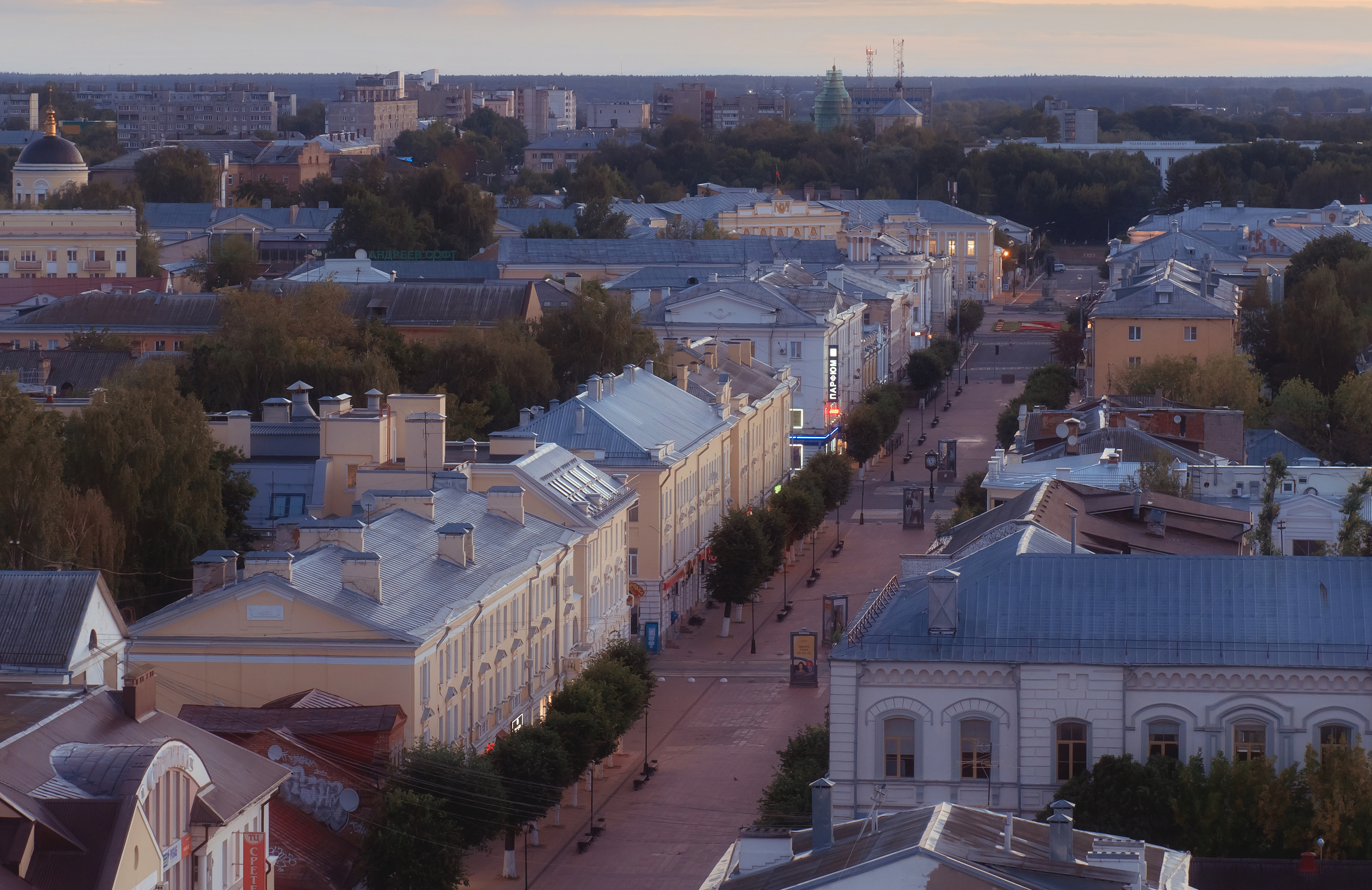
Улица Трёхсвятская в районе пересечения с улицей Желябова. Вид с крыши дома №6
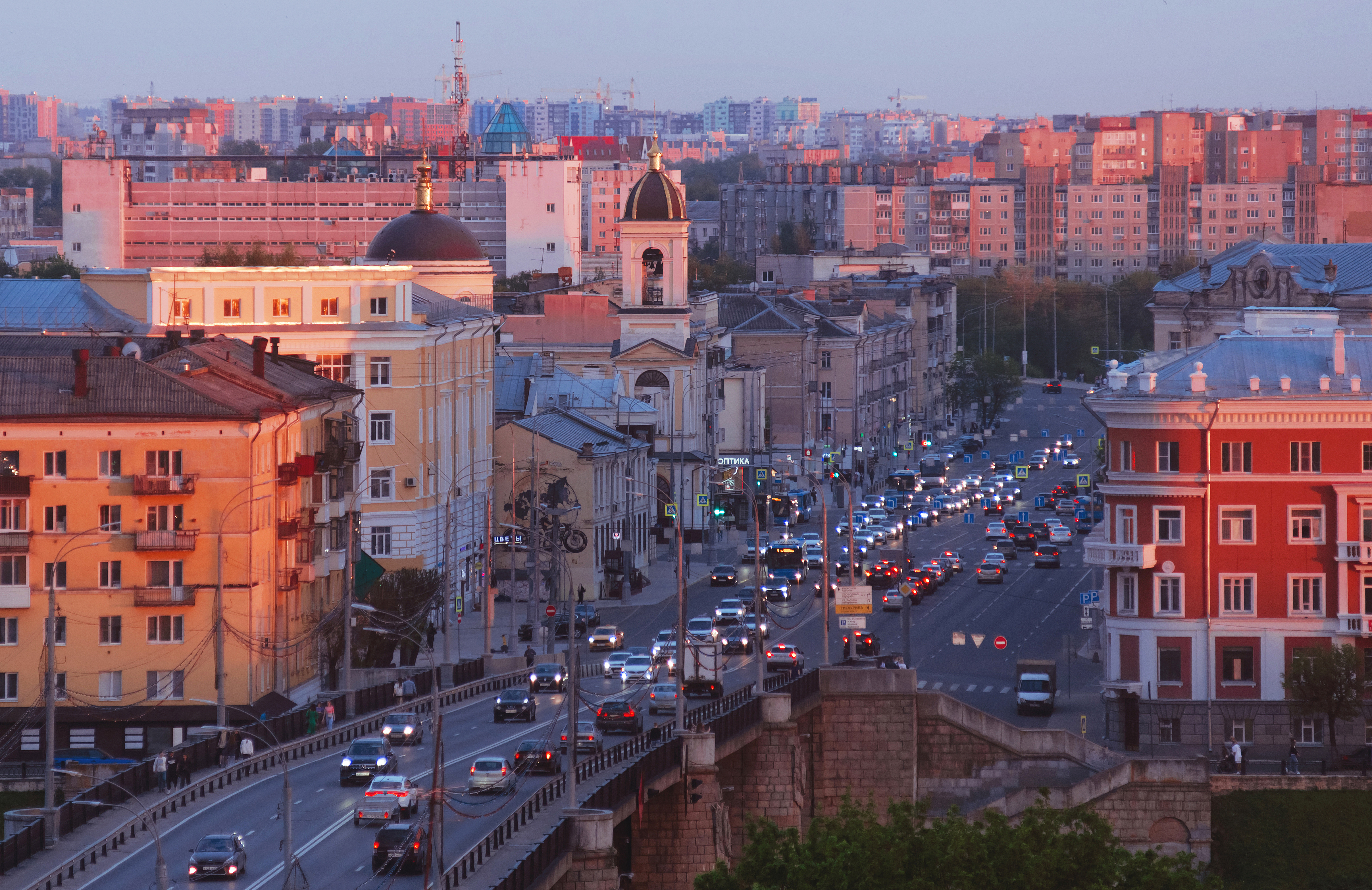
Тверской проспект. Вид с жилого дома №3 по Комсомольскому проспекту.

### Мосты
На территории города расположены более 30 мостов. По оценкам специалистов мостов в городе не хватает: несмотря на увеличение количества транспорта, новых мостов не строят более 25 лет, а некоторые действующие мосты либо не удовлетворяют потребности транспорта из-за малой ширины, либо находятся в аварийном или предаварийном состоянии. Пять мостовых переходов через Волгу соединяют левобережную (заволжскую) часть города с правобережной (приводятся по направлению от истока к устью): Мигаловский мост, Тверской железнодорожный мост, Староволжский мост, Нововолжский мост, Восточный мост.

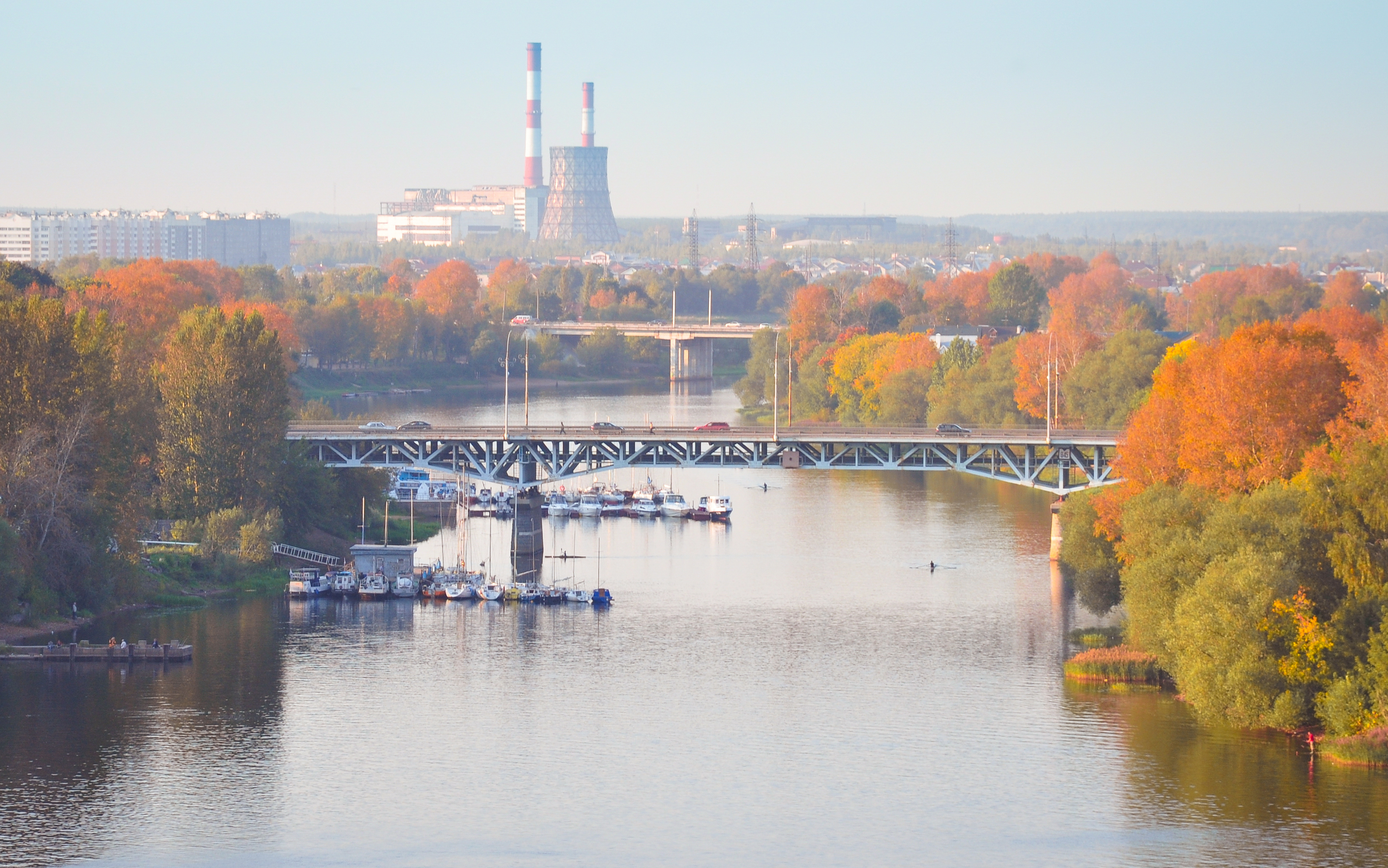
Мост имени Петра Богомолова через Тверцу. На заднем плане Красинский мост. Вид с крыши здания № 33 по Советской улице в Твери. Осень 2012 г.

В Заволжской части города, недалеко от устья Тверцы, расположены два моста через неё. Первый мост через Тверцу в створе улицы Академика Туполева (Тверецкий мост) построен в 1931 году. Уцелел во время оккупации Калинина и боевых действий в 1941 году. Позднее неоднократно реконструировался. Использовался для трамвайного движения. Второй мост длиной 172 метра и шириной 26 метров построен в 1980 году в створе улицы Красина. Также в Заволжской части существуют небольшие мосты через реку Соминку и её ручьи. В черте города находятся многочисленные мосты через Тьмаку, в том числе — железнодорожный мост на главном ходу Октябрьской железной дороги в северной горловине ст. Тверь вблизи пл. Пролетарская, автомобильные мосты в створе улицы Спартака, Свободного переулка, Революционной улицей, улицей Бебеля и Советской улицы; мост через небольшую речку Лазурь в створе Волоколамского проспекта — Смоленского переулка. Помимо мостов через реки, в городе проложены три путевых перехода через главный ход Октябрьской железной дороги — путепровод в створе Санкт-Петербургского шоссе, путепровод в микрорайон Южный в створе Волоколамского и Октябрьского проспектов, путепровод в посёлок имени Крупской в створе Бурашевского шоссе.

Тверские мосты через Волгу
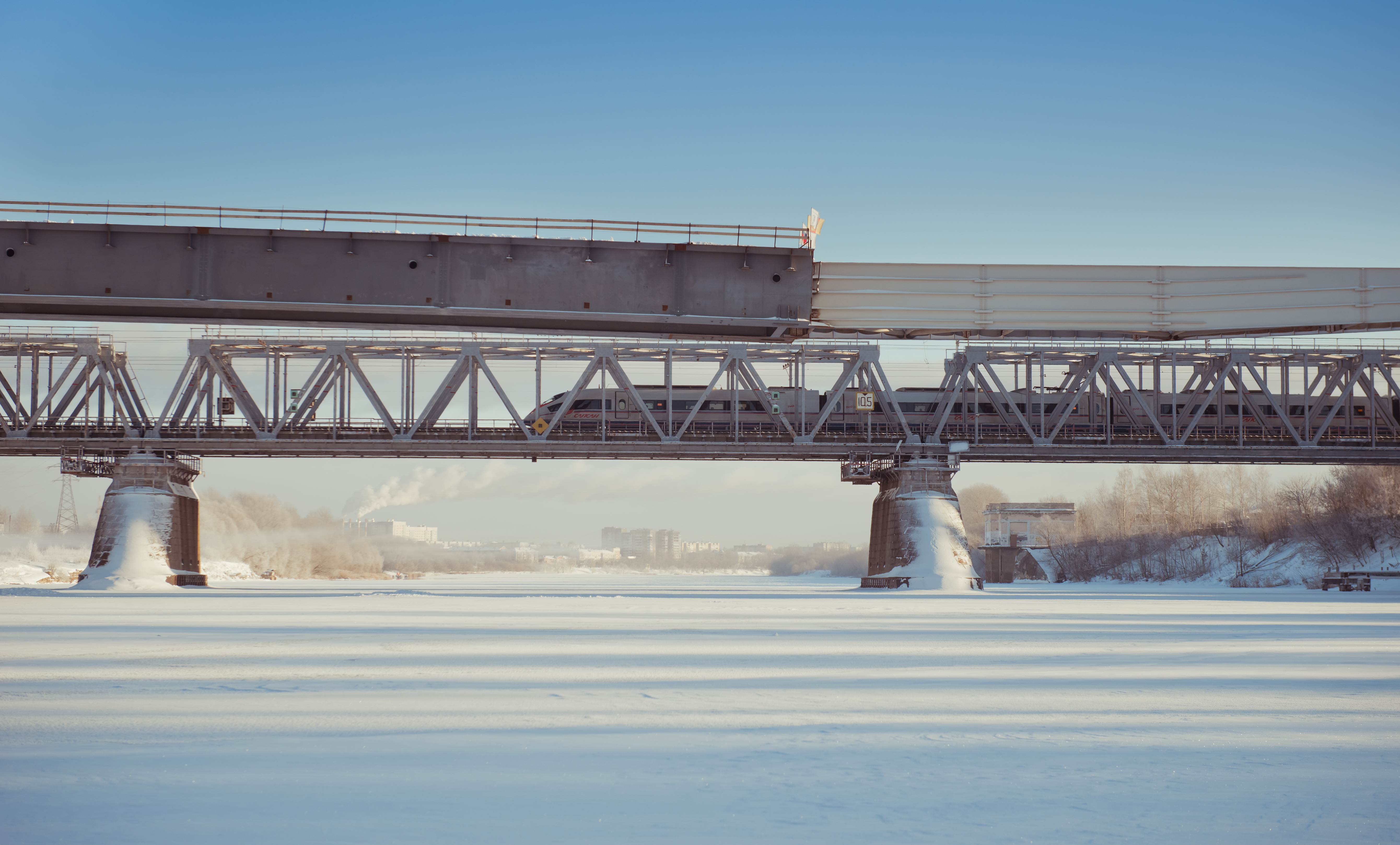
Железнодорожный мост, по которому проходят пути Октябрьской железной дороги. Перед ним ведётся строительство Западного моста.
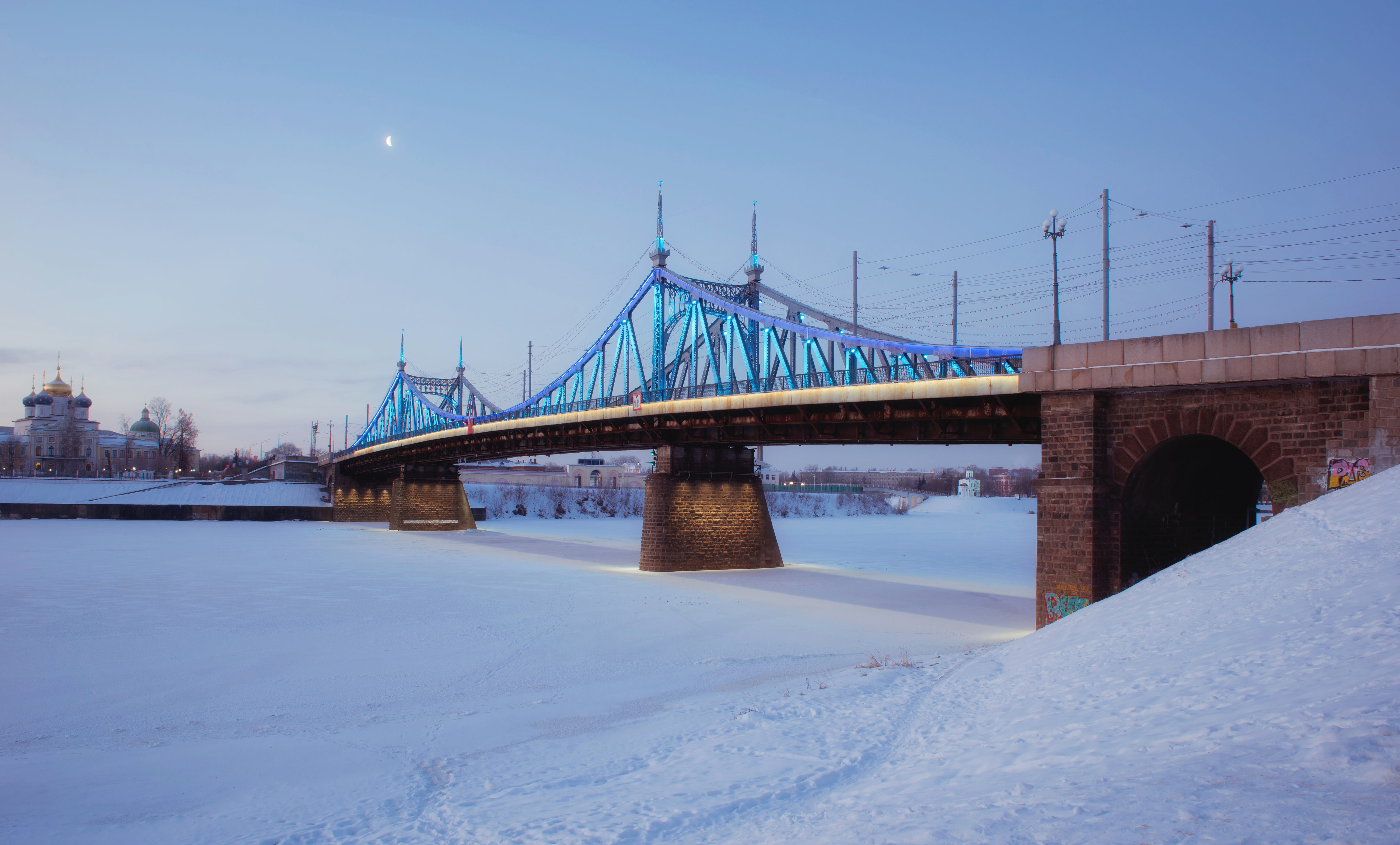
Старый мост через Волгу. Вид с набережной Афанасия Никитина. На заднем плане слева виден Спасо-Преображенский собор.
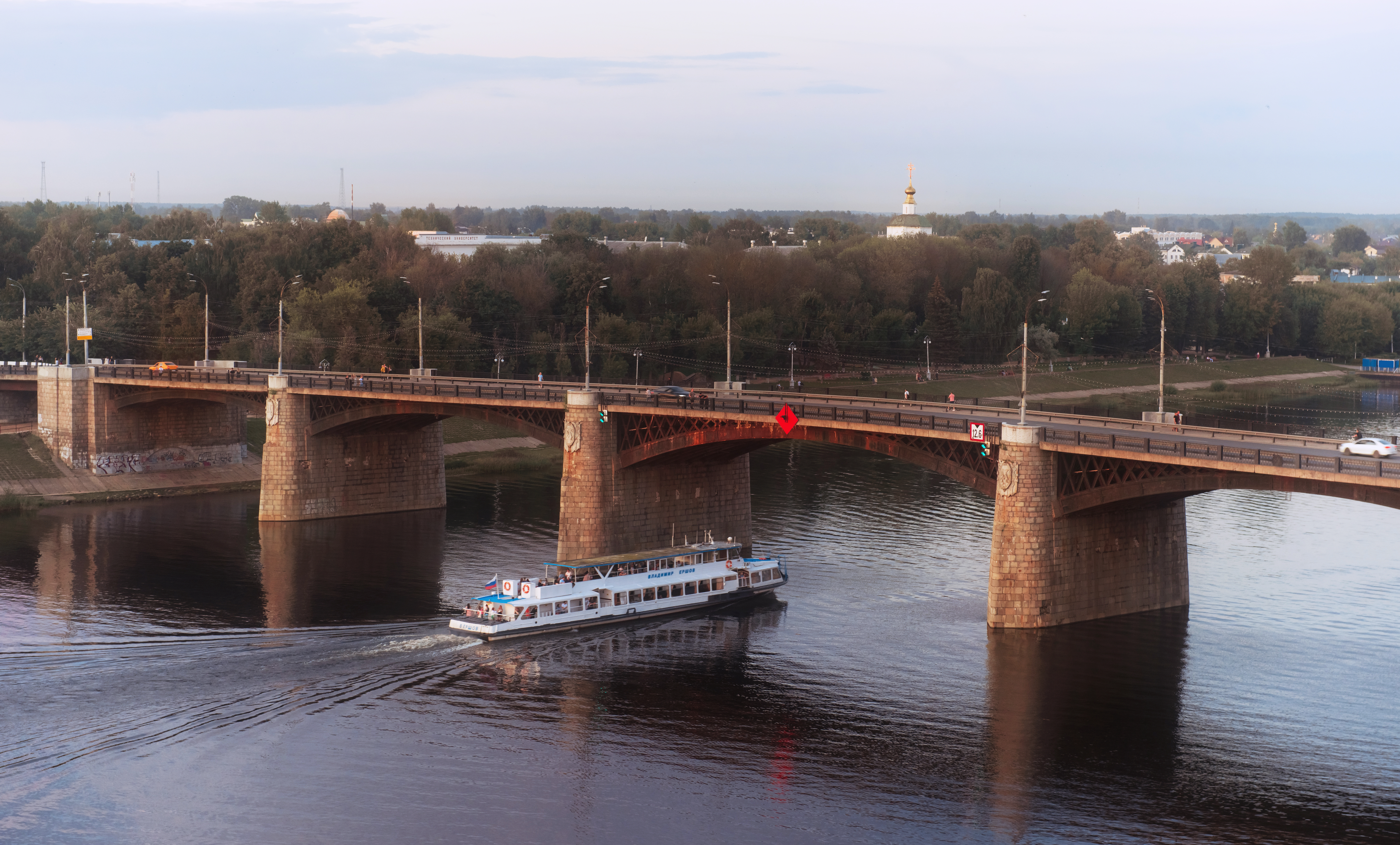
Новый мост через Волгу. В центре кадра виден прогулочный теплоход серии «Москва».
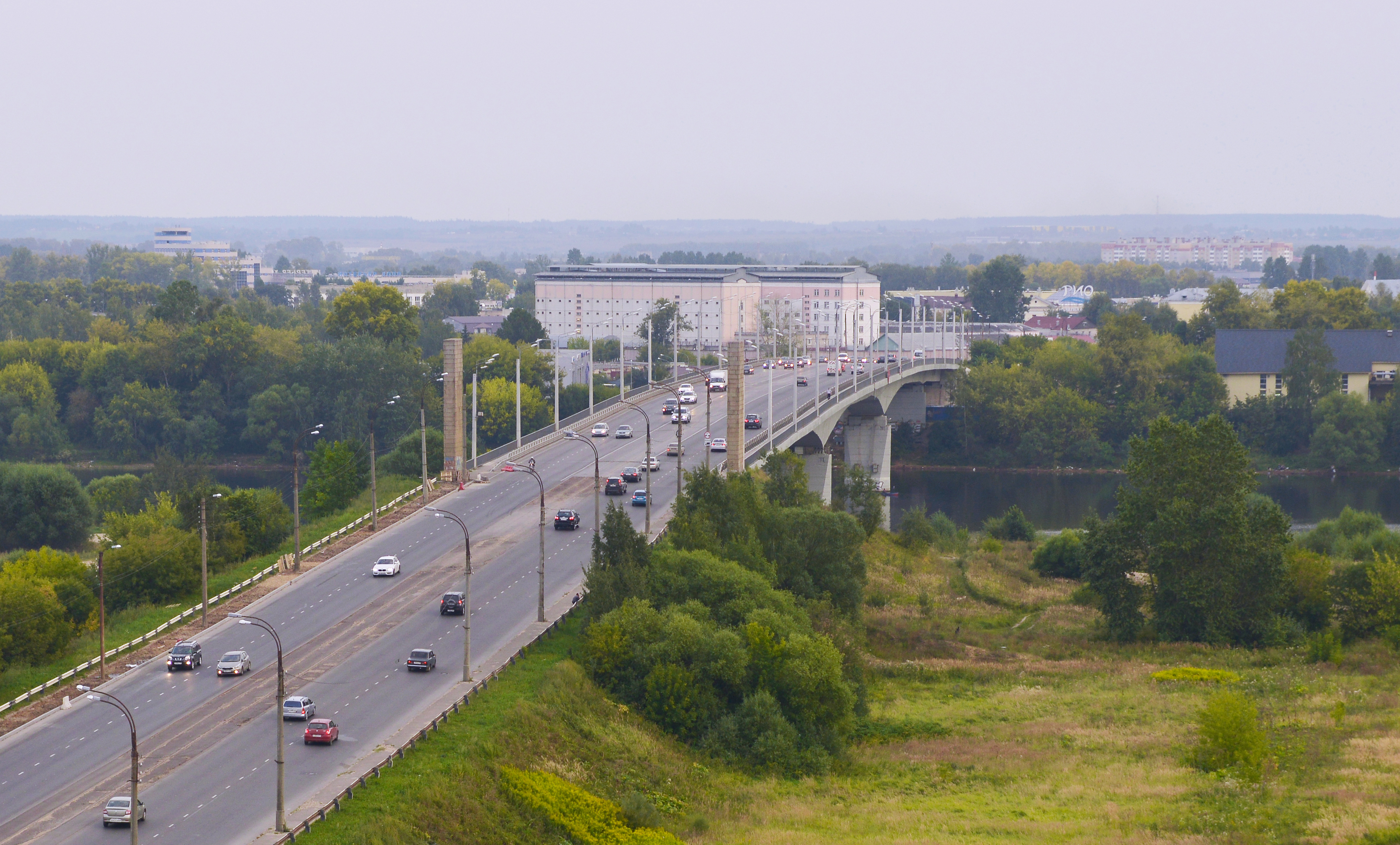
Восточный мост через Волгу. Вид с дома №31 по улице Маяковского.

### Планирование развития территории города
Территориальное планирование, функциональное зонирование и границы охранных зон в городе, как правило, определяются генеральным планом города. В настоящий момент в г. Тверь нет действующего генерального плана, а проект находится на стадии рассмотрения.
Проект генерального плана предусматривает функциональное зонирование территории города по четырём функциональным зонам:
- зона жилой застройки (предусматривается новое строительство на свободных и реконструируемых территориях как многоквартирных жилых домов, так и индивидуального жилья, с размещением объектов культурно-бытового обслуживания населения);
- зона преимущественно общественной застройки, включая исторически сложившийся центр города, «точки роста» регионального значения (центр в Заволжье на месте выносимой Химбазы, рекреационный комплекс в Домниково, выставочный центр в Сахарово, а также точки пересечения крупных автомобильных дорог), зоны районных подцентров, а также зоны объектов социального назначения общегородского значения;
- зона зелёных насаждений (предлагается создание единого каркаса зелёных насаждений, общегородских рекреационных зон в северной части Заволжья и в районе Домниково, сохранение особо охраняемых природных объектов);
- промышленно-коммунальная зона (предполагается вынос промышленных предприятий из центра города и из береговой зоны реки Волги, развитие Лазурной промзоны вдоль железной дороги, формирование новой промзоны в Мигалово, развитие промышленных узлов в периферийных частях Заволжья и Затверечья).

При этом, исходя из планировочных особенностей сложившейся городской среды предусматривается развитие территории города по направлениям:
- в северо-западном направлении (Заволжье) — развитие жилой застройки, формирование нового общегородского центра на месте выносимой Химбазы, формирование озеленённых рекреационных территорий;
- в северном направлении — формирование района индивидуальной застройки в районе выносимого аэропорта Змеево;
- в северо-восточном направлении — индивидуальная застройка в районе Сахарово;
- в восточном направлении — развитие озеленённых и обводнённых территорий рекреационного назначения в районе Домниково;
- в юго-западном направлении — формирование новой промзоны и логистического комплекса на базе аэродрома Мигалово с организацией пассажирский перевозок;
- в южном направлении — развитие жилой многоэтажной застройки на основе площадок Мамулино, Брусилово и Южный;
- в юго-восточном направлении — развитие промзоны Лазурная вдоль железной дороги и общественной застройки вдоль автодорожного обхода.

## Население

### Численность населения
| 1627     | 1685     | 1787     | 1811     | 1840     | 1856     | 1863     | 1897     | 1913     | 1914     | 1917     |
| -------- | -------- | -------- | -------- | -------- | -------- | -------- | -------- | -------- | -------- | -------- |
| 1500     | ↗4600    | ↗15 100  | ↗17 500  | ↘17 100  | ↘12 900  | ↗28 500  | ↗54 000  | ↗63 000  | ↗63 900  | ↗107 600 |
| 1923     | 1926     | 1929     | 1931     | 1933     | 1937     | 1939     | 1950     | 1956     | 1959     | 1962     |
| ↘83 200  | ↗106 169 | ↗119 800 | ↗133 072 | ↗145 000 | ↗188 071 | ↗216 131 | ↘194 300 | ↗240 000 | ↗260 974 | ↗286 000 |
| 1967     | 1970     | 1973     | 1975     | 1979     | 1982     | 1985     | 1986     | 1987     | 1989     | 1990     |
| ↗318 000 | ↗345 112 | ↗377 000 | ↗395 000 | ↗411 548 | ↗428 000 | ↗435 000 | ↗438 000 | ↗447 000 | ↗450 941 | ↘449 000 |
| 1991     | 1992     | 1993     | 1994     | 1995     | 1996     | 1997     | 1998     | 1999     | 2000     | 2001     |
| ↗455 000 | ↗456 000 | ↘455 000 | ↘454 000 | ↘450 000 | ↗452 000 | ↗458 000 | ↘452 000 | ↗457 100 | ↘454 900 | ↘447 100 |
| 2002     | 2003     | 2004     | 2005     | 2006     | 2007     | 2008     | 2009     | 2010     | 2011     | 2012     |
| ↘408 903 | ↘408 900 | ↘403 400 | ↗406 700 | ↘405 600 | ↘405 500 | ↗407 300 | ↗409 004 | ↘403 606 | ↗404 030 | ↗406 918 |
| 2013     | 2014     | 2015     | 2016     | 2017     | 2018     | 2019     | 2020     | 2021     | 2023     | 2024     |
| ↗408 877 | ↗411 042 | ↗414 006 | ↗416 442 | ↗419 363 | ↗420 065 | ↗420 850 | ↗425 072 | ↘416 219 | ↘414 756 | ↘412 994 |
| 2025     |          |          |          |          |          |          |          |          |          |          |
| ↘412 806 |          |          |          |          |          |          |          |          |          |          |

На 1 января 2025 года по численности населения город находился на 48-м месте из 1124 городов Российской Федерации.
В XIII—XVI веках Тверь была одним из крупнейших городов северо-восточной Руси. После польско-литовского разорения в начале XVII века город пришёл в запустение — в 1627 году в нём оставалось всего около 1,5 тысячи жителей. События Великой Отечественной войны, оккупация города немецко-фашистскими войсками в октябре — декабре 1941 года привели к резкому сокращению численности населения, однако к 1950 г. оно составило 194,3 тысяч человек.
По данным переписи 1959 года, население города насчитывало 261,5 тыс. жителей, в 1970 году — 344,8 тыс. жителей, в 1979 году — 414,7 тыс. жителей, в 1989 году численность населения достигла 449,9 тыс. жителей. По данным переписи 2002 года, численность жителей города сократилась и составила 412,8 тысяч жителей (вместе с пос. Сахарово, административно подчинённым городу и впоследствии включённым в его черту), что составило 28,1 % от численности населения в Тверской области.
По состоянию на 2014 год город насчитывает 411,0 тыс. жителей, из которых 141,6 тыс. (34,5 %) проживают в Заволжском районе, 121,3 тыс. (29,6 %) — в Московском районе, 93,5 тыс. (22,8 %) — в Пролетарском районе и 54,6 тыс. (13,3 %) — в Центральном районе; 182,1 тыс. жителей города (44,3 %) — мужчины и 228,9 тыс. (55,7 %) — женщины; 14,6 % населения города в возрасте моложе трудоспособного, 60,0 % — в трудоспособном возрасте, и 25,4 % — в возрасте старше трудоспособного.

### Национальный состав населения
Согласно результатам Всероссийской переписи населения 2010 года, подавляющее большинство (93 %) населения Твери составляют русские (327 494 чел). Около 1,5 % населения составляют украинцы (5332 чел). Доля армян и азербайджанцев — по 0,8 % (2902 и 2826 человек соответственно). Доля белорусов и татар составляет по 0,5 % (1799 и 1714 человек соответственно). Доля карел, узбеков и таджиков в населении города — по 0,3 % (1119, 1040, 1085 человек соответственно). Помимо этого, в городе проживают аварцы, арабы, башкиры, грузины, даргинцы, евреи, индийцы, казахи, киргизы, ланкийцы, лезгины, молдаване, мордва, немцы, поляки, табасараны, туркмены, цыгане, чеченцы, чуваши. Численность прочих национальностей не превышает 100 человек. Этнический характер миграции привёл к появлению ряда диаспор — азербайджанской, армянской, и других.
Национальный состав
По итогам переписи населения 2020 года проживали следующие национальности (национальности менее 0,1 % и другое, см. в сноске к строке «Другие»):
| Национальность                             | Численность, чел. | Доля     |
| ------------------------------------------ | ----------------- | -------- |
| Русские                                    | 305 183           | 73,32 %  |
| Таджики                                    | 2905              | 0,70 %   |
| Украинцы                                   | 2091              | 0,50 %   |
| Армяне                                     | 1891              | 0,45 %   |
| Азербайджанцы                              | 1881              | 0,45 %   |
| Татары                                     | 976               | 0,23 %   |
| Узбеки                                     | 905               | 0,22 %   |
| Белорусы                                   | 690               | 0,17 %   |
| Карелы                                     | 467               | 0,11 %   |
| Другие и лица, не указавшие национальность | 99 230            | 23,85 %  |
| Итого                                      | 416 219           | 100,00 % |

### Половозрастной состав
Доля трудоспособного населения по состоянию на 1 января 2014 года оценивалась в 60,0 %, старше трудоспособного 25,4 %, моложе трудоспособного — 14,6 %. Доля мужчин в населении города — 44,3 %, женщин — 55,7 %.
| Группа   | Всего   | Мужчины | Женщины |
| -------- | ------- | ------- | ------- |
|          | 411 000 | 182 100 | 228 900 |
| 0        | 4800    | 2500    | 2300    |
| 1—6      | 25 600  | 13 200  | 12 400  |
| 7—13     | 23 700  | 12 300  | 11 400  |
| 14—19    | 21 700  | 11 000  | 10 700  |
| 20—24    | 31 800  | 15 100  | 16 700  |
| 25—29    | 38 100  | 18 900  | 19 200  |
| 30—34    | 34 400  | 16 900  | 17 500  |
| 35—39    | 29 700  | 14 100  | 15 600  |
| 40—44    | 27 300  | 12 900  | 14 400  |
| 45—49    | 25 300  | 11 400  | 13 900  |
| 50—54    | 31 400  | 13 500  | 17 900  |
| 55—59    | 31 500  | 13 000  | 18 500  |
| 60—64    | 26 800  | 10 300  | 16 500  |
| 65—69    | 16 800  | 6200    | 10 600  |
| более 70 | 42 100  | 10 800  | 31 300  |

### Миграция населения
Отток населения, прежде всего, в московский регион, ослабляющий демографический потенциал Твери (как на качественном, так и количественном уровнях) сохраняется постоянным уже второе столетие. Отток населения компенсируется притоком населения из районов Тверской области и других регионов России, а также притоком трудовых мигрантов, среди которых преобладают украинцы, а также таджики, узбеки, азербайджанцы, молдаване и армяне; регистрируются также мигранты из дальнего зарубежья, в частности, выходцы из Индии, Ирана и Сирии.

## Экономика

### Бюджет
Бюджет города Твери показывает устойчивый рост:
Доходная часть бюджета Твери 2010 года составила 5 407 375,6 тысяч рублей (в том числе налоговые и неналоговые доходы в сумме 3 838 328,0 тыс. руб, безвозмездные поступления в сумме 1 091 031,4 тыс. руб., доходы от предпринимательской и иной приносящей доход деятельности, полученные муниципальными бюджетными учреждениями, в сумме 478 016,2 тыс. руб.), расходная — 6 001 600,4 тысяч рублей. Дефицит бюджета города на 2010 г. составлял 594 224,8 тыс. руб.

### Строительство

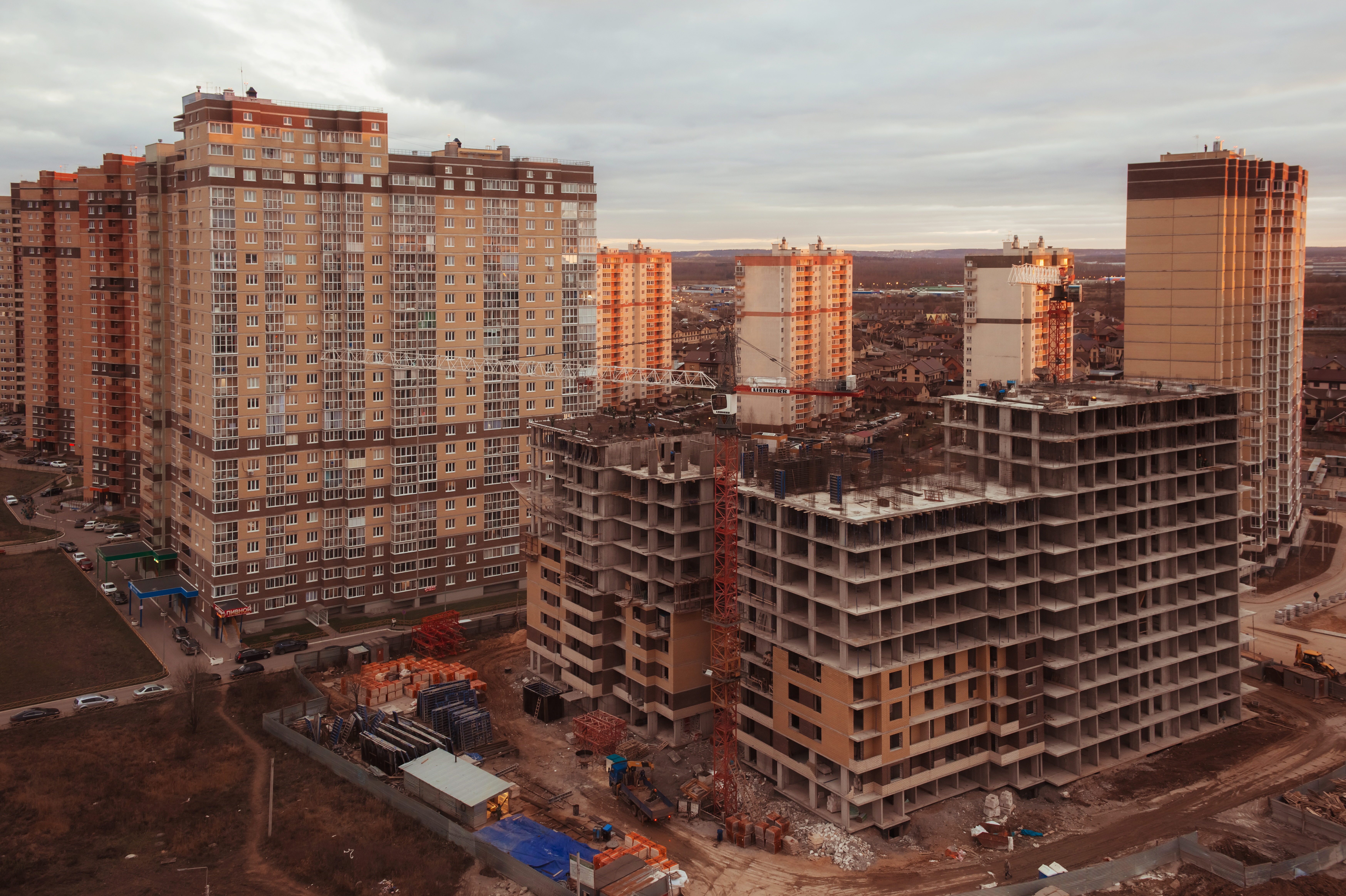
Ход строительства микрорайона «Брусилово». Вид крыши многоквартирного жилого дома по улице Оснабрюкской. 2022

Объёмы жилищного строительства в Твери показывают устойчивый рост: так, в кризисный 2009 год, объёмы построенного жилья возросли на 127 % к уровню 2008 года. Стоимость одного квадратного метра жилья является самой большой после Москвы в Центральном федеральном округе и составляет около 47 000 рублей за квадратный метр по состоянию на 2012 год. В настоящее время в Твери идёт комплексная застройка микрорайонов Радужный, Брусилово, Мамулино.

### Промышленность
Тверь является крупным промышленным центром. Город производит 39,3 % промышленной продукции области, при этом доля продукции обрабатывающих производств составляет 48,3 % в областном объёме. Традиционно, основные отрасли промышленности Твери — машиностроение и металлообработка (48 % в доле промышленного производства города), пищевая промышленность (17 %), энергетика (8 %), химическая (6 %) и лёгкая (6 %) промышленность, полиграфия (3 %). С началом перестройки структура экономики города значительно поменялась: численность рабочих сократилась в 2 раза, в доле промышленного производства лёгкая промышленность переместилась с 1 места на 4, электроэнергетика — с 6 на 3.
В 2014 году отгружено товаров собственного производства, выполненных работ и услуг собственными силами на 95,0 млрд руб, из них обрабатывающими производствами — на 73,7 млрд руб.

#### Машиностроение

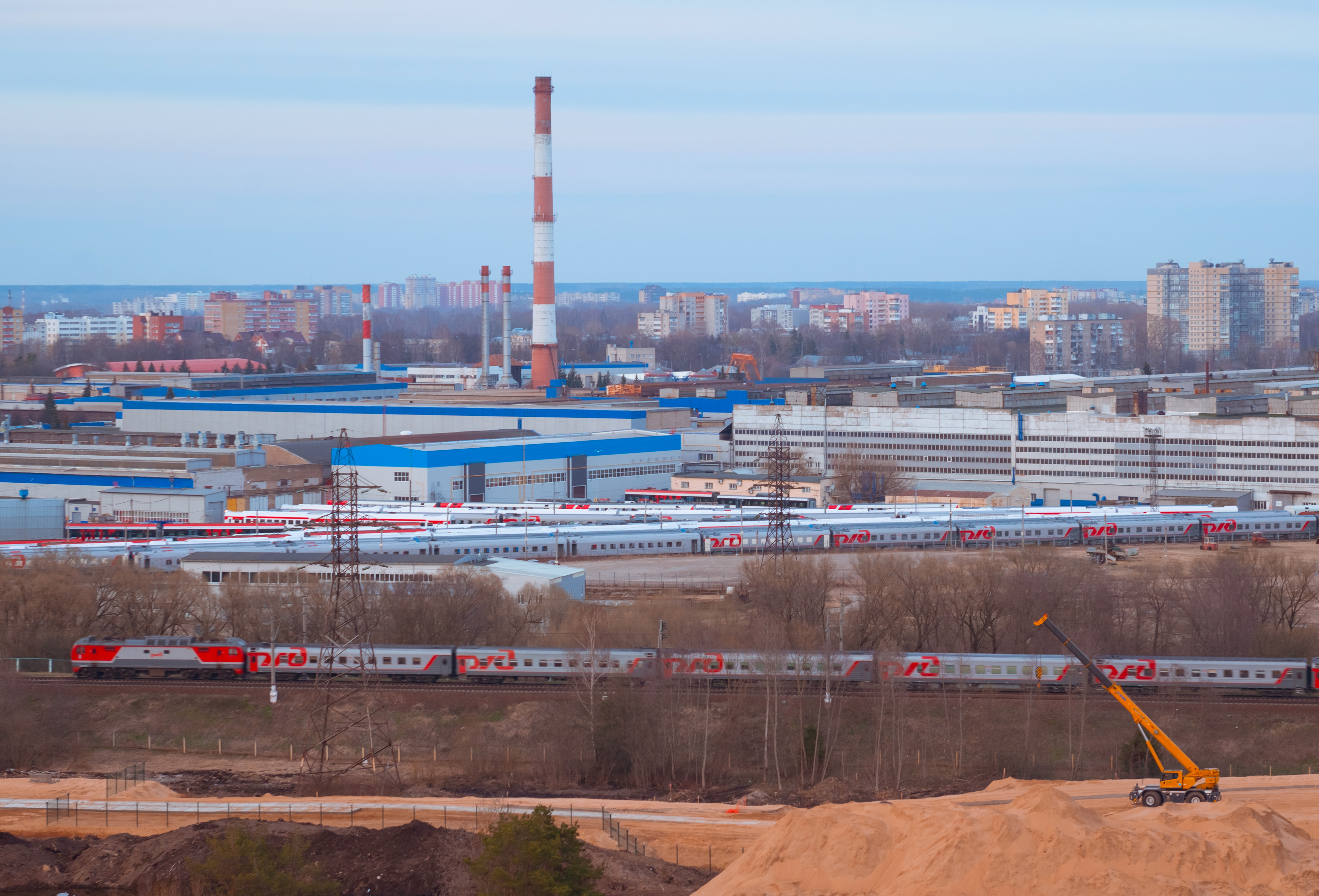
Тверской вагоностроительный завод на Петербургском шоссе. Вид с жилого комплекса «Volga Life».

Машиностроение является системообразующей отраслью промышленности города Тверь, приносящей наибольшие финансовые поступления в бюджет города. Наиболее крупным градообразующим предприятием является Тверской вагоностроительный завод. Помимо него действует Тверской экскаваторный завод.

#### Пищевая промышленность
Пищевая отрасль занимает важное место в промышленном производстве города. Одной из основных проблем отрасли является высокая конкуренция со стороны производителей продовольственной продукции московского региона, однако с учётом тенденции к увеличению спроса и началом импортозамещения, перспективы отрасли оцениваются как положительные.

#### Химическая промышленность
Химическая промышленность является значимой отраслью промышленности Твери. Несмотря на утрату ряда производств в период постсоветского хозяйственного кризиса, химическая промышленность города имеет позитивную динамику развития. На существующих предприятиях производится стекловолокно, стеклопластики и изделия из них, продукция из полиамида, полиэфирные и полипропиленовые материалы, полимерные композиции и пластики.

#### Строительный сектор
Строительный комплекс является сравнительно перспективной отраслью промышленности города. В настоящий момент спектр выпускаемой продукции не разнообразен (предприятия города выпускают в основном железобетон и изделия из него, силикатный кирпич, строительные смеси), что обусловлено наличием конкуренции со стороны развитого рынка московского региона. Потенциал развития отрасли заключается в росте местного спроса и выходе предприятий на общероссийский рынок.

#### Энергетика

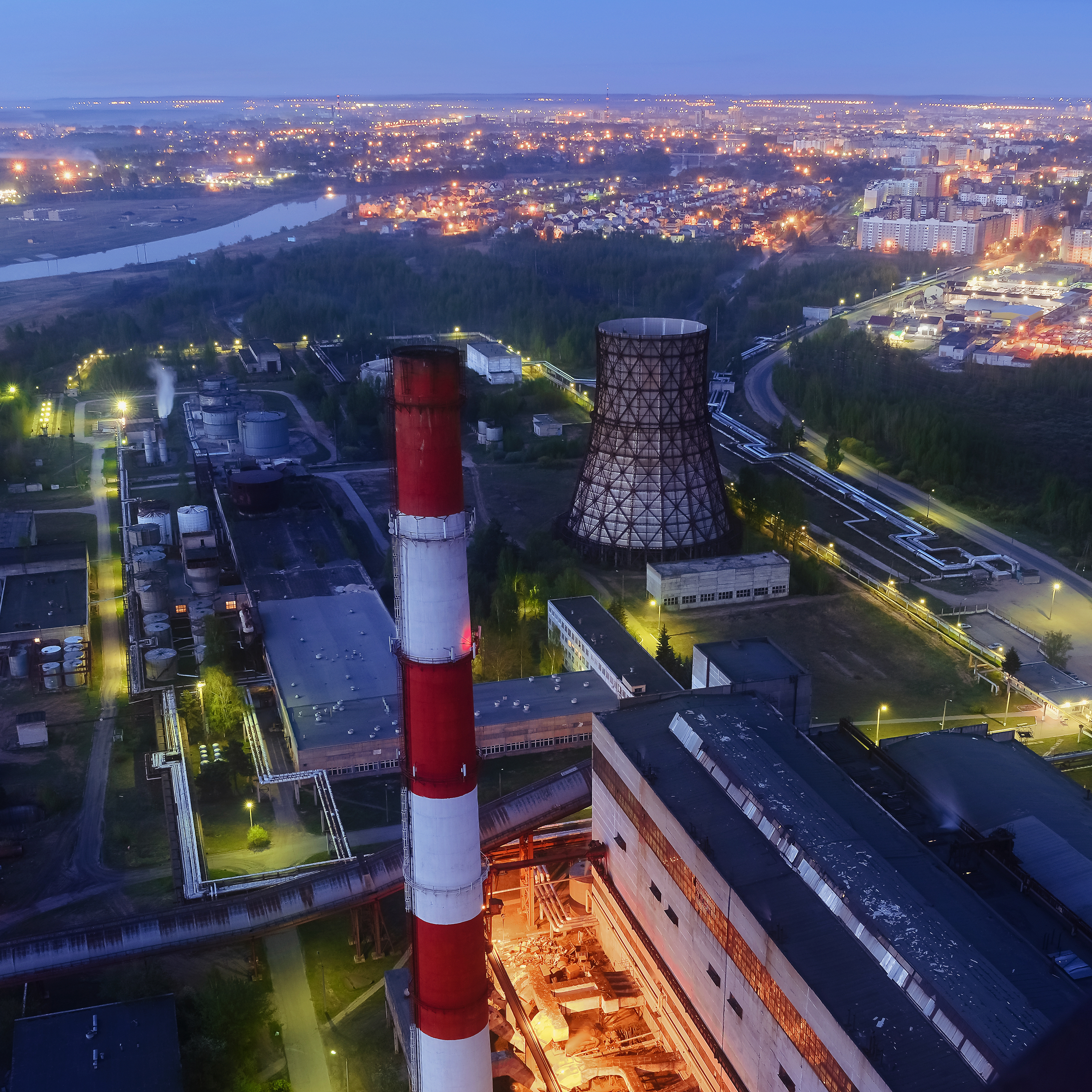
Тверская ТЭЦ-3. Вид с северной трубы станции. 2016

- Валдайское ПМЭС — ФСК ЕЭС — организация по управлению Единой национальной (общероссийской) электрической сетью (ЕНЭС);
- Тверская дистанция электроснабжения — электроснабжение;
  - Тверская ТЭЦ-1;
  - Тверская ТЭЦ-3;
  - Тверская ТЭЦ-4.

Энергосбытовые компании
- ТверьАтомэнергосбыт;
- Тверьэнерго — МРСК Центра;
- ООО «Тверьоблэнерго»;
- АО «Тверьгорэлектро».

#### Полиграфическая промышленность
Полиграфия — традиционная специализация промышленного производства города. Предприятия отрасли являются одними из ведущих в общероссийском масштабе. Доля на федеральном рынке крупнейшего предприятия отрасли — Тверского полиграфкомбината детской литературы — в 2011 году составила 15 %.

#### Другие крупные предприятия города
- НИИ «Центрпрограммсистем»;
- Хлопчатобумажный комбинат[108];
- Тверская швейная фабрика;
- ОАО «Тверьэнергокабель»[109] — производство электрокабелей малого и среднего напряжения;
- ЗАО «Диэлектрические кабельные системы» — компания ДКС, основанная в августе 1998 года, на сегодняшний[когда?]

 день входит в число крупнейших производителей кабеленесущих систем и низковольтного оборудования в России[источник не указан 1320 дней].
- ООО «Тверской стекольный завод»

### Финансы
Первое банковское учреждение города, Тверское отделение Государственного банка, было открыто 1 сентября 1865 года. Тверь стала одним из первых городов России, в котором было открыто отделение Государственного банка. В 1868 году банк приступил к проведению вексельных операций, с 1867 года — к приёму вкладов. В 1866 году начал свою работу Тверской городской общественный банк. С 1883 года в городе начали работать Тверское отделение Крестьянского поземельного банка, Дворянского земельного банка и другие. Рост промышленности способствовал открытию банков и росту их оборота. В первые годы советской власти вся сеть дореволюционных банков была свёрнута, отделение Государственного банка было переименовано в отделение Народного банка РСФСР. Развитие экономики и НЭП 1920-х годов способствовало появлению отраслевых банков, среди которых Губсельбанк, Коммунальный, Городской и другие. В 1959 году в результате реорганизации банковской системы в структуру Госбанка СССР вошли упразднённые конторы Сельхозбанка и коммунальных банков. В 1987 году Калинине были открыты отделения специализированных банков — Агропромбанка, Жилсоцбанка, Стройбанка и других. В 1990 году был зарегистрирован первый коммерческий банк — банк «Тверь», деятельность которого изначально строилась только на базе собственных средств — уставного капитала. Процесс создания коммерческих банков продолжался до конца 1994 года. В конце 1996 года вступило в строй межрегиональное резервное хранилище, обеспечивающее наличными денежными знаками отделения Центрального Банка 5 областей, включая Тверскую.
Финансовая система города включает в себя большое количество филиалов, офисов и представительств иногородних банков. В 2012 году в городе работало 20 коммерческих банков и филиалов, 47 дополнительных, 46 операционных, 10 кредитно-кассовых офисов и 38 операционных касс. Ранее, работали также местные банки: Тверьуниверсалбанк (1990—2016, поглощён Бинбанком), КБЦ (1990—2013, лишён лицензии), Торговый городской банк (1994—2016, изменил местонахождения)

### Торговля и сфера услуг
Традиционно торговыми улицами Твери считаются Тверской проспект, улицы Советская, Трёхсвятская, Новоторжская, Вольного Новгорода, бульвар Радищева. Помимо этого, торговыми магистралями районного значения являются улица Можайского и Волоколамский проспект в Московском, проспекты Ленина и Калинина в Пролетарском, и улица Горького в Заволжском районах.

#### Оборот розничной торговли
Оборот розничной торговли в Твери демонстрирует устойчивый рост. Так, в период с 2000 по 2003 год он ежегодно возрастал в среднем на 7,9 процентных пункта, а в 2004 году увеличился на 32,1 %. По итогам 2006 года оборот розничной торговли увеличился по сравнению с 2005 годом на 12,1 % в сопоставимой оценке. В 2007 году розничный товарооборот достиг уровня 18,5 млрд рублей ($701,8 млн).

#### Торговая недвижимость
Эксперты отмечают, что несмотря на то, что рынок торговой недвижимости города ещё далёк от насыщения, в ближайшее время он вряд ли покажет значительную динамику роста, так как интересы федеральных девелоперов по-прежнему сосредоточен на городах-миллионниках. В 2010 году в городе насчитывалось 16 торговых центров и гипермаркетов. Большинство торговых центров не отвечают общепринятым требованиям, предъявляемым к качественным объектам, по ряду причин: рыночной организации торговли, непрофессионального пула арендаторов, несоблюдения условия функциональности при создании планировочных решений и зонировании площадей, отсутствие концепции и др. Общая площадь качественных торговых объектов составляет 115 тыс. м²., а обеспеченность качественными торговыми площадями составляет около 260 м². на 1000 жителей, что является довольно низким значением.
В настоящее время, в городе строятся или проектируются торговые центры «Паллада», «Real», «OBI», «Auchan».
| Название         | Год открытия | GBA    | GLA    |
| ---------------- | ------------ | ------ | ------ |
| Ритейл-Парк № 1  | 2014         | 60 000 | 50 000 |
| Рубин            | 2010         | 55 000 | 37 000 |
| РИО              | 2015         | 45 500 | 20 000 |
| Тандем           | 2015         | 36 000 | 23 500 |
| Вавилон          | 2012         | 22 250 | 17 413 |
| Интерьер Холл    | 2016         | 22 000 | 14 500 |
| Олимп            | 2002         | 21 600 | 12 000 |
| Можайский        | 2001         | 15 000 |        |
| Ямской           | 2008         | 13 400 | 6500   |
| Карусель         | 2006         | 13 000 |        |
| METRO Cash&Carry | 2009         | 13 000 |        |
| Лента            | 2012         | 12 000 |        |
| Южный            | 2008         | 11 000 |        |
| Магнит           | 2012         | 10 000 | 4750   |

#### Торговые сети
Существует местная сеть Универсал, насчитывающая 28 магазинов. Кроме местных, в городе представлены федеральные сети: Перекрёсток (6), Пятёрочка (96), Магнит (83), Магнит-Косметик (37), Дикси (6), Ашан (5), Fix Price (18), ВкусВилл (3). Работают гипермаркеты: Глобус, Лента, Metro, Leroy Merlin.

### Жилой фонд и коммунальное хозяйство
По данным администрации города, жилищный фонд (общая площадь квартир) по состоянию на 2008 год составляет 9455,9 тысяч квадратных метров, что составляет 23,1 квадратный метр на жителя. При этом 98,5 % жилфонда оборудованы центральным отоплением, 95,1 % — природным газом, 90,3 % — водопроводом, 88,2 % — канализацией, 85,9 % — горячим водоснабжением. По состоянию на 2008 год 9051 семья состояла на учёте для улучшения жилищных условий, при этом реально получили жильё только 79 семей.
Город имеет развитую инженерную инфраструктуру. По официальным данным из областной программы развития города на 2004 год, протяжённость водопроводных сетей составляла 570 километров, канализации — 419 километров. Несколько иные данные представлены на официальном сайте администрации города: одиночное протяжение уличной водопроводной сети — 361 километр в 1995 году, 392 километра в 2000 году и 429 километров в 2006 году; длина уличной канализационной сети — соответственно 181, 195 и 218 километров.

#### Электроснабжение
Источниками электроэнергии на территории города являются три теплоэлектроцентрали: ТЭЦ-1 (установленная мощность 23 МВт), ТЭЦ-3 (170 МВт), ТЭЦ-4 (88 МВт). Их суммарный годовой отпуск электроэнергии составляет (2014) 1 305,1 млн кВт⋅ч (2014). Годовое потребление электроэнергии составляет (2006) 1 428,5 млн кВт⋅ч, в том числе промышленными потребителями — 701,84 млн кВт⋅ч, непромышленными потребителями — 724,33 млн кВт⋅ч, прочими потребителями — 2,3 млн кВт⋅ч, максимальные электрические нагрузки составляют: от промышленных потребителей — 300 МВт; от непромышленных потребителей — 200 МВт.

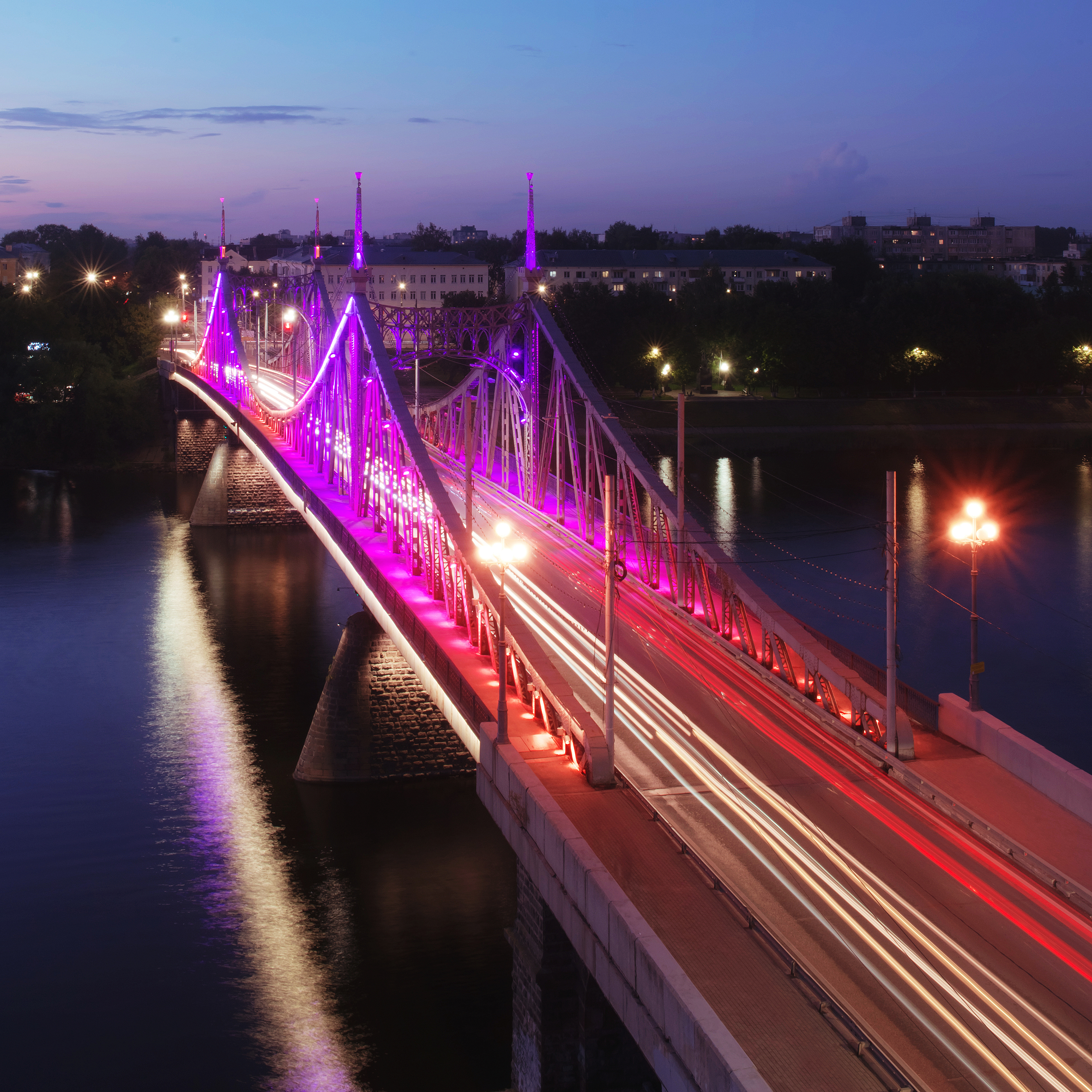
Красочное сияние Старого моста через Волгу. Вид с осветительной мачты стадиона «Химик» в Твери. В архитектурно-художественном освещении от компании «Grosslux».

Недостающая мощность для покрытия нагрузок поступает из внешней энергосистемы по сети 330 кВ через автотрансформаторы 330/110 кВ подстанции Калининская. Питание потребителей осуществляется от внутреннего кольца сети 35 кВ и внешнего кольца сети 110 кВ.

#### Теплоснабжение
Основными источниками теплоснабжения Твери являются 3 теплоэлектроцентрали и 4 районные отопительные котельные.
Подключённая нагрузка составляет: в горячей воде — 1582,3 Гкал/час (промышленность — 335,6 Гкал/час, жилищно-коммунальный сектор 1246,43 Гкал/час), в паре — 112,57 Гкал/час. В теплоснабжении Центрального и Пролетарского районов характерен устойчивый дефицит тепла, связанный с недостаточной мощностью паровых котлов ТЭЦ-3 и потерями в трубопроводах тепла, подаваемого ТЭЦ-4. Система теплоснабжения Твери — сверхцентрализованная, и, с точки зрения разветвлённости и строения, относится к самым сложным и неуправляемым системам в России. Среднее время начала отопительного сезона — конец сентября — начало октября, его окончания — конец апреля — начало мая. Продолжительность сезона со средней температурой воздуха менее 8 градусов — 218 дней.

#### Газоснабжение
Газоснабжение города Тверь осуществляется через отводы от магистральных газопроводов «Серпухов — Санкт-Петербург», «Белоусово — Санкт-Петербург», «Ухта — Торжок». Газ в город поступает на четыре газораспределительные станции: ГРС-1 (Борихино поле); ГРС — 2 (Литвинки); ГРС — 3 (ВНИИСВ) и ГРС «Калинин — 3» (Красное Знамя). Потребление природного газа составило: в 2006 году — промышленными предприятиями — 928,5 млн м3/год; населением и коммунально-бытовыми потребителями — 268,3 млн м3/год; в 2014 году промышленными потребителями и населением — 1,4 млрд м3/год.

#### Водоснабжение
Водоснабжение города осуществляется из подземных источников — артезианскими скважинами Медновского, Тверецкого и Городского водозаборов. Тверецкий водозабор расположен на правом берегу Тверцы в 3 км выше её устья и представляет собой линейный ряд скважин из 21 водозаборного узла. Всего на водозаборе 47 скважин. Медновский водозабор расположен в долине Тверцы в 23-35 км выше её устья. Он представляет собой ряд скважин, вытянутый вдоль берега на 12 км. В составе водозабора 45 скважин, сосредоточенных в 12 водозаборных узлах. Городской водозабор включает в себя 53 скважины, рассредоточенных внутри городской черты.
В городскую водопроводную сеть подача воды осуществляется системой водоводов и магистральных водопроводов диаметрами от 1000 до 400 мм общей протяжённостью 150 км. Объём подачи воды в 1996 году составил 50,7 млн м3, что соответствует среднесуточному расходу в 139 тыс. м3.

#### Водоотведение
Бытовые и промышленные сточные воды удаляются по централизованной системе коммунального водоотведения — канализации, включающей систему самотёчных и напорных коллекторов, канализационные насосные станции (КНС), дюкеры через реки Волга, Тверца, Тьмака, Лазурь и очистные сооружения. На территории города имеется три основных бассейна водоотведения: Заволжско-затверецкий, Центральный и Зажелезнодорожный. Кроме того, существуют локальные бассейны водоотведения микрорайонов Химинститута, Сахарово, промзоны Лазурная. В городе действует 42 КНС МУП «Тверьводоканал» и около 20 ведомственных КНС. Протяжённость канализационных коллекторов водоотведения составляет 407,6 км. Очистные сооружения расположены в районе Больших Перемерок на территории 52,95 га, их мощность составляет 260 тыс. м3/сут. Объём водоотведения в 1996 году составил 53 млн м3, что соответствует среднесуточному значению 145 тыс. м3.

### Транспорт

#### Железнодорожный
Через город проходит железнодорожная магистраль Санкт-Петербург — Москва (главный ход Октябрьской железной дороги). В черте города расположены 5 раздельных и остановочных пунктов на главном ходу — Лазурная, Тверь, Пролетарская, Дорошиха, а также станции ППЖТ на подъездных и немагистральных путях. В Заволжском районе у станции Дорошиха начинается ответвление на Васильевский Мох. Железнодорожная станция Тверь Октябрьской железной дороги (не являющаяся узловой) — крупнейшая станция по работе с пассажирами и грузом, имеется локомотивное и вагонное депо. От станции ходят пригородные поезда на Москву, Бологое, Торжок. На станции останавливаются проходящие поезда дальнего следования, соединяющие Москву с Петербургом и другими городами северо-запада России, Финляндией и Эстонией, а также Петербург с Нижним Новгородом, городами юга России.
До 2020 года на северо-восточной окраине Твери действовала узкоколейная железная дорога Тверского комбината строительных материалов № 2 (несмотря на протесты разобрана).
Кроме того, РЖД планирует строительство высокоскоростной железной дороги Москва — Санкт-Петербург, с размещением станции «Новая Тверь» в нескольких километрах южнее города.

#### Автомобильный
Тверь является крупным транспортным узлом. По её западной и южной окраинам (по Тверской окружной дороге) проходит федеральная автодорога «Россия» М10 Москва — Санкт-Петербург, являющаяся частью панъевропейского транспортного коридора. От Твери начинаются магистрали на Ржев 28К-0576, на Бежецк — Весьегонск Р84, Волоколамск Р90, а также множество дорог местного значения (Тургиновское шоссе, Саватьевское шоссе и другие).
В настоящее время строится скоростная автомагистраль Москва — Санкт-Петербург, которая свяжет две столицы и обогнёт город с севера и востока.
По состоянию на 2008 год, количество автомобилей в Твери составляет 288 на 1000 человек населения, что является одним из самых крупных показателей в России, а весь автопарк составляет более 117 000 автомобилей. Из них 30,3 % приходилось на долю иномарок. В 2015 году, автопарк достиг 133 000 автомобилей из которых 62,3 % — иномарки, а количество машин на 1000 человек населения превысило 320.
С автовокзала отправляются автобусы в города и посёлки Тверской области (включая все районные центры) и близлежащих областей. От привокзальной площади ходят коммерческие автобусы на Москву.

#### Общественный

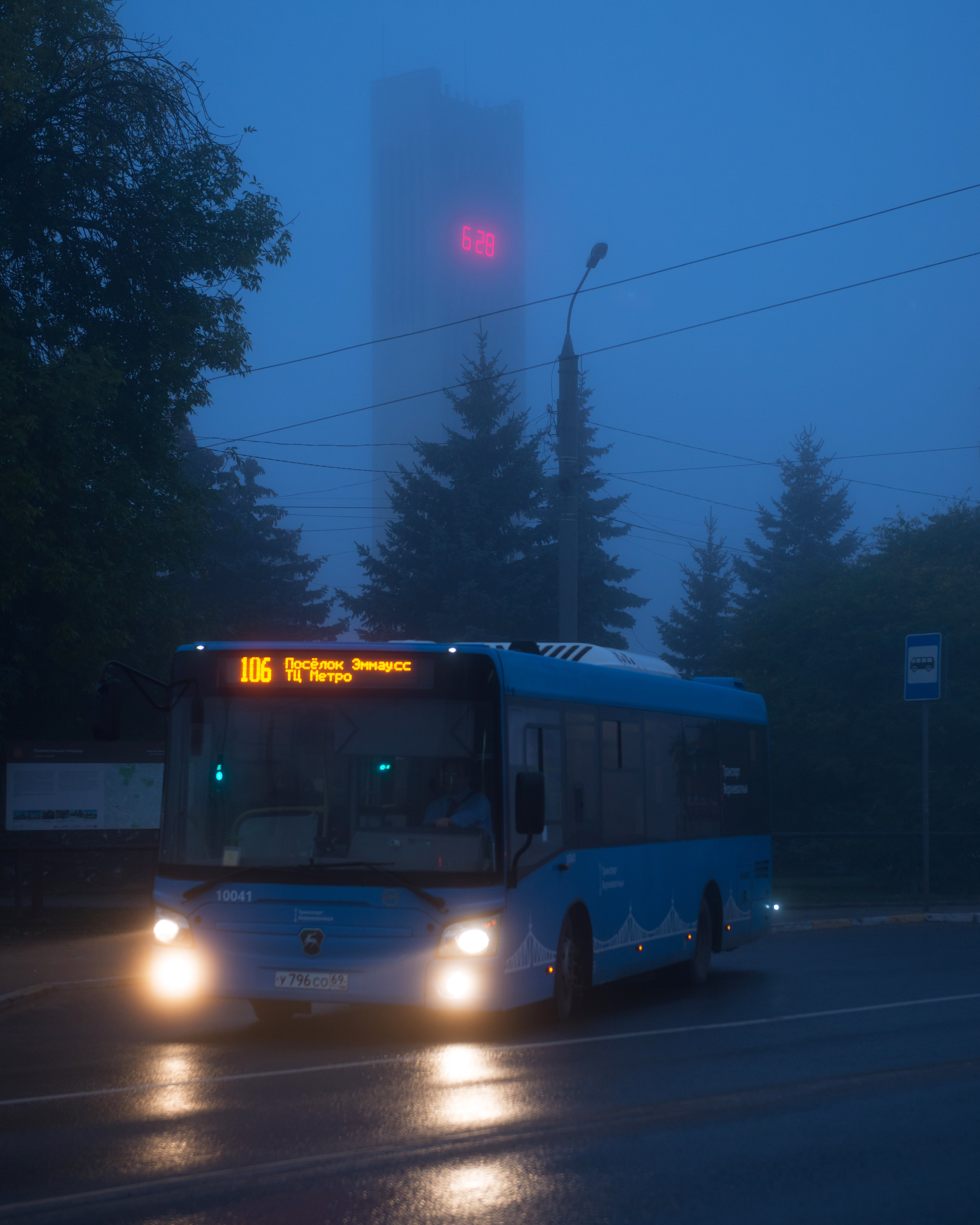
Автобус компании «Транспорт Верхневолжья» следует по улице Коминтерна. Сзади видна часовая башня железнодорожного вокзала.

Губернатор Игорь Руденя на ТВЗ 6 ноября 2019 года объявляет о намерении возродить тверской трамвай, исчезнувший в 2018 году

В Твери действует автобус. До 2000-х годов трамваи и троллейбусы выполняли бо́льшую часть пассажирских перевозок. В середине 2000-х в городе начинается резкий рост присутствия маршрутных такси и вызванное им значительное сокращение объёмов перевозки пассажиров общественным транспортом, а его недостаточное субсидирование привело всю систему электротранспорта в критическое состояние — в частности, была закрыта бо́льшая часть трамвайных линий и маршрутов.
В ноябре 2018 года трамвайное движение в Твери было полностью прекращено. Несмотря на заявления перевозчика и местных властей о принятии положительного решения о выделении средств на проведение подъёмного ремонта, он так и не был произведён. По состоянию на май 2019 года, стоимость возобновления движения трамвая по одному маршруту оценивалась в 1 млрд рублей, по четырём — в 5 млрд рублей.
В августе 2019 года все вагоновожатые, а также монтёры путей и вспомогательный персонал трамвайного парка были уволены. В этот же день начался демонтаж подвеса контактной сети и путей по трассе последнего действовавшего маршрута. Несмотря на заявления о консервации подвижного состава, в октябре 2019 года часть вагонов, принятых на хранение, была порезана на металлолом.
Местные власти внедрили новую транспортную модель пассажирских перевозок, которая подразумевает ликвидацию троллейбусного движения в городе, и дублирование выпадающих маршрутов автобусами средней и малой вместимости. Теперь маршрутные автобусы предназначены для людей с ограниченными возможностями.

#### Воздушный
Первый тверской авиационный парк существовал в Твери с августа 1917 года по 1926 год. Аэродром Общества друзей воздушного флота появился в 1920-х годах и располагался на территории современного жилого района «Южный». В 1926—1928 годах на нём базировался авиаотряд, оснащённый самолётами «Юнкерс» и Р-2. В 1929 году на аэродроме расположились многоцелевой авиаотряд и лётная школа ОСОАВИАХИМа. В ноябре 1934 года — августе 1941 года в Калинине базировался аэроклуб Осоавиахима, которому в 1939 году был передан земельный участок в Змеево. В 1936 году начались работы по строительству аэродрома «Мигалово». К 1942 году около Калинина располагалось 4 оперативных аэродрома: Змеёво, Васильевское, Каблуково и Лисицы.
В 1968 году в Змеево был построен аэровокзал. В 1970-х годах из аэропорта осуществлялись рейсы во многие города Калининской области, а также в ряд городов из соседних областей. В 1990-х пассажирское сообщение было полностью прекращено.
На западной окраине города функционирует аэропорт военно-транспортной авиации 1-го класса «Мигалово». На северо-восточной окраине Заволжского района расположен аэропорт местных воздушных линий 4-го класса «Змеёво». В настоящий момент, пассажирское авиасообщение в городе (и во всей области) отсутствует. Ближайшим пассажирским аэропортом является Шереметьево (150 км).

#### Речной
Тверь — порт пяти морей, Единой глубоководной системой Европейской части Российской Федерации связанный с Балтийским, Белым, Каспийским, Азовским и Чёрным морями. На левом берегу реки Волги, на стрелке Волги и Тверцы был расположен речной вокзал, на правом берегу за Восточным мостом — сооружения Тверского речного порта. В районе кинотеатра «Звезда» действует прогулочный речной трамвай. В районе Химинститута действует паромная переправа.

Транспорт в Твери
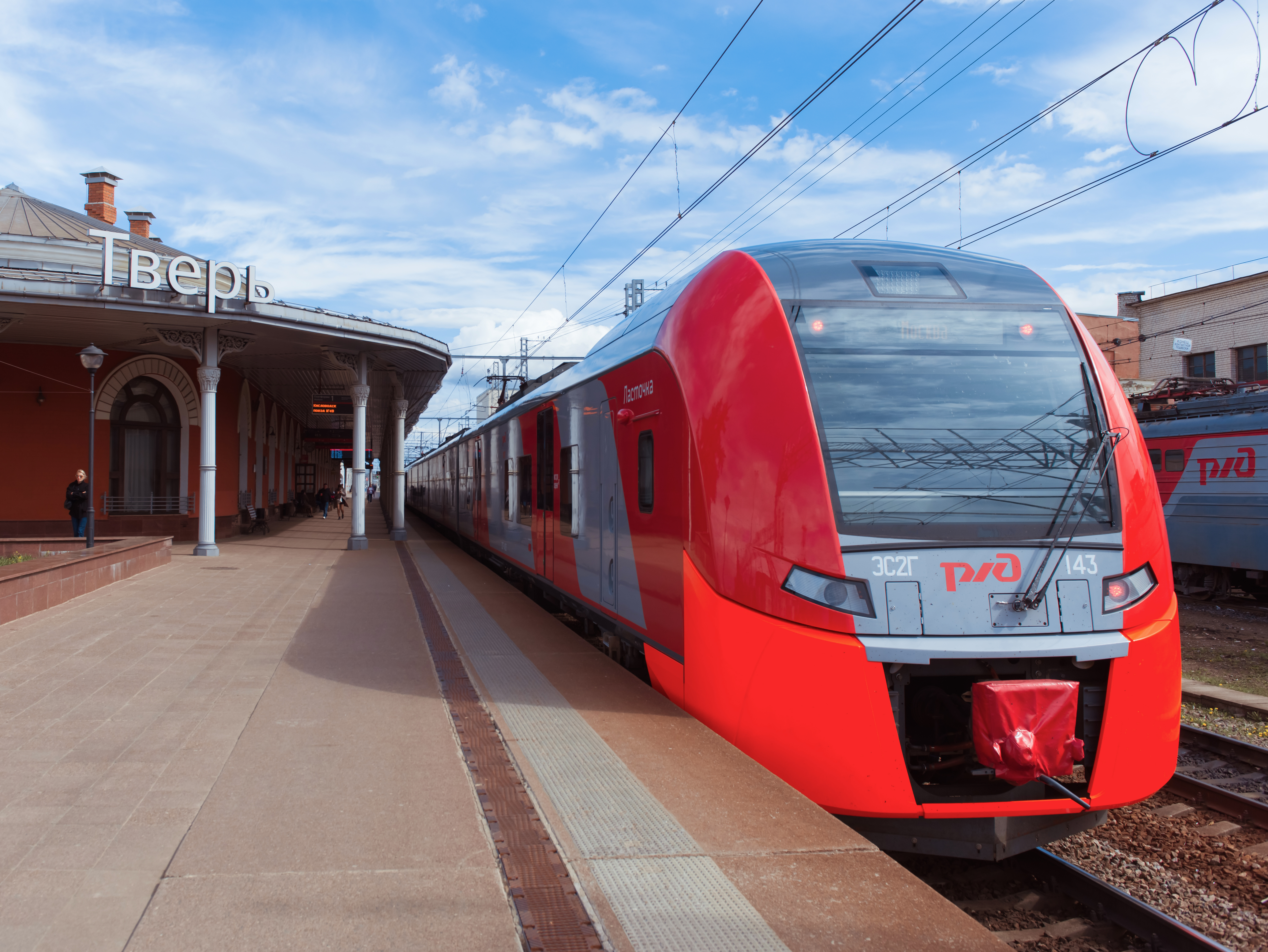
Скоростной электропоезд «Ласточка» на платформе у старого корпуса железнодорожного вокзала.
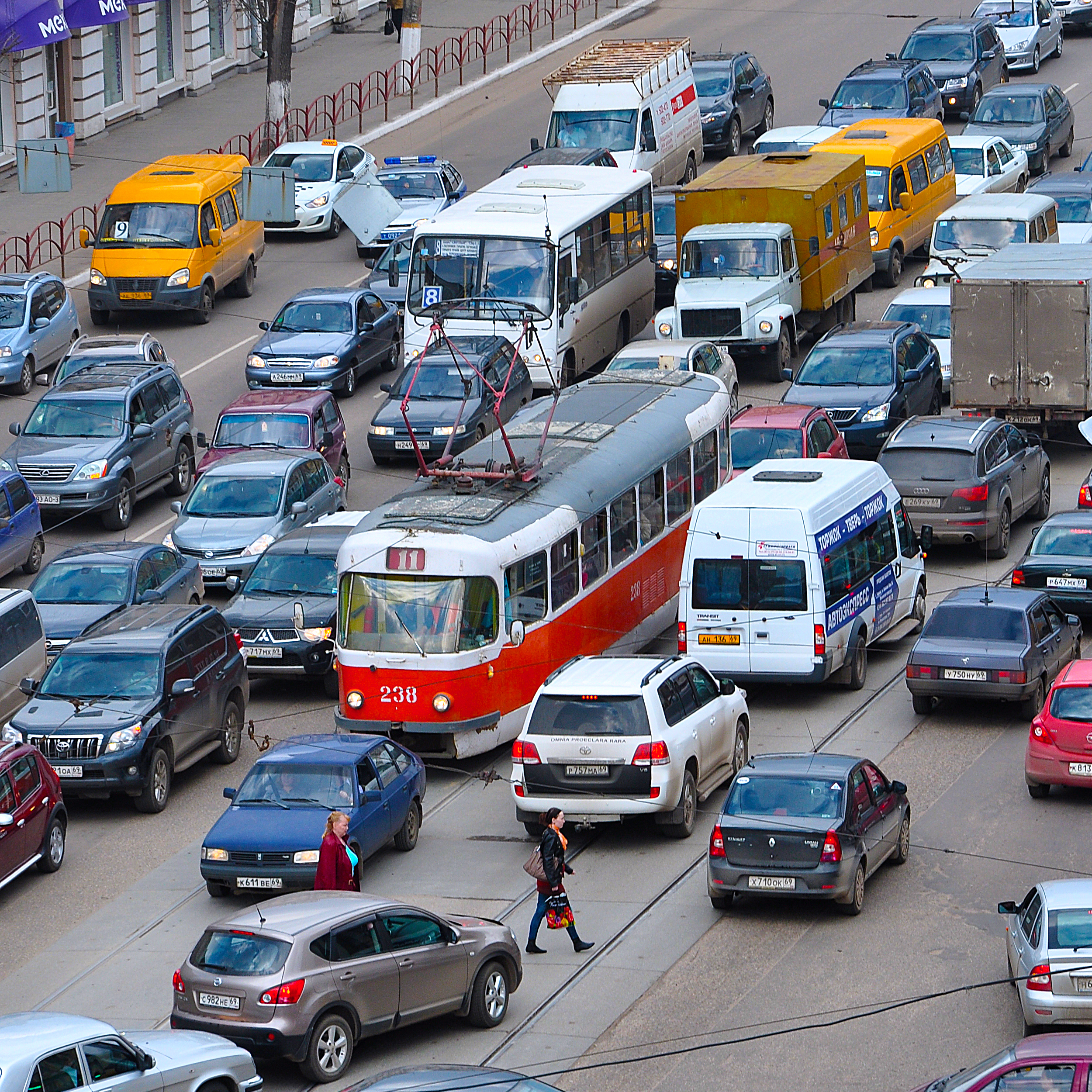
Трамвай марки Tatra T3 в траспортном потоке на Тверском проспекте. Движение трамваев было прекращено в ноябре 2018 года.
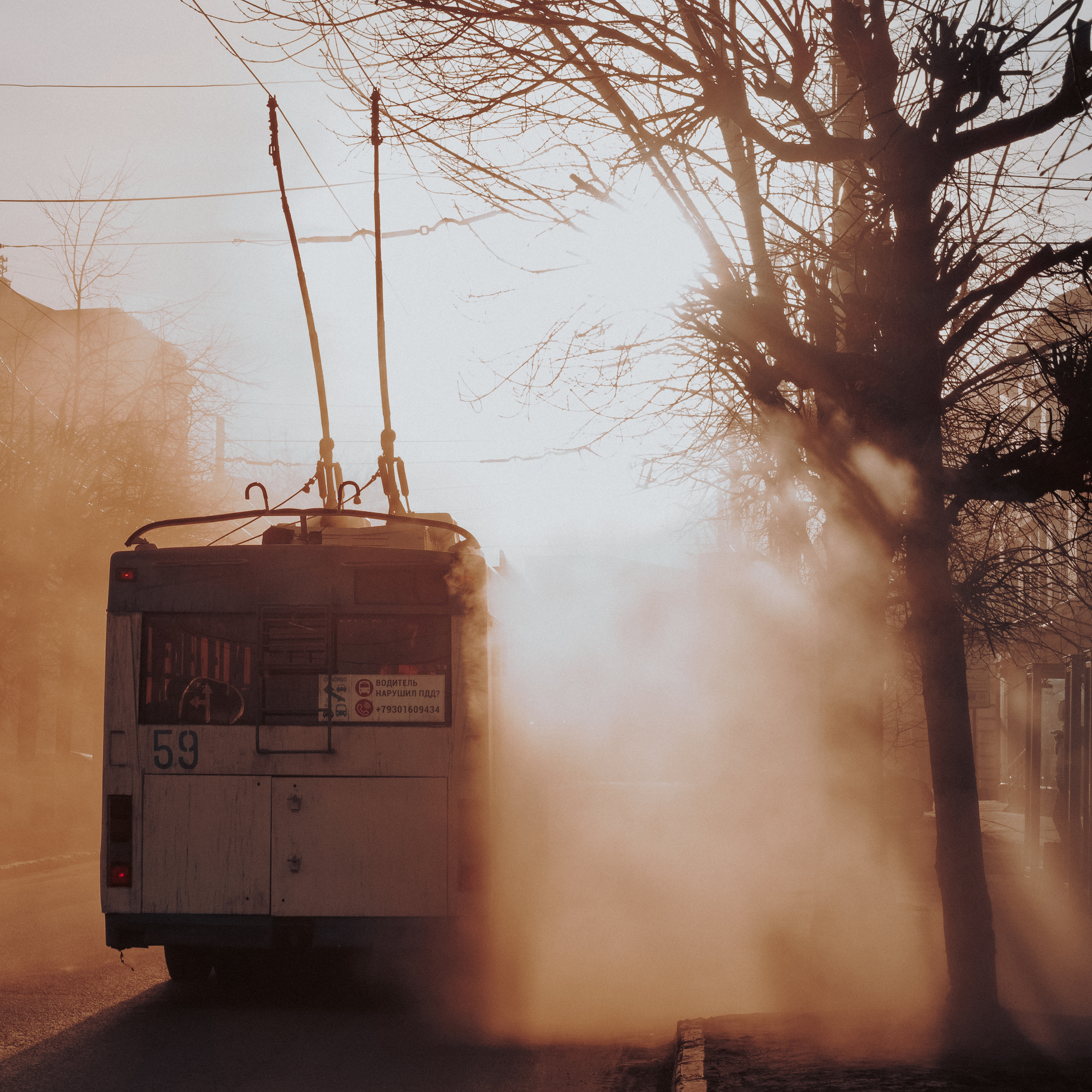
Троллейбус марки ЗиУ следует по улице Новоторжской. Движение троллейбусов было прекращено в Твери в апреле 2020 года.
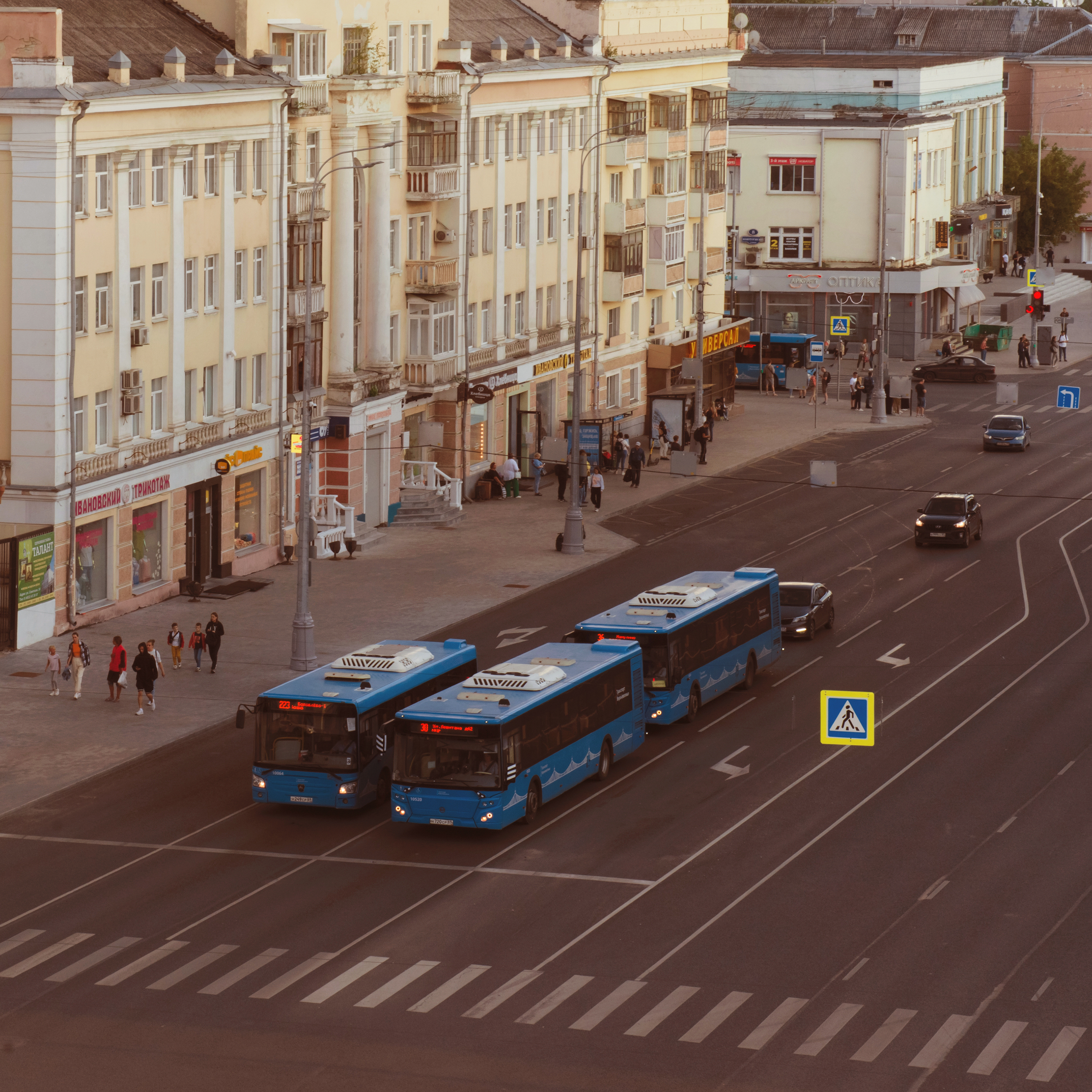
Автобусы компании «Транспорт Верхневолжья», пришедшие в 2020 году на смену троллейбусам и маршрутным такси, на Тверском проспекте. На 2025 год это единственный вид транспорта в городе.
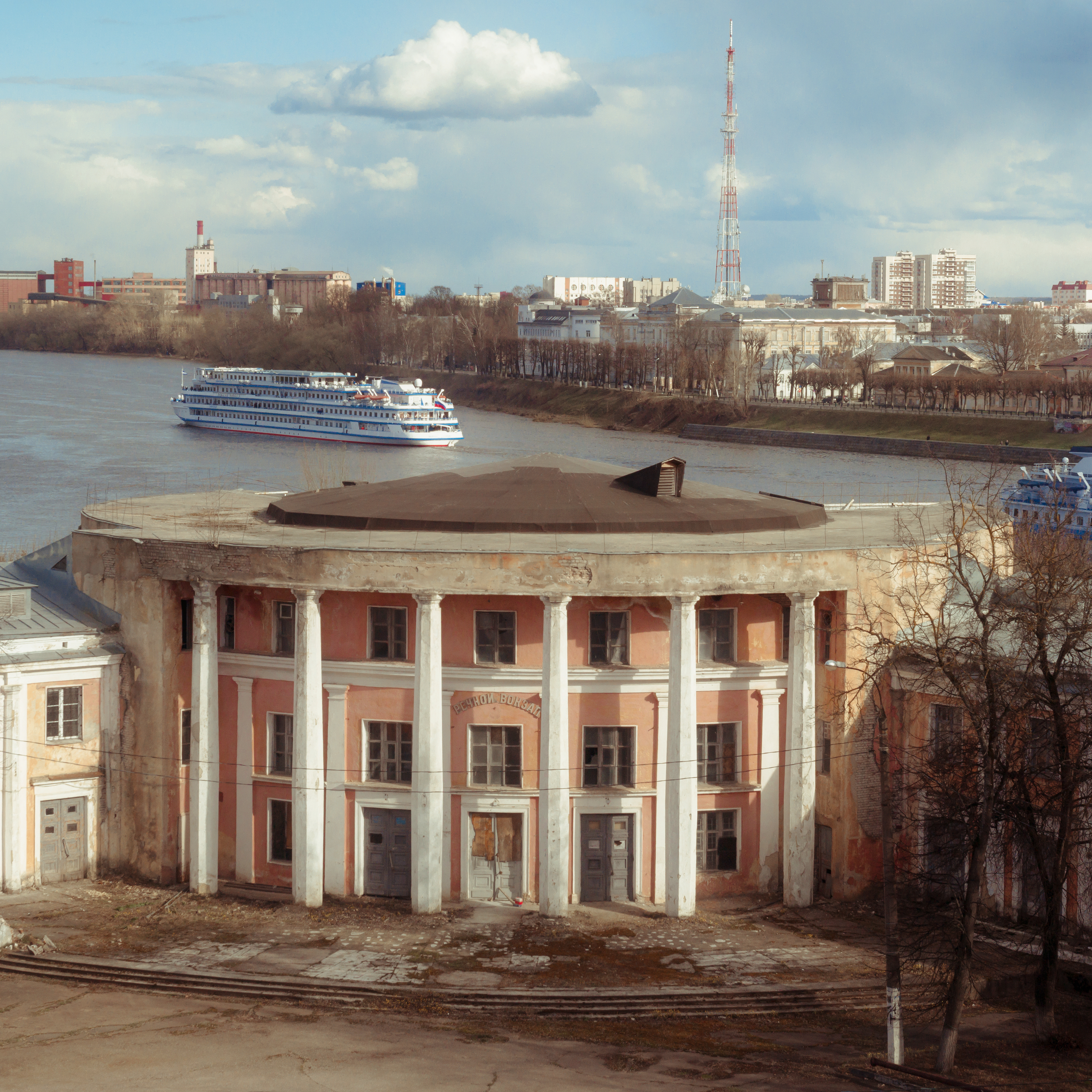
Площадь речного вокзала. От причала вниз по Волге отплывает круизный теплоход. Здание вокзала не используется по прямому назначению с 2002 года.

### Связь и телекоммуникации

#### Почтовая связь
В Твери располагается управление макрорегионального филиала «Центр» Почты России, действующего на территории 11 областей. Услуги почтовой связи на территории города предоставляют 35 отделений связи, из них 1 (главпочтамт) — 1-го класса, 5 отделений — 2-го класса, 23 отделения — 3-го класса. Почтовые отделения, помимо обычных почтовых услуг, предоставляют также услуги финансового обслуживания населения (выплата пенсий, отправление и получение денежных переводов, оплата услуг, продажа проездных билетов, лотерейных билетов и др.).
Руководство отделениями связи, организацию почтовой связи на территории города, обработку и сортировку почтовых отправлений осуществляет Тверской Главпочтамт (ул. Советская, д. 31).

#### Телефонная связь
Телефонная связь в Твери начала работать в 1892 году на базе ручного коммутатора на 200 номеров. В середине 1970-х — начале 1980-х годов телефонная связь была автоматизирована. В 1970 году город перешёл на пятизначную систему телефонных номеров. С 2003 года город использует шестизначную систему. В настоящее время телефонная связь в городе осуществляется только от АТС электронного типа; в городе работают 8 АТС с общей монтированной ёмкостью 150000 номеров, использование номерной ёмкости составляет 85 % от монтированной. Телефонная сеть города построена по принципу узлообразования, в сети организованно три узловых района с нумерацией 3ХХХХХ, 4ХХХХХ, 5ХХХХХ, 7XXXXX. Междугородный код города — 4822.

#### Сотовая связь
В 1994 году в Твери была запущена первая сотовая сеть, работавшая в стандарте NMT-450. Оператором являлась компания «Тверская сотовая связь». Сеть была запущена 18 апреля 1994 года, первый телефонный звонок сделал мэр города А. Белоусов своему коллеге из Оснабрюка, города-побратима Твери. В 1999 году в городе начал работать МТС, в 2001 году — Билайн, в 2003 — МегаФон, в 2005 — SkyLink, в 2009 — TELE2, в 2015 году — Yota. По состоянию на 2016 год, в городе работают МТС, Билайн, МегаФон, TELE2, Yota.

#### Интернет
| Городские операторы связи | Магистральные операторы связи                                                         |
| --- | ------------------------------------------------------------------------------------- |
| Наука-Связь АН-НЕТ Academy-NET Sky@Net Горсеть И-Нет КАНССТЕЛ Beeline Неолит Цифра Один NetByNet Стрим-ТВ Чайка-Net ТверьЛайн Фаст Линк ЭР-ТелекомЮвенком | Вымпелком, Евразия Телеком Ру, Раском, Ростелеком,Сонера, Старт Телеком, ТрансТелеком |

## Политика и общество

### Городское самоуправление

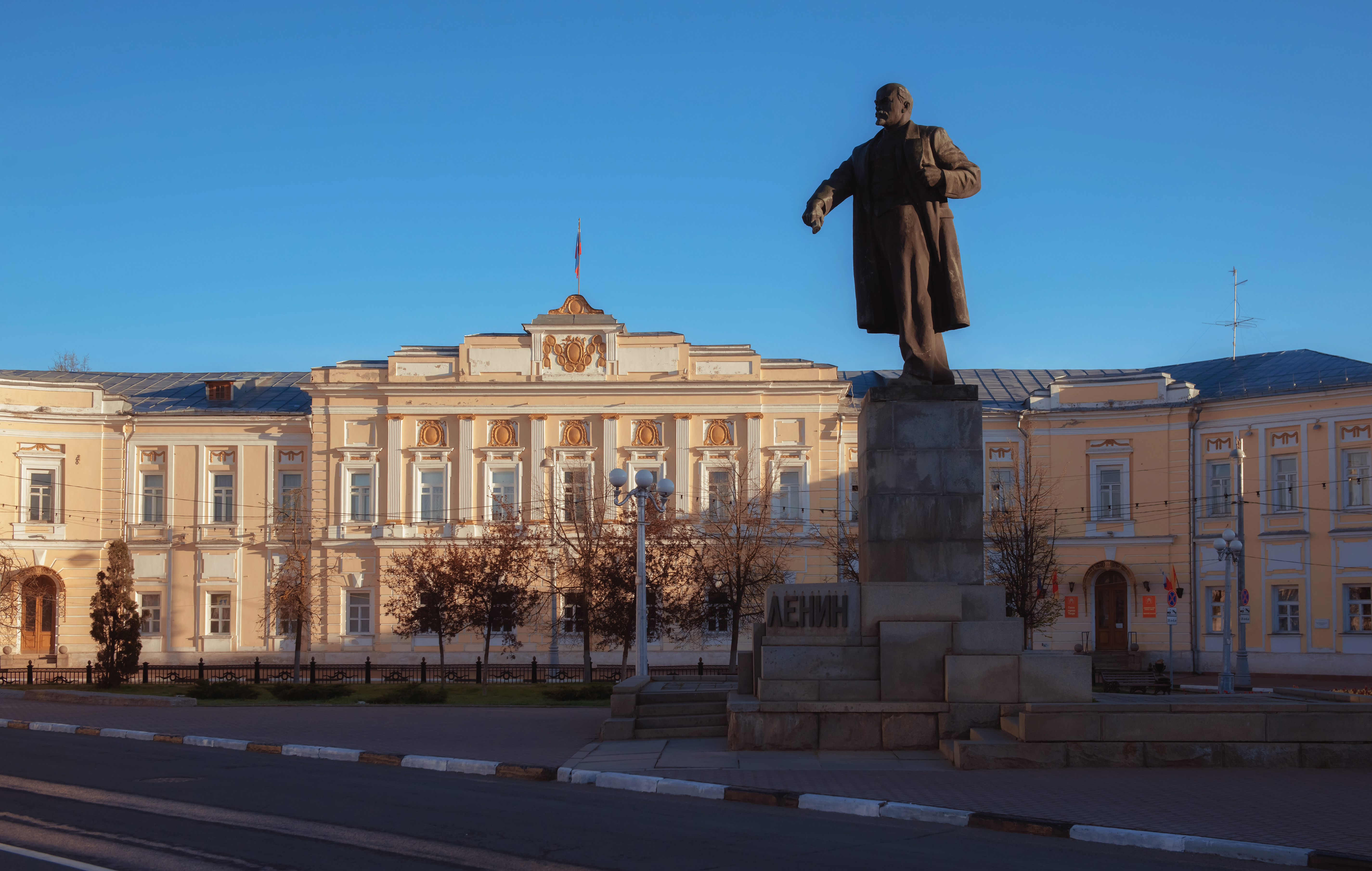
Здание администрации Твери на площади Ленина

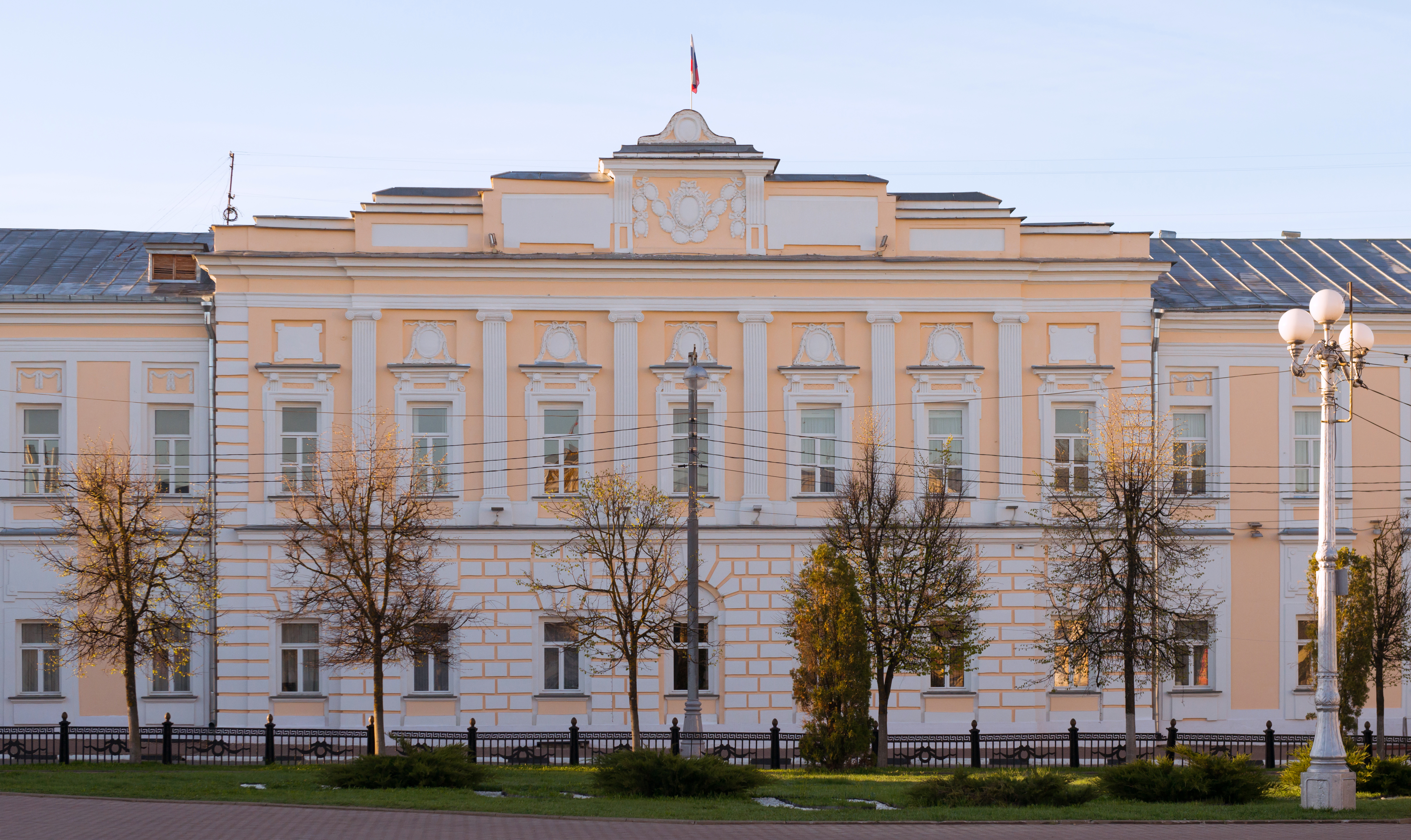
Здание Тверской городской Думы и администрации Центрального района Твери на площади Ленина

Систему местного самоуправления в Твери образуют представительный орган местного самоуправления — Тверская городская Дума (состоит из 33 депутатов), высшее должностное лицо — Глава города Твери (Алексей Огоньков) и исполнительно-распорядительный орган — администрация города Твери. В структуру администрации города входят отраслевые органы (департаменты архитектуры и строительства; жилищно-коммунального хозяйства; финансов; благоустройства, дорожного хозяйства и транспорта; управления имуществом и земельными ресурсами; экономики, инвестиций и промышленной политики, ряд управлений и отделов), а также администрации четырёх районов города — Заволжского, Московского, Пролетарского и Центрального.
Тверская городская Дума как городской представительный орган существовала с 1785 по 1918 год, была воссоздана после роспуска советов и принятия новой Конституции России 1993 года. 20 марта 1994 года были проведены выборы в Совет народных представителей, который 26 мая получило название «Тверская городская Дума». 7 июня депутаты впервые смогли провести правомочное заседание, а 14 июня — избрать председателя Валерия Матицына (впоследствии эту должность занимали Валерий Павлов, Виктор Почтарёв, Дмитрий Баженов, Игорь Сердюк, Андрей Борисенко, Людмила Полосина, Владимир Бабичев). В 1996 году депутаты приняли основополагающий документ города — Устав города Твери, заложив в него выборы части состава Думы путём ротации; после этого выборы депутатов проводились 27 октября 1996 года и в дальнейшем — через каждые два года по «чётным» и «нечётным» округам. В 2007 году 12 бывших депутатов (включая бывшего председателя Думы Почтарёва) были осуждены за получение взяток за принятие решений в пользу Росводоканала и других предприятий коммунального хозяйства. В октябре 2008 года выборы части состава депутатов прошли уже по партийным спискам, а в марте 2009 года на систему партийных списков был переведён уже весь состав городской Думы, при этом прекращена практика «ротации» депутатов (избрания состава Думы по частям). На выборах 2009 года наилучшие результаты (49 процентов голосов) показали местные коммунисты.
27 октября 1996 года одновременно с выборами в городскую Думу прошли первые всенародные выборы главы города, на них победил Александр Белоусов, возглавлявший с 1991 года городскую администрацию и получивший более 50 процентов голосов. 30 октября 2000 года он был переизбран на второй срок, а 9 апреля 2003 года умер от сердечного приступа. 6 июля 2003 года на досрочных выборах главы города победил оппозиционно настроенный депутат городской Думы Олег Лебедев. 2 декабря 2007 года он при поддержке проправительственной партии «Единая Россия» был переизбран на второй срок, получив более 70 процентов голосов. 11 апреля 2008 года он был временно отстранён от должности Центральным районным судом в связи с уголовным делом, возбуждённым в 2005 году, закрытым в 2006 году и возобновлённым Генеральной прокуратурой России в марте 2008 года (Лебедев обвинялся в том, что препятствовал работе следствия по делу в отношении его заместителя Олега Кудряшова). 23 мая Олег Лебедев был восстановлен в должности, а 3 июня — вновь отстранён от должности; 25 июня он был взят под стражу и этапирован в Кашин, где был осуждён выездной коллегией Тверского областного суда с участием присяжных заседателей к полутора годам лишения свободы, что автоматически означало прекращение его полномочий. В 2009 году он был условно-досрочно освобождён, но в должности восстановлен не был.
В конце 2008 Тверской городской думой были приняты изменения в устав города, в соответствии с которыми были отменены прямые выборы главы города и введена новая должность главы администрации города; при этом поправки в устав вызвали неоднозначную реакцию городской общественности, а попытки местных коммунистов вынести вопрос на общегородской референдум не были поддержаны городской Думой.
В марте 2009 года новым главой города из состава депутатов был избран депутат от партии «Единая Россия» Владимир Бабичев, а в мае того же года главой администрации города был назначен Василий Толоко, занимавший до этого должность первого заместителя губернатора Тверской области. Как глава города, так и глава местной администрации были избраны минимальным большинством 17 голосов (Единая Россия, Справедливая Россия и ЛДПР) против 16 (КПРФ). 27 декабря 2011 года большинством голосов (22 «за», 6 «против») городская Дума проголосовала за досрочное прекращение полномочий Василия Толоко. 29 марта 2012 года решением Тверской городской Думы (25 — «за», 4 — «против») Главой администрации Твери был назначен Валерий Павлов, до этого занимавший должность первого заместителя главы администрации, 2 ноября 2012 года Главой города назначен Адександр Борисович Корзин. В 2014 году Валерий Павлов покинул занимаемую должность, 28 мая 2014 года решением Тверской городской Думы на данную должность назначен Юрий Васильевич Тимофеев, ранее на протяжении 10 лет работавший на посту главы Западнодвинского района Тверской области. 22 сентября 2016 года, сразу после вступления в должность губернатора Тверской области Игоря Рудени, Тимофеев ушёл в отставку. Исполняющим обязанности главы администрации города был назначен Алексей Валентинович Огоньков, претендовавший на эту должность в 2014 году.
В августе 2017 года Тверская городская дума приняла поправки в устав Твери, согласно которым Глава города возглавляет также администрацию. Таким образом, была упразднена двуглавая система управления, введённая в 2008 году. Изменения вступили в силу 2 ноября 2017 года, после окончания полномочий Главы города Александра Корзина. Таким образом со 2 ноября 2017 года Главой города стал Глава администрации Алексей Огоньков.

### Органы власти

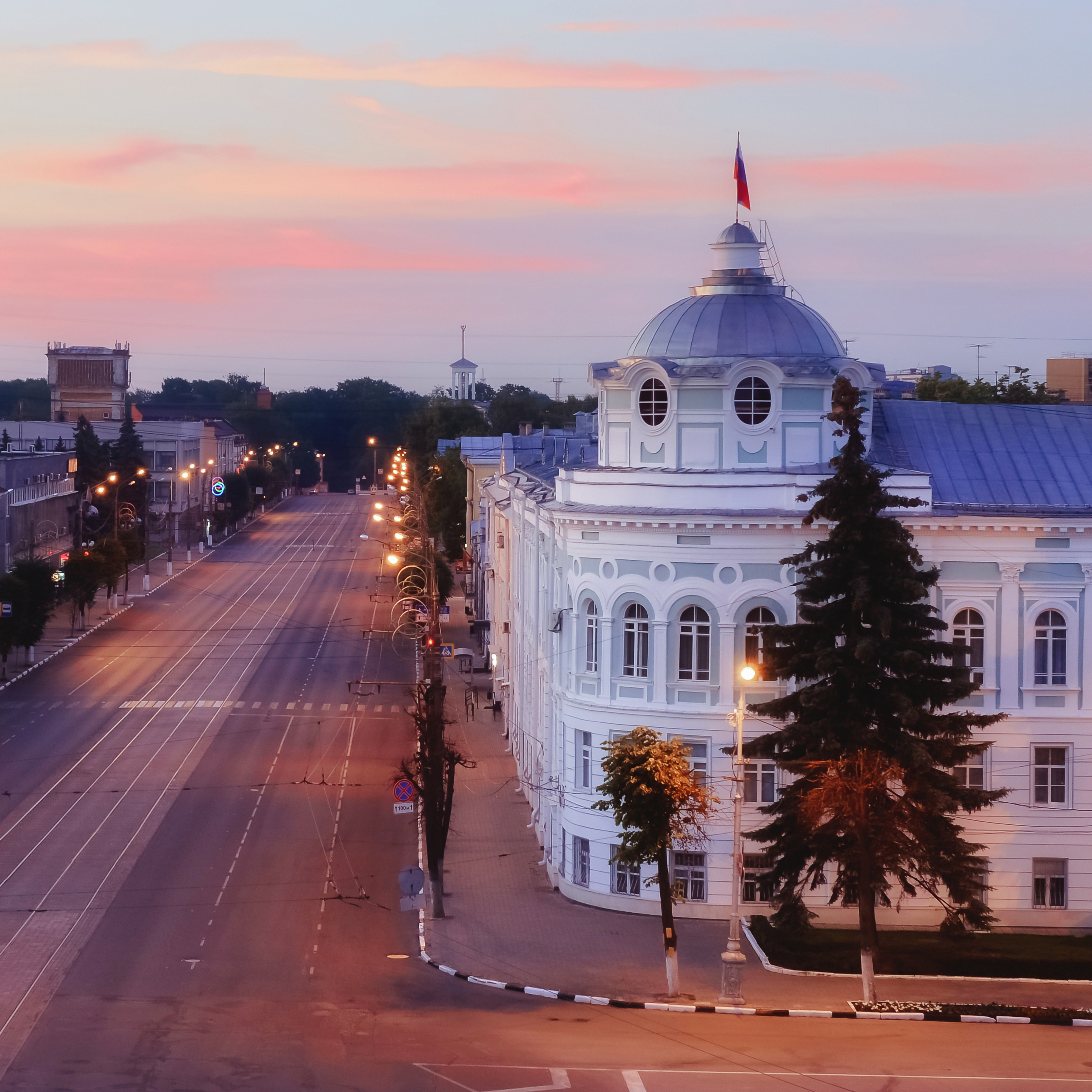
Здание Правительства Тверской области — официальная резиденция губернатора Тверской области на площади Св. Благоверного князя Михаила Тверского (бывшей Советской)

Тверь является административным центром Тверской области. В городе расположены органы государственной власти Тверской области (Законодательное собрание, правительство области и её структурные подразделения), а также территориальные представительства федеральных министерств, ведомств и учреждений (главный федеральный инспектор, главное управление Банка России, управление федерального казначейства и другие). Значительная часть государственных органов и учреждений, вдоль Советской улицы: на площади Михаила Тверского (ул. Советская, д. 44) находится резиденция Губернатора Тверской области, а в здании бывшего обкома КПСС (ул. Советская, д. 33) — Законодательное собрание Тверской области.
На территории города находятся суды общей юрисдикции — Тверской областной суд, федеральные суды четырёх районов города (Заволжского, Московского, Пролетарского, Центрального) и Калининского района Тверской области, мировые судьи, Арбитражный суд Тверской области. В Твери расположены органы прокуратуры — Прокуратура Тверской области, пять районных прокуратур, прокуратура по надзору за соблюдением законов в исправительных учреждениях, а также Волжская межрегиональная природоохранная прокуратура и подведомственная ей Тверская природоохранная прокуратура.
Тверь является административным центром Калининского района Тверской области (в состав которого сама Тверь не входит), а органы местного самоуправления Калининского района традиционно расположены на территории Твери.
В середине 2000-х годов обсуждалась возможная перспектива объединения Московской и Тверской областей; в случае реализации такого проекта город стал бы административным центром нового крупного субъекта федерации. В городе проводятся заседания Объединённой коллегии исполнительных органов областей по единым социальным и инфраструктурным нововведениям и проектам.

## Религия
.

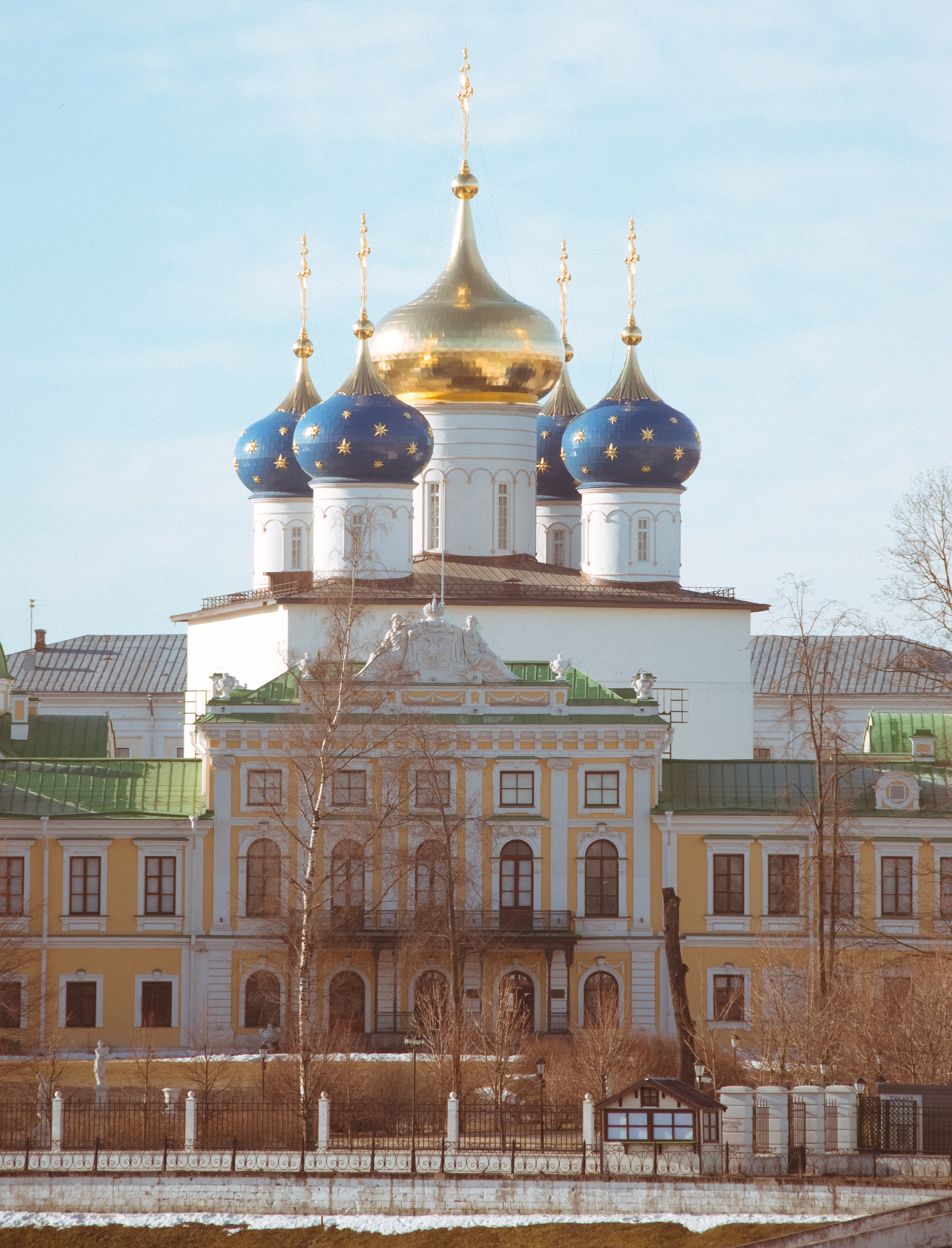
Императорский путевой дворец и Спасо-Преображенский собор. Вид с набережной Афанасия Никитина

В Твери, как и в других городах Центральной России, основной религией является православие. Город — административный центр Тверской и Кашинской епархии Русской православной церкви, в нём расположено епархиальное управление и резиденция правящего архиерея — Тверского и Кашинского архиепископа; с 4 декабря 1988 года епархию возглавлял митрополит Виктор (Олейник), потом митрополит Савва (Михеев) (2019—2020), ныне с 25 августа 2020 года решением Священного синода назначен архиепископом Тверским и Кашинским и главой Тверской митрополии митрополит Амвросий (Ермаков). По данным газеты «Православная Тверь», в городе действуют 4 собора. Храм Белая Троица в Затьмачье, недавно переименованный в Троицкий собор, построен в 1564 году и с тех пор неоднократно реконструировался, является старейшим из сохранившихся каменных зданий Твери, он находится в подчинении правящего архиерея. Вознесенский собор, построенный в 1750-е годы, находится в историческом центре города на Тверском проспекте и имеет статус архиерейского подворья. Сохранившийся Успенский собор XVIII века ранее существовавшего Отроч монастыря находится в заволжской части города, недалеко от устья Тверцы. Воскресенский кафедральный собор возведён в 1912—1913 годы к 300-летию дома Романовых, а в 1990-е годы после возвращения церкви получил статус кафедрального собора и находится в непосредственном подчинении правящего архиерея. Недалеко от кафедрального собора расположен и собор Христорождественского монастыря, построенный в 1810-е годы.

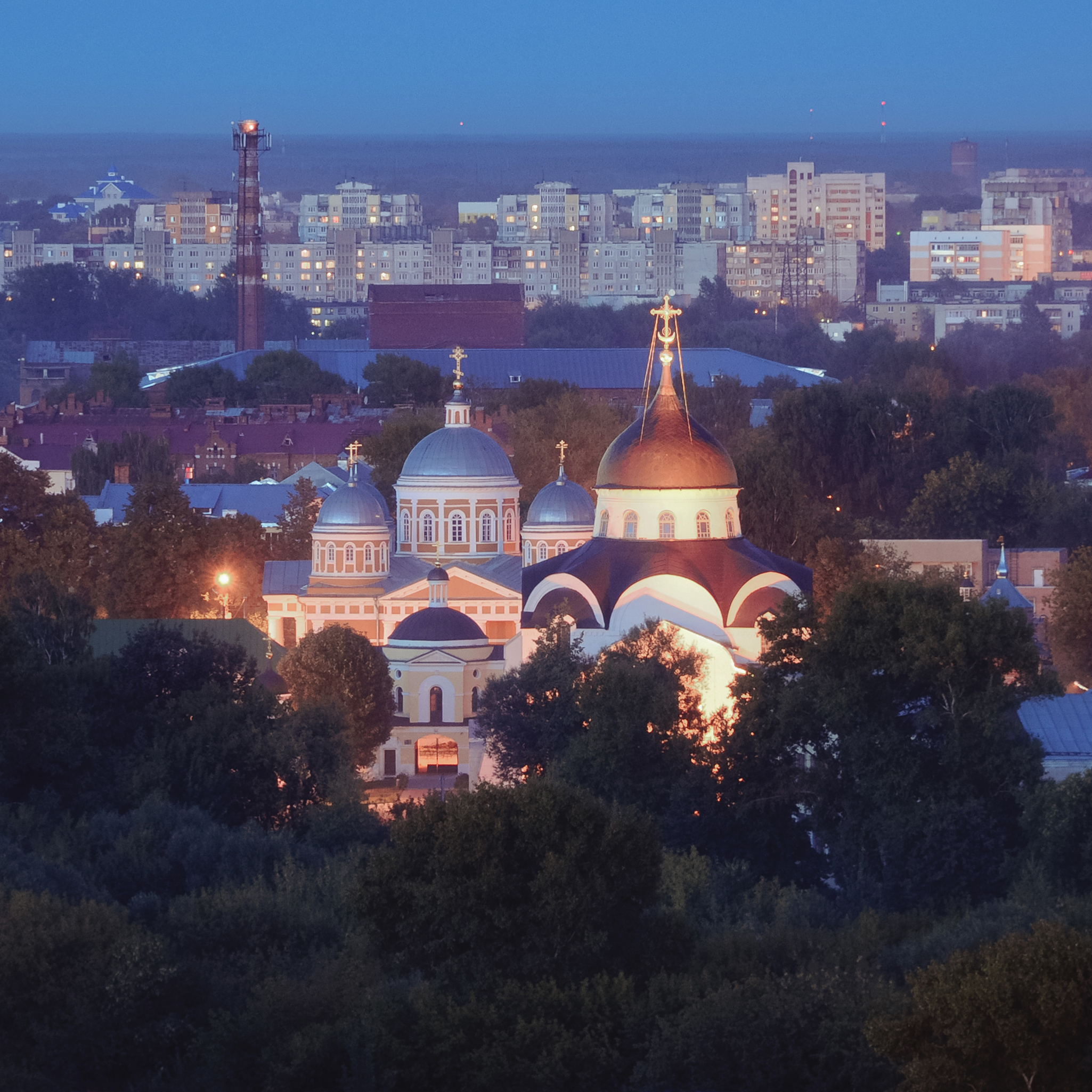
Вид на Христорождественский женский монастырь с запада. Левее собор Рождества Христова, правее — Воскресенский собор. Вид с трубы ТЭЦ-1.

В Твери действуют два женских монастыря — Христорождественский женский монастырь и Свято-Екатерининский женский монастырь в Затверечье. Всего в Твери находятся более 30 культовых сооружений Русской православной церкви — соборов, храмов, монастырей, часовен (в том числе — 3 домовые церкви, 2 отдельно стоящие часовни и 5 часовен при больницах. Культовые сооружения православной церкви (за исключением находящихся в подчинении правящего архиерея либо имеющих статус архиерейских и монастырских подворий) относятся к Тверскому благочинническому округу.
В Русской православной старообрядческой церкви имеется Санкт-Петербургская и Тверская епархия. В 2010 году Тверской Православной старообрядческой общине, после пяти лет борьбы с областной и городской администрациями, удалось предварительно согласовать место размещения храмового комплекса во имя св. Анны Кашинской в Заволжском районе г. Твери.
Помимо православных соборов, храмов и монастырей, в городе есть три храма других конфессий.
Тверская католическая община образовалась в XIX веке и является одной из самых крупных католических общин латинского обряда в России. Центр её духовной жизни — Храм Преображения Господня, построенный в конце 1990-х — начале 2000-х годов на месте католического храма, разрушенного в 1974 году и относящийся к Архиепархии Матери Божией с центром в Москве.
Католическая церковь находится на Московской площади у сквера Героев-чернобыльцев.
Армянская Апостольская Церковь Сурб Арутюн (Святого Воскресения).
В Твери находится синагога Шатёр Рахели, построенная в 1913 году и воссозданная в 2004 году.
До 1917 года существовала лютеранская кирха Христа Спасителя на Восьмиугольной площади.
Тверская соборная мечеть, построена в 1906 году, закрыта в советский период истории страны и затем возвращена.
Действующие культовые сооружения в Твери
|                                                                                 | | |                                                  |                                                                          |                                                                  | | |
| Церковь в честь благоверных князей Бориса и Глеба на Краснофлотской набережной. | Собор Александра Невского на Привокзальной площади. Вид с крыши дома № 37 по проспекту Чайковского. | Церковь в честь иконы Божией Матери «Всех Скорбящих радость» на улице А. Дементьева. Вид с крыши ЖК «Кот Д Азур» | Успенский собор на набережной Афанасия Никитина. | Вознесенский собор на пересечении Тверского проспекта и Советской улицы. | Екатерининская церковь Свято-Екатерининского женского монастыря. | Воскресенский собор на Баррикадной улице. Вид с севера. На момент съёмки являлся кафедральным собором Тверской епархии. | Собор Рождества Христова Христорождественского женского монастыря. Вид с крыши дома № 7 по улице Карла Маркса. |

## Образование
По данным администрации города, по состоянию на 2006 год в городе работали 12 государственных вузов (включая филиалы московских вузов) и 7 частных вузов, а также 13 средних специальных учебных заведений и суворовское военное училище; общая численность студентов, получавших образование в указанных учебных заведениях, превышала 49 тысяч человек. Кроме того, в городе работали 10 учреждений начального профессионального образования с общим числом обучающихся более 5 тысяч человек.

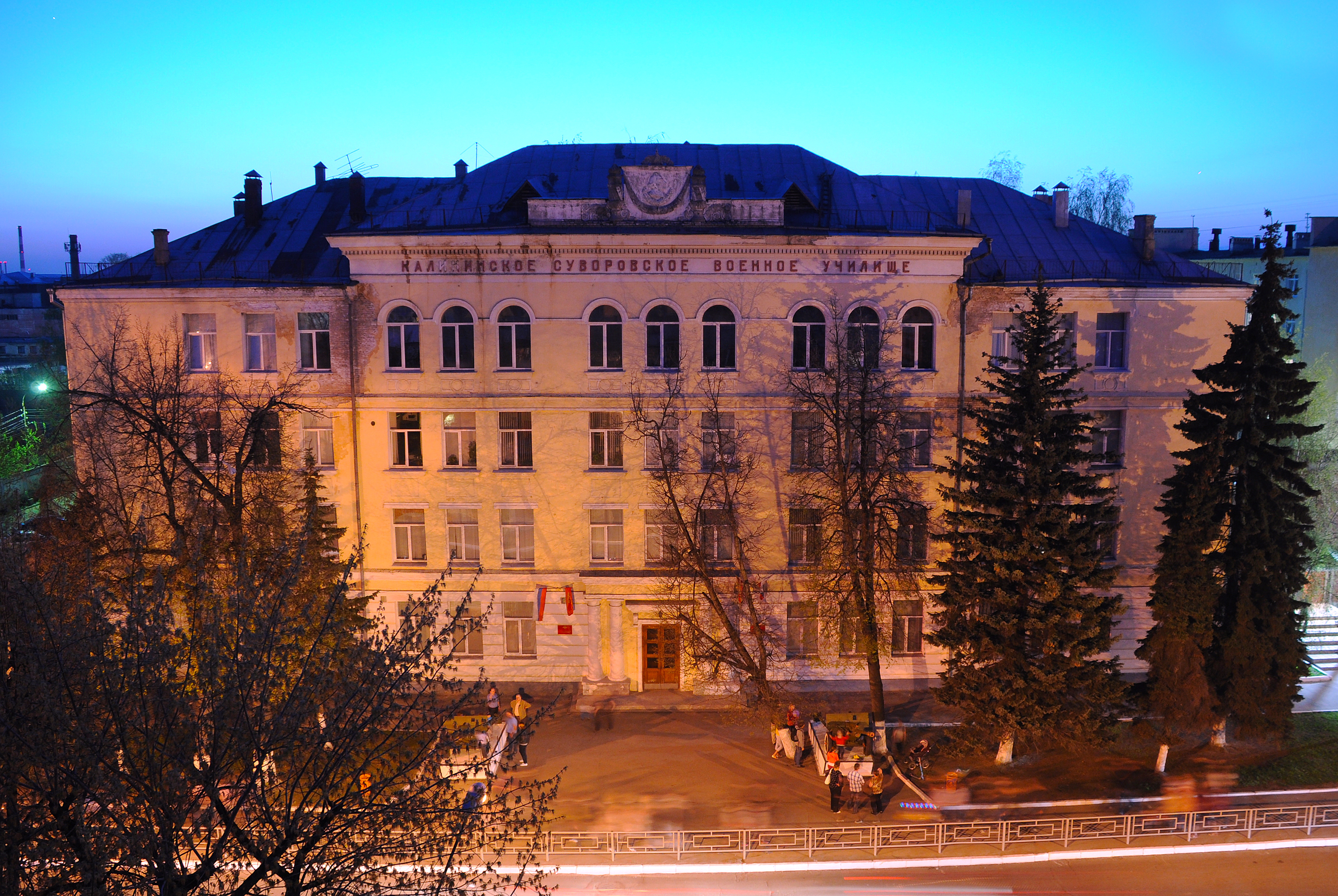
Старый корпус Калининского-Тверского суворовского военного училища на улице Софьи Перовской. В 2020 году училище переехало в новый корпус на улице Игоря Баталова в Мигалово.

В Твери работают три университета и две академии. Тверской государственный университет (ТвГУ) — один из научных, образовательных и культурных центров региона, крупнейший вуз в регионе, работает с 1 сентября 1971 года и является правопреемником частной педагогической школы Максимовича, действовавшей с 1870 года и Тверского учительского (Калининского педагогического) института. Тверской государственный технический университет (ТвГТУ) работает в Твери с 1958 года (с 1922 года работал в Москве как торфяной институт). Тверской государственный медицинский университет (ТГМУ) работает в городе с 1954 года (с 1934 года работала в Ленинграде как стоматологический институт). Тверская государственная сельскохозяйственная академия (ТГСХА) работает с 1972 года (до 1995 года — сельскохозяйственный институт), расположена в посёлке Сахарово. Военная академия воздушно-космической обороны имени Г. К. Жукова (ВА ВКО)существует с 1956 года.
В Твери действуют филиалы четырёх московских вузов — Тверской филиал Московского гуманитарно-экономического института, Тверской филиал Международного института экономики и права, Тверской филиал Московской финансово-юридической академии, Тверской филиал Московского университета МВД России, а также Тверской филиал Санкт-Петербургского государственного инженерно-экономического университета (ИНЖЭКОН).
Средние специальные образовательные учреждения в городе: Тверской колледж имени А. Н. Коняева (одно из старейших средних специальных учебных заведений в России, основан в 1877 году как ремесленная школа), Тверской политехнический колледж, Тверской машиностроительный колледж, Тверской химико-технологический колледж, Тверской кооперативный техникум, Тверское художественное училище имени Венецианова, Тверское музыкальное училище, Тверское училище — колледж культуры, Тверской медицинский колледж, Тверской торгово-экономический техникум. В городе существует также военное образовательное учреждение среднего образования — Тверское суворовское военное училище.
По данным администрации города, по состоянию на 2006 год, система школьного образования города включала 74 школы (из них 4 негосударственные), в которых получали образование более 28 тысяч обучающихся. Дошкольное образование представлено 108 детскими образовательными учреждениями (из них 94 муниципальные).
С 2003 года в Твери работает учебный центр «Академия ТимЛайн». Центр специализируется в области дополнительного профессионального образования в сфере IT-технологий, дизайнерских направлений и тренинговых программ.

Учебные заведения в Твери
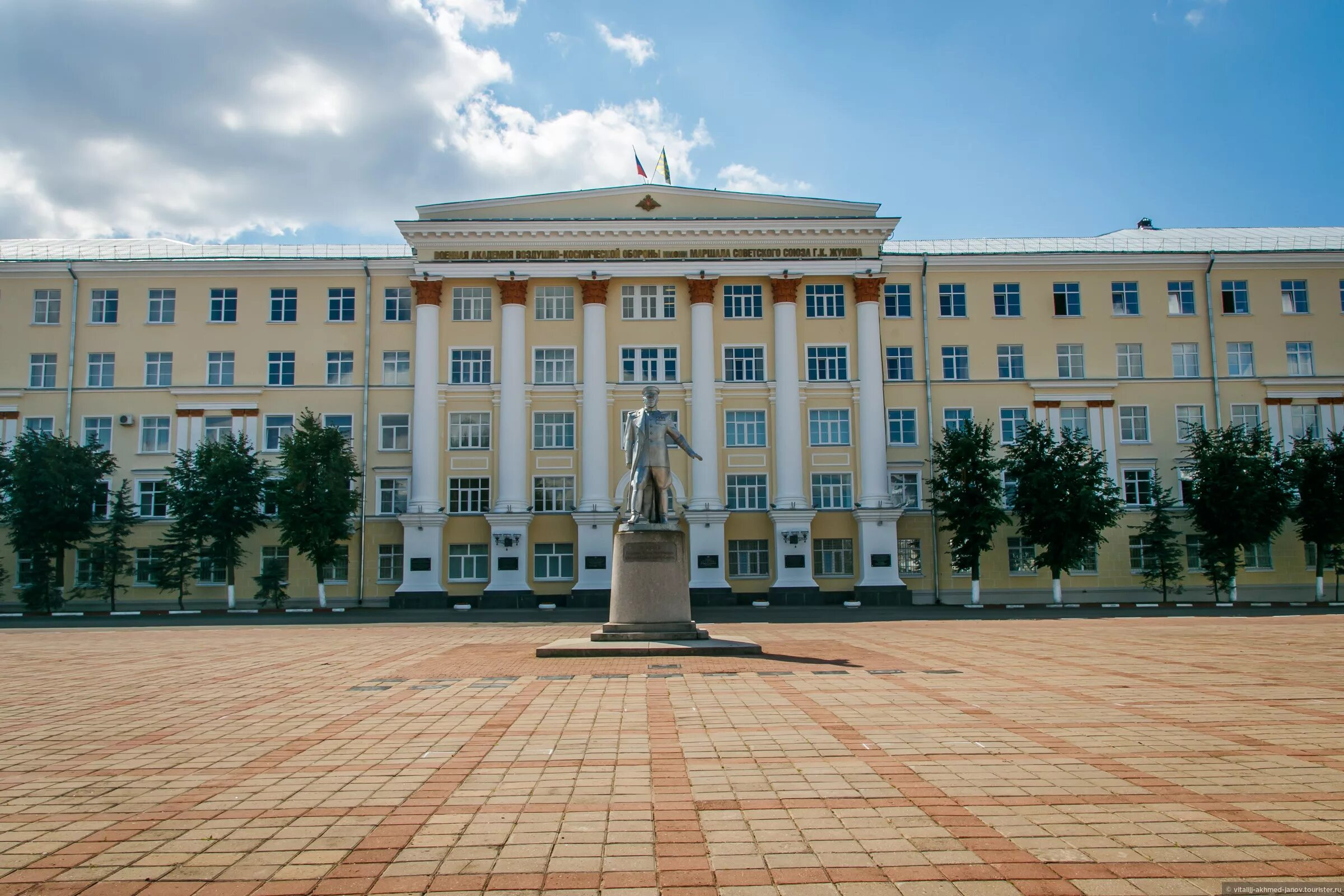
Военная академия воздушно-космической обороны имени Маршала Советского Союза Г. К. Жукова
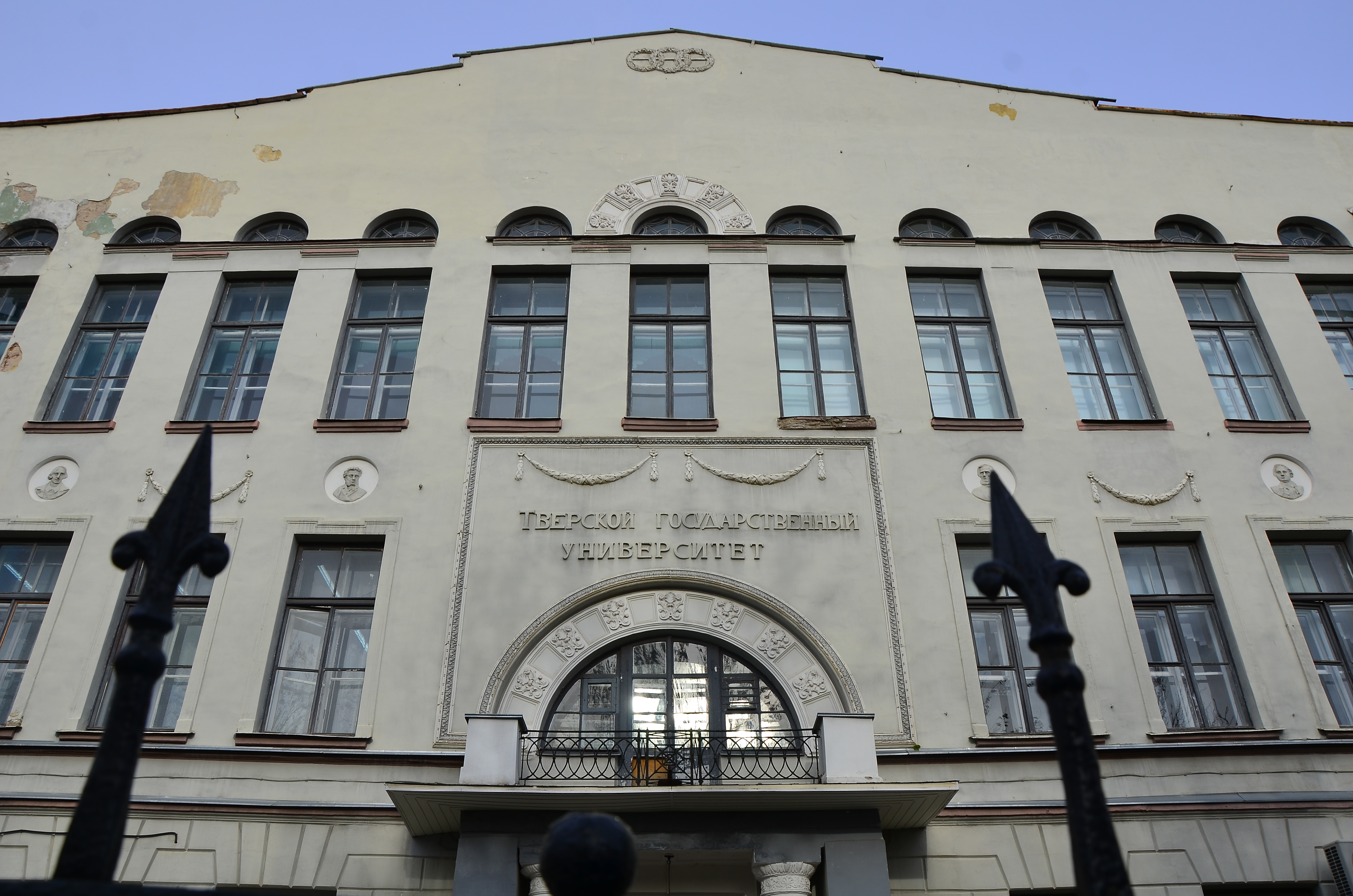
Тверской государственный университет
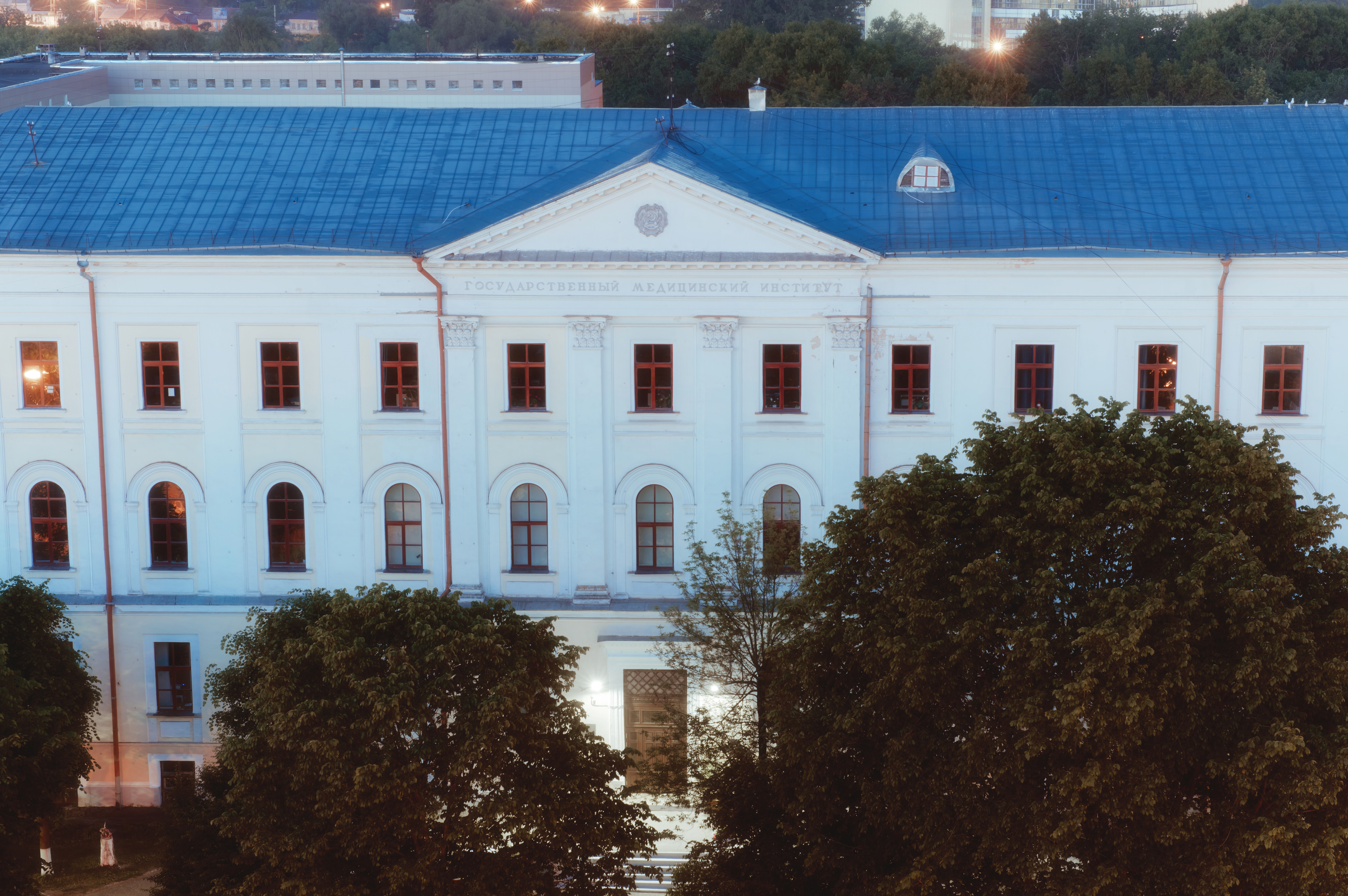
Тверской государственный медицинский университет
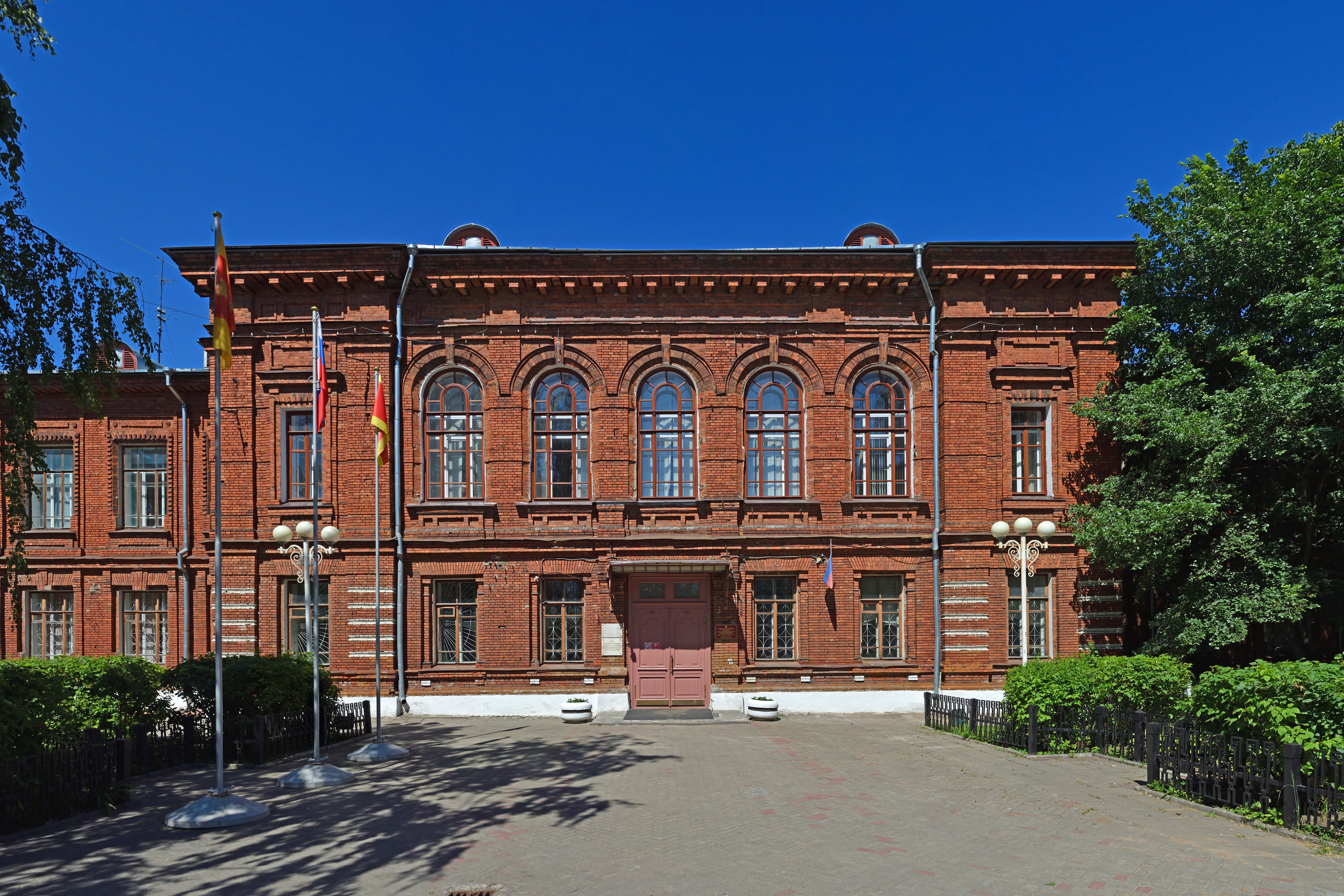
Тверская гимназия № 6

## Наука
Научную деятельность осуществляют 20 организаций, выполняющие научные исследования и разработки. Общее число занятых в научной сфере составляет 3,6 тысяч человек.

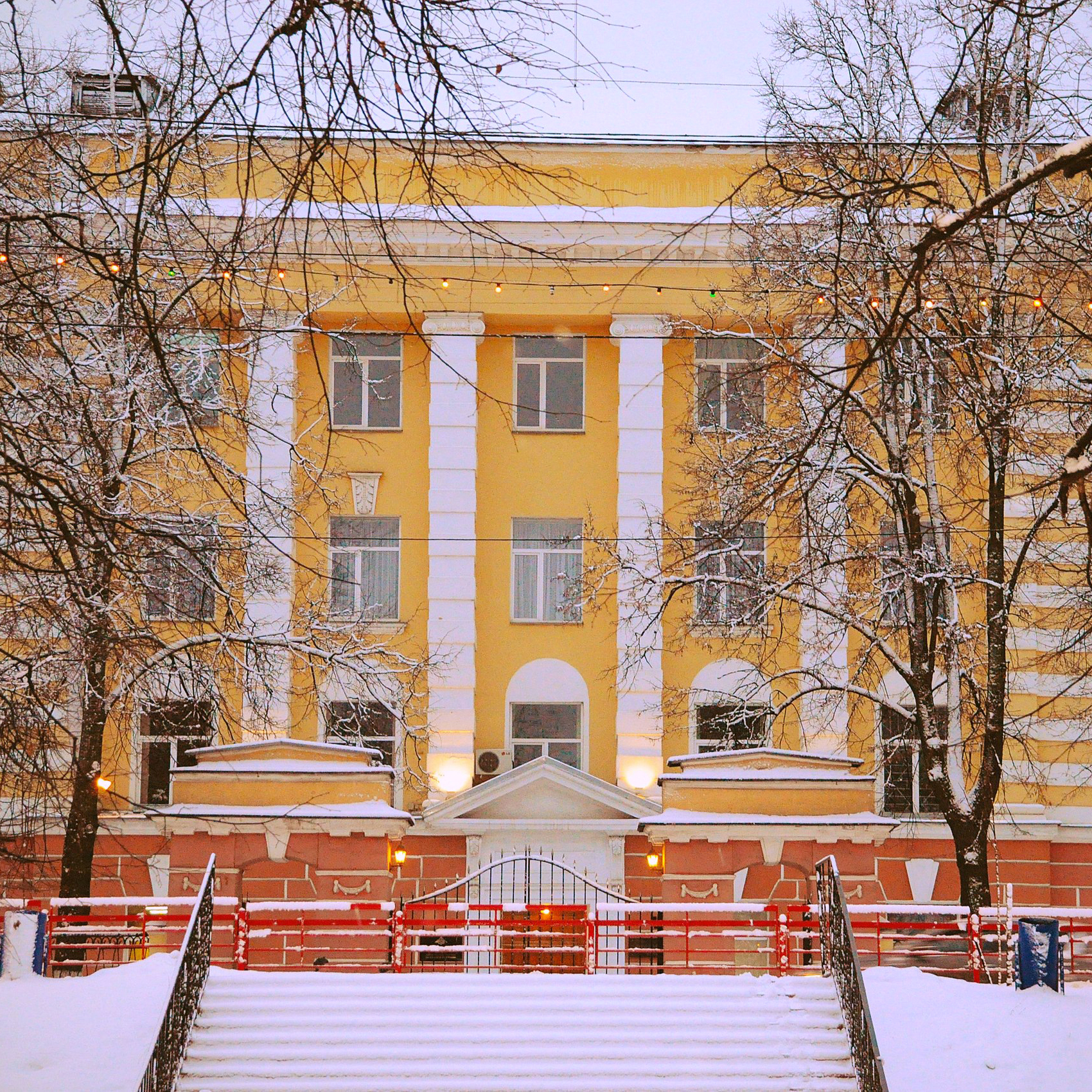
Старый корпус научно-исследовательского института ВКС. Демонтирован после пожара 21.04.2022.

Научные исследовательские, проектные и конструкторские организации Твери:

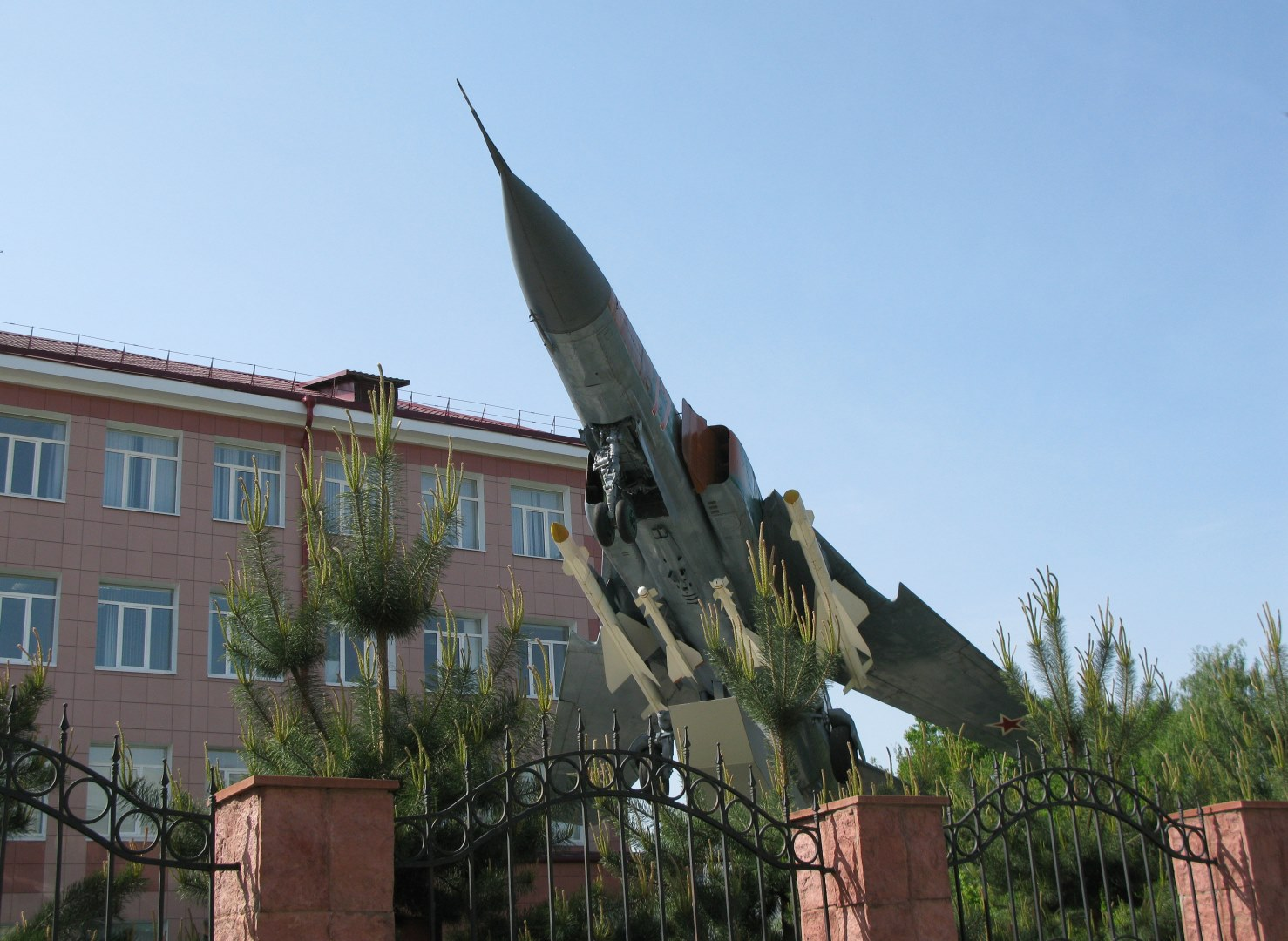
НИИИТ, монумент у входа с МиГ-23

- НИИИТ (АО Научно-исследовательский институт информационных технологий);
- НИИ ЦПС (Центрпрограммсистем);
- ВНИИСВ (Всероссийский научно-исследовательский институт синтетического волокна);
- ВНИИГИК (Всероссийский научно-исследовательский институт геофизических методов исследований, испытаний и контроля нефтегазоразведочных скважин);
- НИПКТИ (Научно-исследовательский, проектный и конструкторско-технологический институт);
- 2 ЦНИИ МО РФ (2-й центральный научно-исследовательский институт Министерства обороны Российской Федерации);
- Центральный научно-исследовательский институт Воздушно-космических сил Российской Федерации
- ЦНИИШВ (ЦНИИ по переработке штапельных волокон);
- ВНИИМЛ (Всероссийский научно-исследовательский институт механизации льноводства);
- НО «Тверской институт вагоностроения»;
- ЦКБ Транспортного машиностроения;
- СПКБ СУ (Специальное проектно-конструкторское бюро средств управления);
- НПЦ «Нефтегазгеофизика»;
- ЦКБ «Спецавтоматика»;
- ПИ «Тверьгражданпроект»;
- НИИИТ Федеральной службы исполнения наказаний Министерства юстиции;
- НИУ ЦИСС (Центр информационных систем и связи);
- НПП Эргоцентр.

## Культура
Тверь является крупным культурным центром; по данным администрации города (по состоянию на 2006 год), в городе работает 3 профессиональных театра, академическая филармония, 5 музеев, 24 дома и дворца культуры, 4 кинотеатра. Действуют региональные отделения творческих союзов: Союза писателей, Союза художников, Союза фотохудожников, Союза кинематографистов, Союза архитекторов, Союза журналистов, Союза театральных деятелей, Союза композиторов, Союза геральдистов.

### Архитектура
До середины XVIII века Тверь имела радиальную планировку с узкими улицами, расходившимися от Тверского кремля и застроенными в основном деревянными домами. Центральную часть города опоясывал земляной вал, на котором возвышались бревенчатые стены с боевыми башнями. В кремле было трое ворот: Владимирские (выходившие на северо-восток), Тьмацкие (расположенные со стороны реки Тьмаки) и Волжские (на северо-западе). За пределами кремля располагались Загородский посад, Затьмацкий посад, Заволжский посад, Затверецкий посад. В 1763 году сильнейший пожар уничтожил центральную часть города, а десятью годами позже выгорела уже Заволжская сторона. Таким образом, архитектура древней Твери утрачена. Исключение составляет крохотная приходская церковь XVI века, «Белая Троица», искажённая пристройками XIX века. Последний из памятников XVII века, шестистолпный Спасо-Преображенский собор, был снесён в 1935 году.

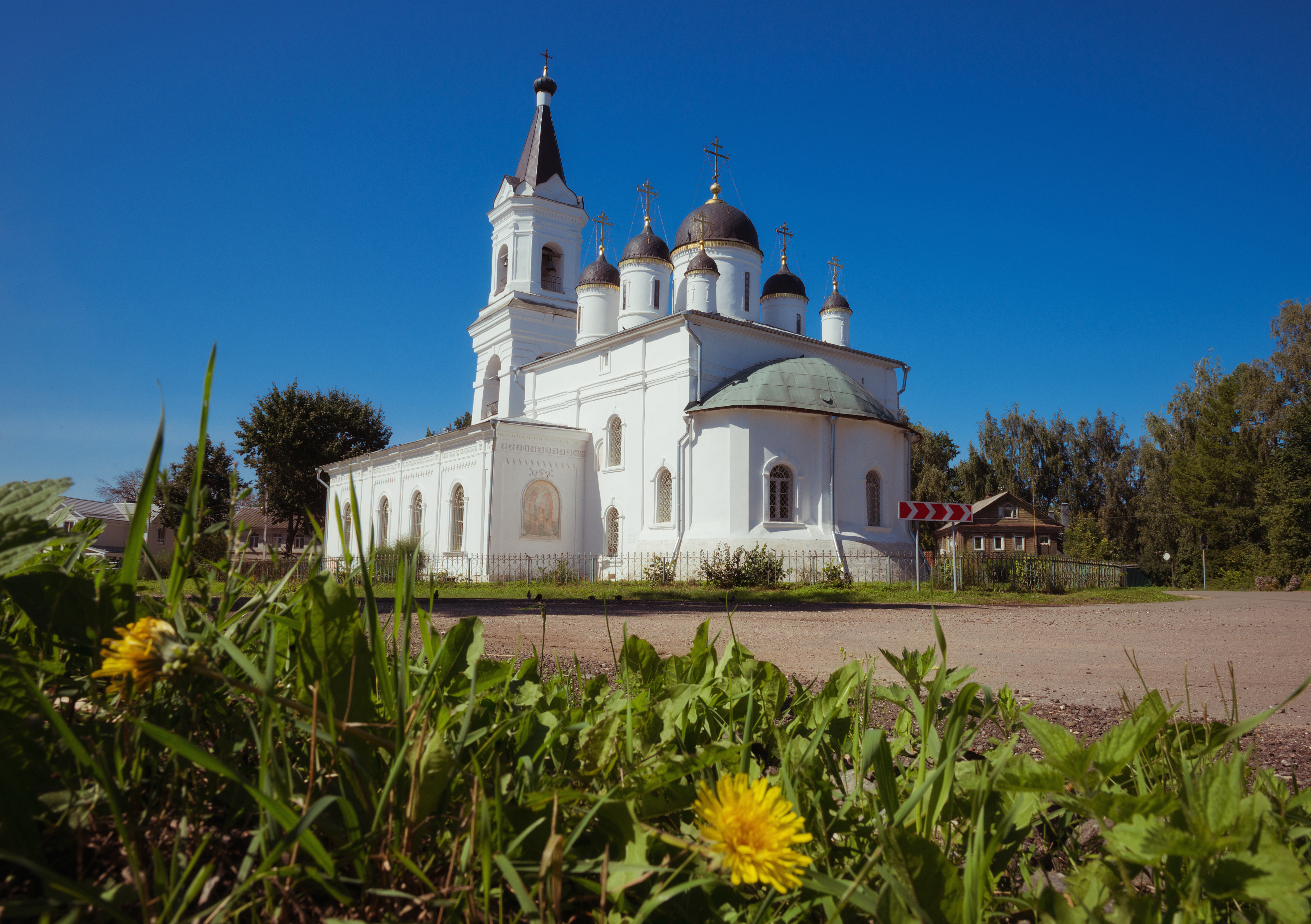
Собор «Белая Троица» на улице Троицкая. Считается самым древним из сохранившихся зданий города.

После пожара 1763 года город застраивался в камне по регулярному плану, составленному в 1763—1766 годах архитекторами П. Р. Никитиным, М. Ф. Казаковым, А. В. Квасовым и др. В основе плана — трёхлучевая композиция (лучи расходятся от Полукруглой площади (ныне Советская площадь) к середине и к углам древнего земляного кремля, так называемый «Версальский трезубец») с 4 площадями на длинной центральной магистрали (ныне Советская) и главной, 8-угольной в плане, площадью (ныне Площадь Ленина). Эта трёхлучевая планировка была совмещена с уже сложившейся прямолинейной.
В период екатеринской градостроительной реформы Тверь получила классицистическую застройку набережной Волги двухэтажными жилыми домами, образующими единую фасаду, разделенную переулками на три участка. Большинство зданий единой фасады сохранили первоначальный облик, несколько домов в XIX веке перестроены. Среди наиболее интересных зданий Твери в стиле классицизма — бывший магистрат (1770—1780) и Дворянский дом (1766—1770). В стиле классицизма с элементами барокко построены Путевой дворец Екатерины II (1763—1767, архитектор — М. Ф. Казаков, достроен в 1809—1812 архитектором К. И. Росси), бывшее Дворянское собрание (1841, арх. — Львов) с колонным залом, мужская гимназия (1844, арх. — К. Б. Гельденрейх).

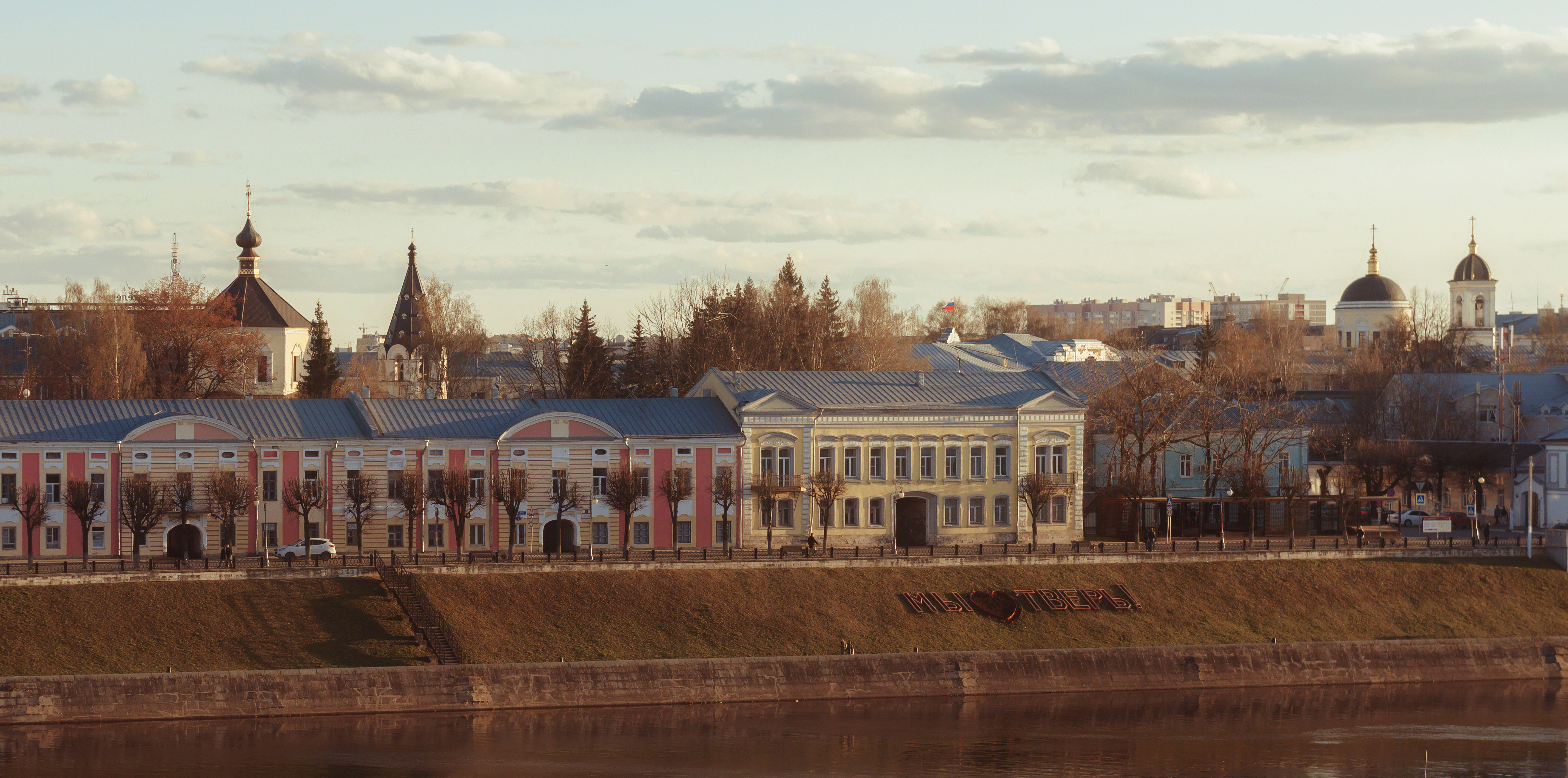
Фрагмент единой фасады на набережной Степана Разина (дома с № 6 по № 8). Вид с крыши речного вокзала.

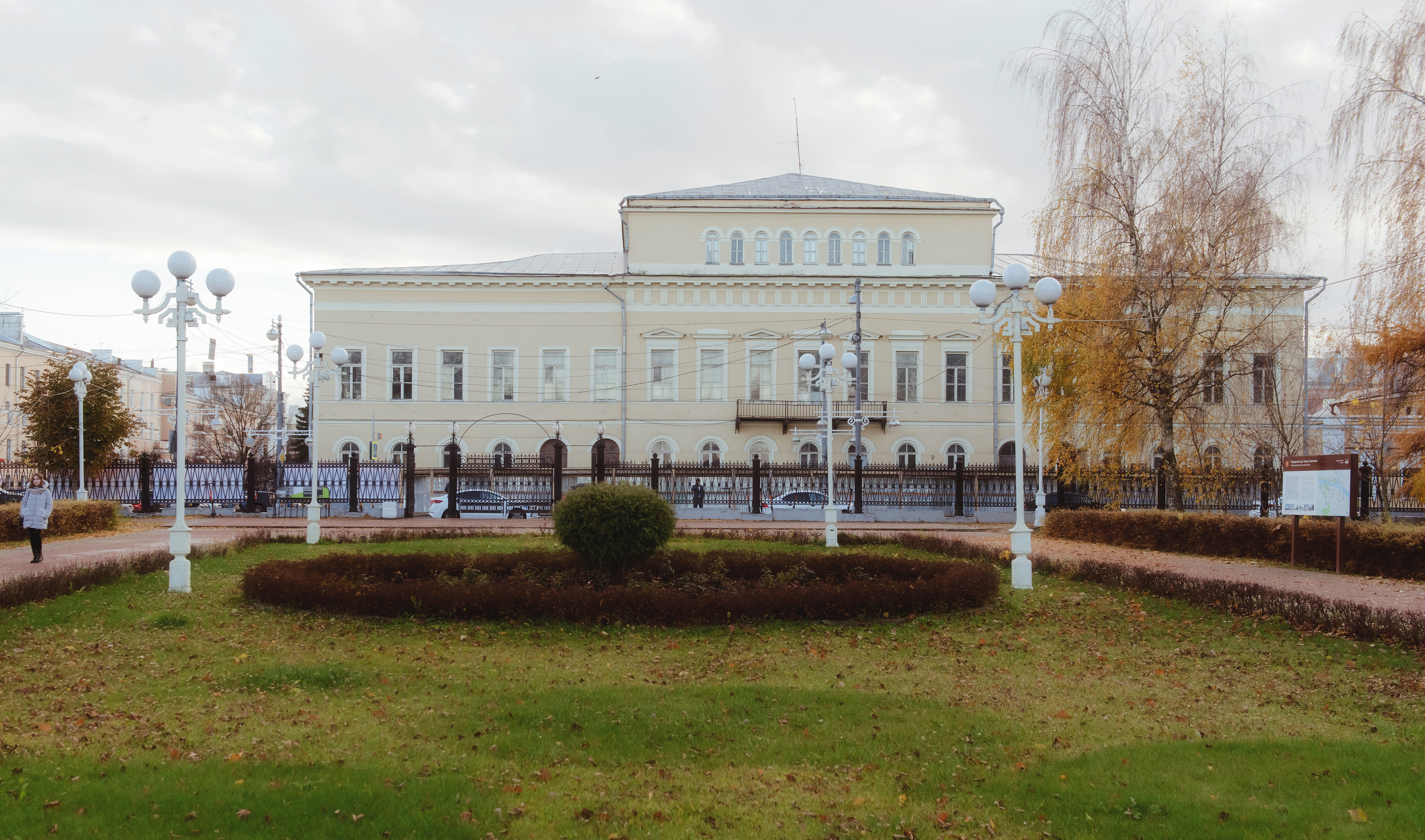
Законсервированное здание Дворянского собрания, известное также как Дом офицеров на Советской в Твери. Вид из городского сада.

Почти все тверские храмы представляют собой вариации на тему «восьмерик на четверике». Большей частью это грузные восьмерики со скупым фасадным декором, первоначально с шатровыми колокольнями (многие в советское время были разрушены). Этот тип восходит, вероятно, к Успенскому собору Отроча монастыря (1722); его дальнейшее развитие представляет пластичная Екатерининская церковь на Волге (1774—1781). В эпоху зрелого классицизма в Твери возводятся крупные по размерам бесстолпные храмы с несколькими фронтонами; из их числа сохранились Вознесенский собор (1833, архитектор — И. Ф. Львов) и собор Христорождественского монастыря (1810-е года).
В XIX — начале XX века Тверь застраивалась преимущественно деревянными и каменными 1—2-этажными домами. В этот же период был построен «Морозовский городок» — комплекс застройки в псевдоготическом стиле высотой в 4—5 этажей. Наиболее характерно из них здание казармы «Париж», построенное в 1910—1913 годах по проекту архитектора В. К. Терского. Характерными представителями этого же стиля являются «Казармы Берга», выстроенные в 1901—1905 годах по проекту архитектора К. К. Шмидта.

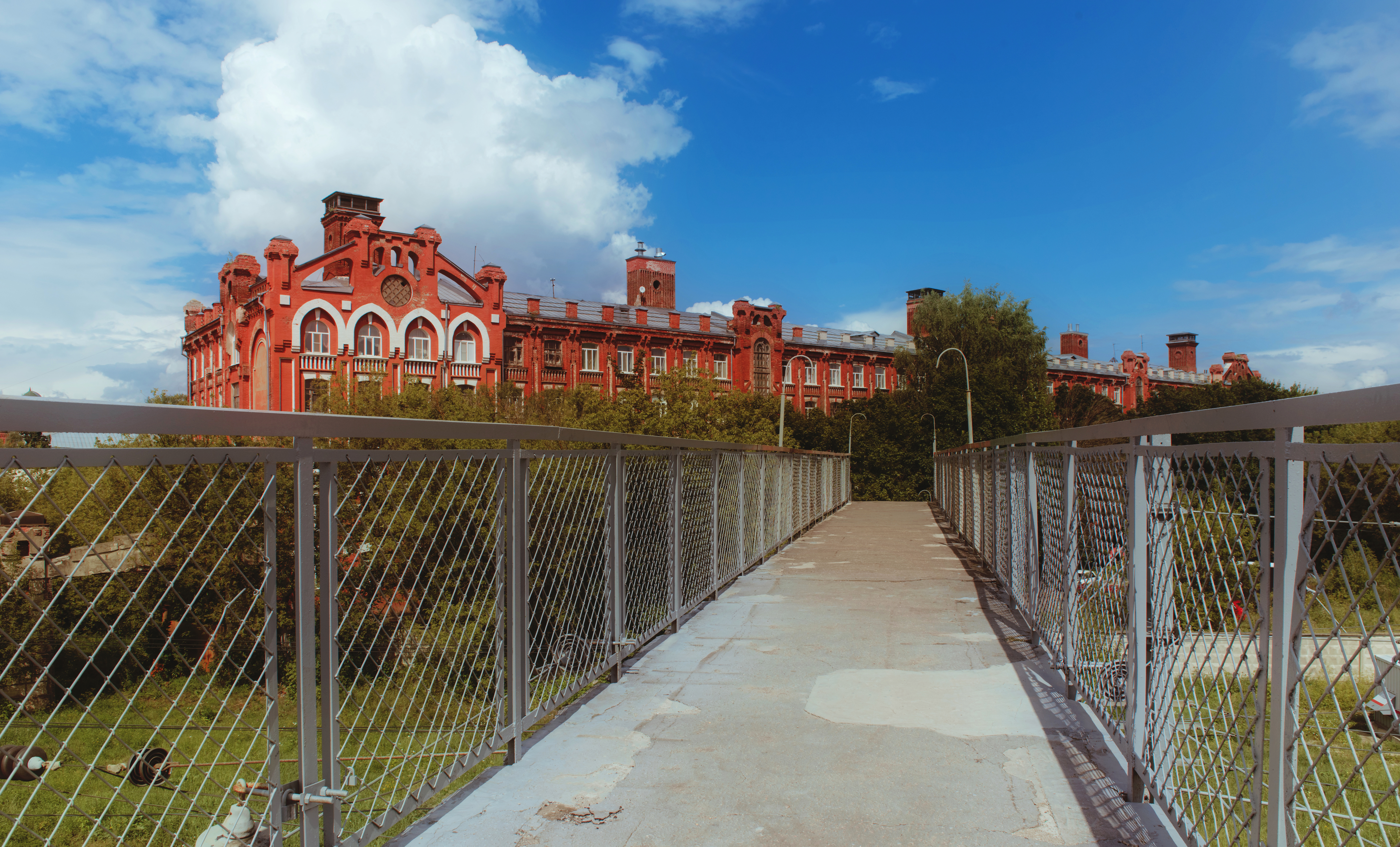
Пешеходный переход над полотном Октябрьской железной дороги в Пролетарском районе. На заднем плане видна казарма «Париж» Морозовского городка.

Архитектура модерна, господствовавшая в этот период в Петербурге, не получившая широкого распространения в Твери. Тем не менее, эпоха модерна оставила после себя несколько замечательных сооружений: Романовская школа (1913, арх. П. Ф. Богомолов и Н. Н. Покровский), Карповское училище (1903, арх. А. П. Фёдоров), Старый мост (1900, инж. В.Точинский) и др.
В 1930-е годы заметное влияние на облик Твери оказывает конструктивизм (кинотеатр «Звезда», 1937, арх. — В. П. Калмыков, Дворец пионеров и школьников, арх. — И. И. Леонидов, 1939, Дворец культуры «Металлист», 1930, позднее перестроен), первые признаки которого проявились в архитектуре здания «10 лет Октября» (1927, арх. В. Н. Голубов).
В скором времени конструктивизм сменяется ранним сталинским неоклассицизмом (речной вокзал, 1938, арх. П. Райский и Е. Н. Гаврилова, дом ворошиловских стрелков, 1935, арх. В. Анфёров и др.). Своего расцвета стиль достигает после войны, в эпоху триумфального неоклассицизма. Помимо отдельных помпезных зданий (драматический театр, 1951, «дом с Оптикой», 1950, арх. Т. А. Кордюкова) город получает целые ансамбли площадей Мира (1958, арх. Т. А. Кордюкова), Новопромышленной площади (1958, арх. Д. Н. Мелчаков), Московской заставы (1953) и др. Одним из последних зданий в данном стиле стал дворец культуры имени Трусова, построенный в 1960 году. Борьба с архитектурными излишествами завершила эпоху советского монументального классицизма. Дальнейшая застройка города велась в основном по типовым проектам методами индустриального домостроения.
Современный город сохранил исторически сложившуюся планировку, построены новые общественные здания, на окраинах — жилые районы типовой застройки. Встречаются единичные памятники других стилей, как, например, русско-византийского (железнодорожный вокзал, 1848, архитектор — Р. А. Желязевич), неорусского (Часовня Иоанна Кронштадтского, 1913, арх. П. Ф. Богомолов).

Архитектурные памятники Твери
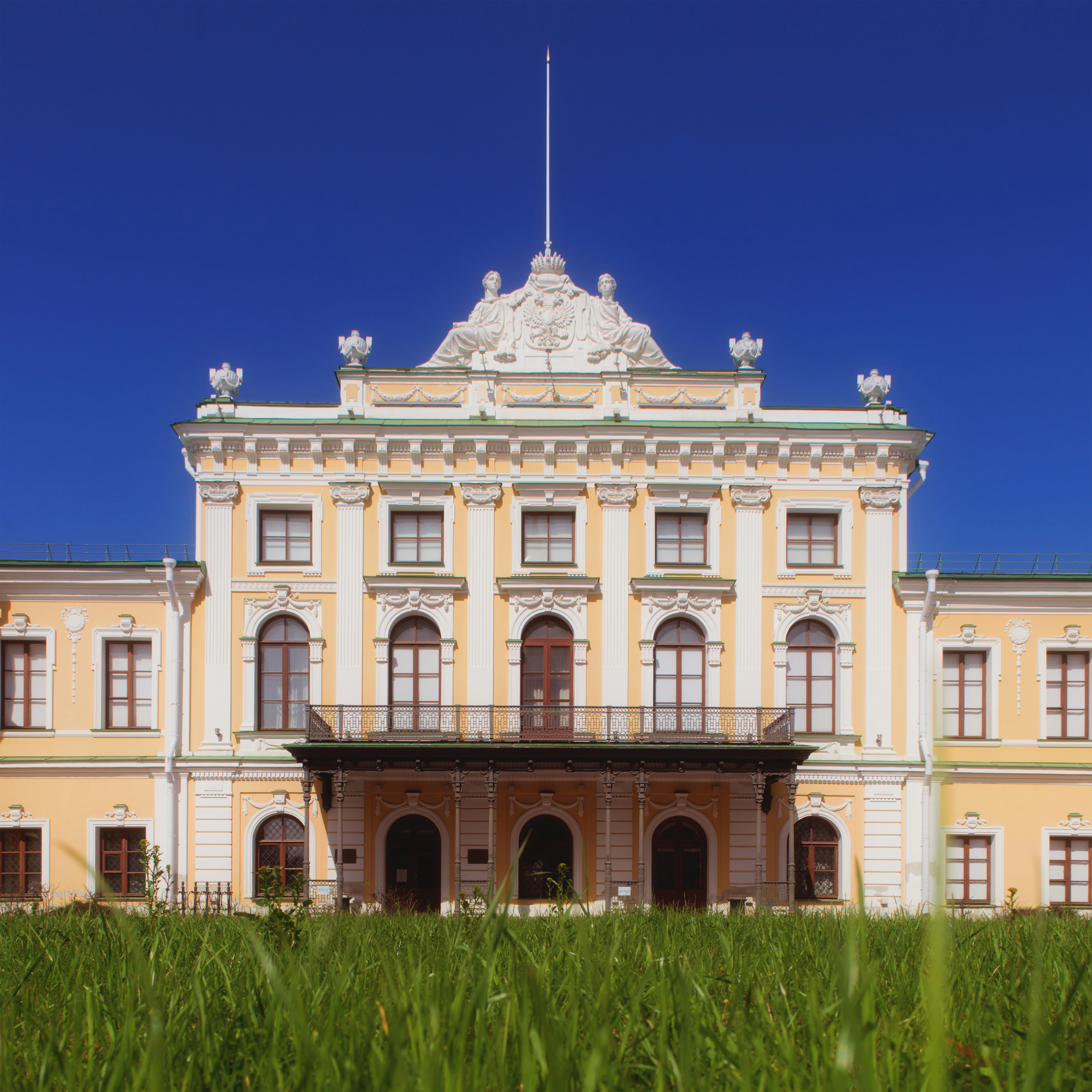
Императорский Путевой дворец. Фасад со стороны Соборной площади. В настоящее время здание занимает областная картинная галерея.
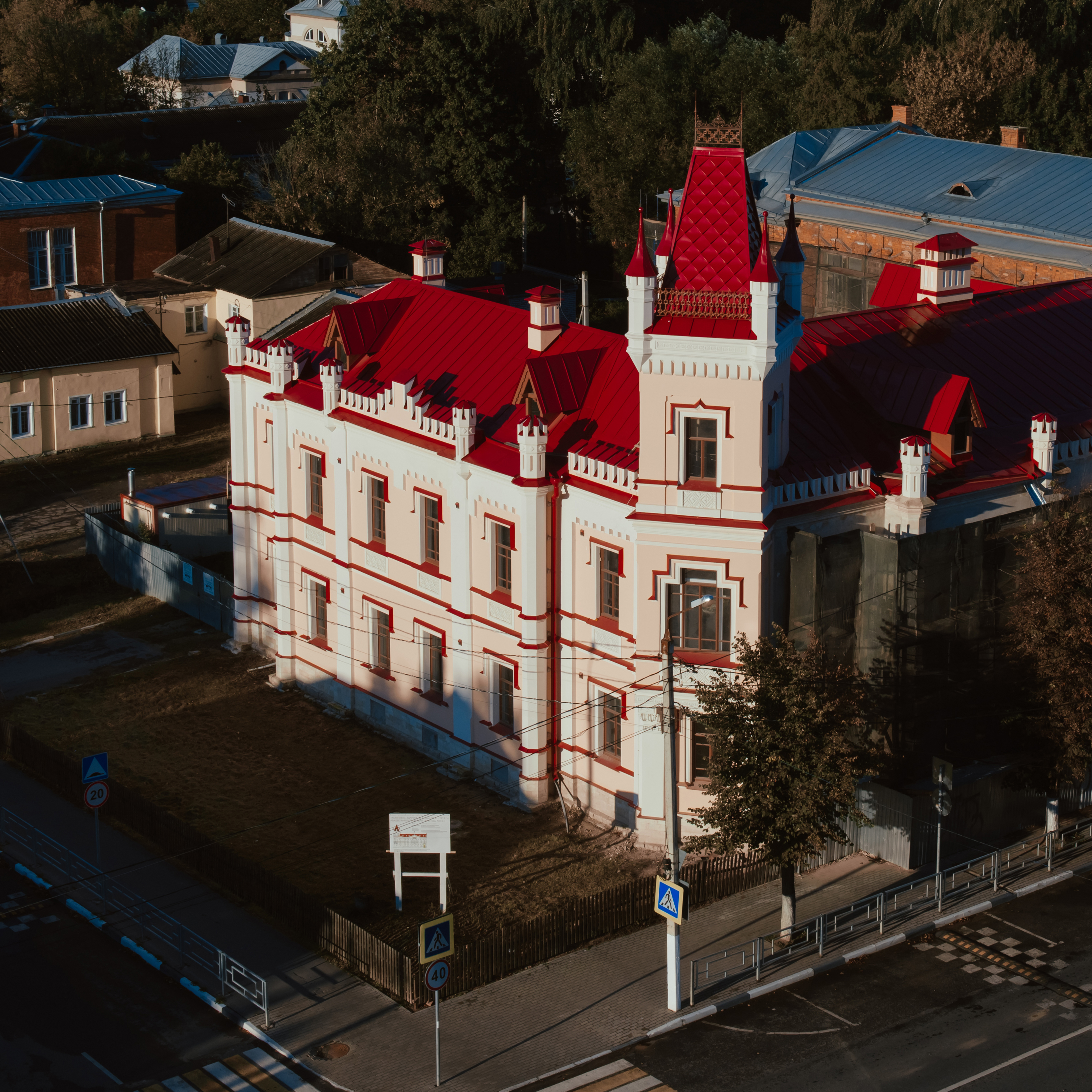
Реставрация здания Аваевской богадельни. Вид со стороны улицы Крылова.
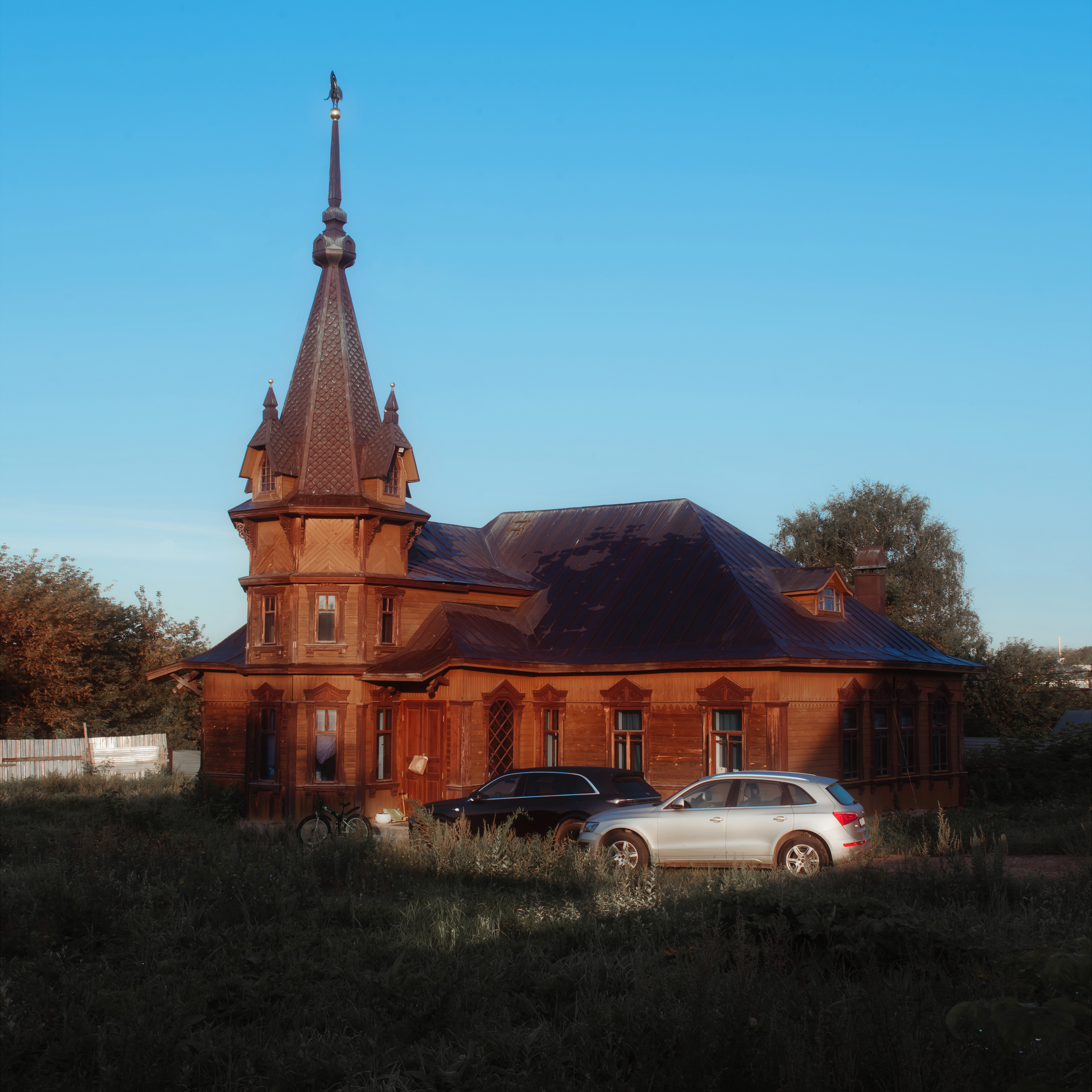
Дом Мартина Слотинского на улице Кропоткина. Объект культурного наследия регионального значения. Находится в частной собственности.
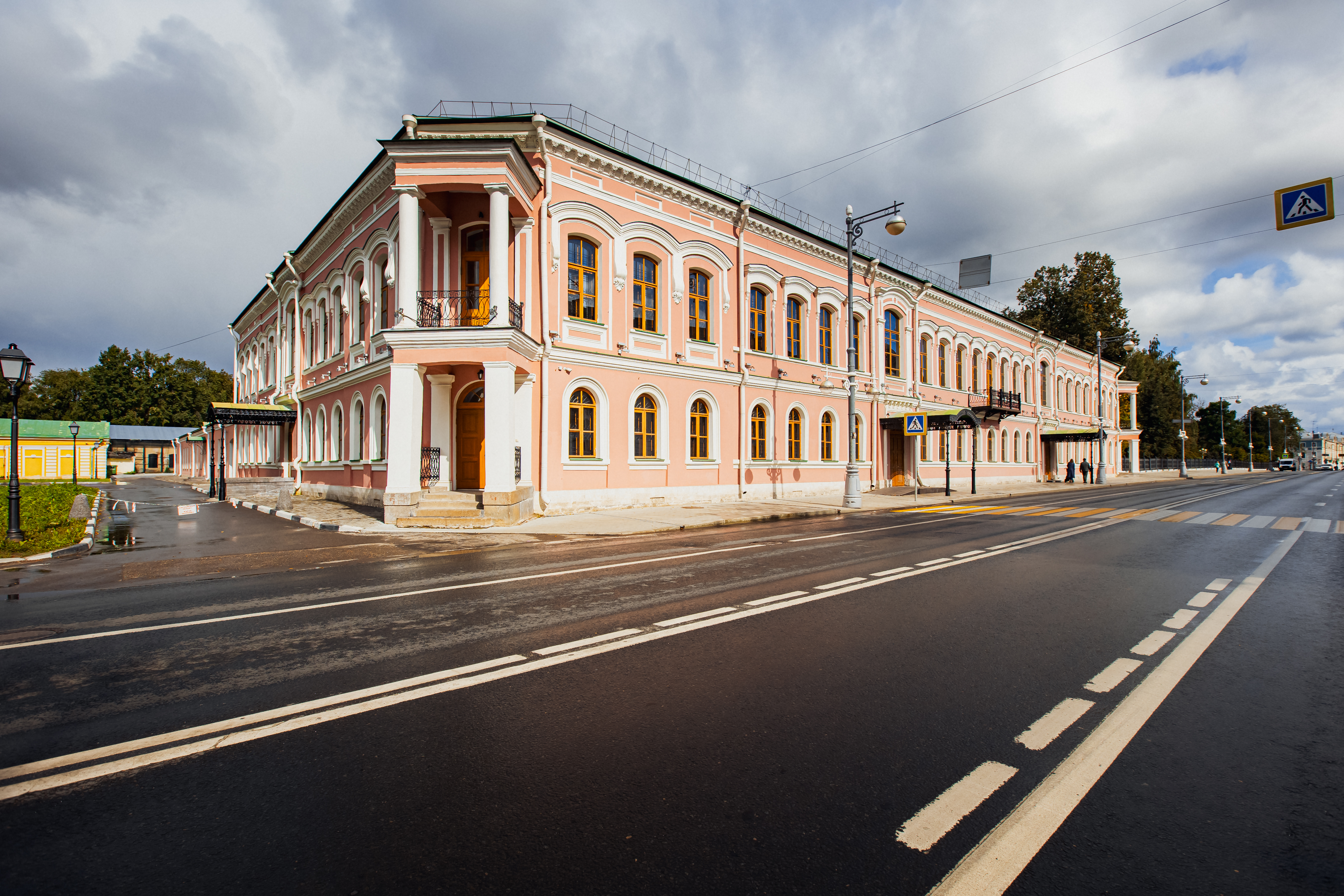
Тверской государственный объединённый музей
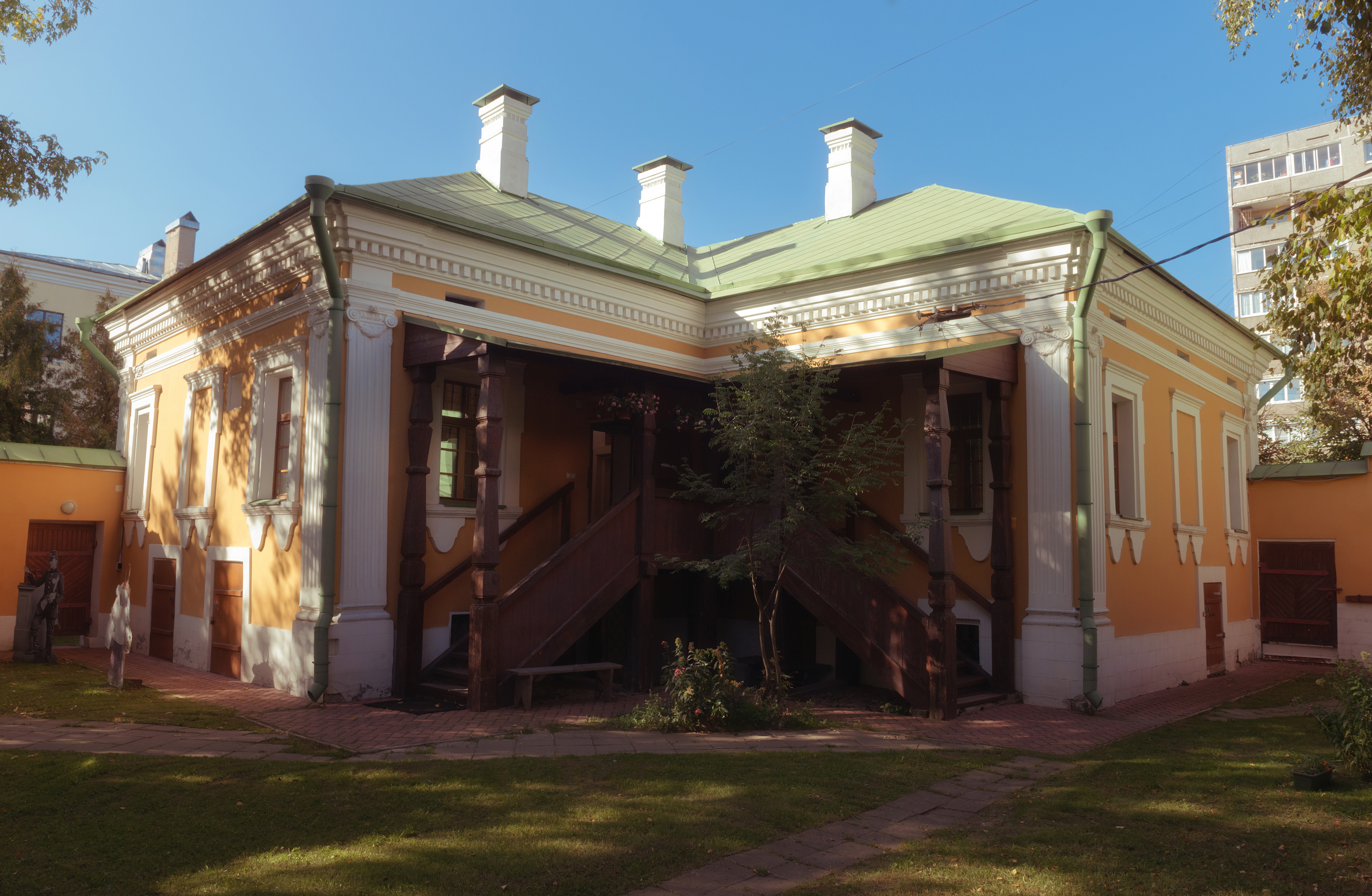
Городская усадьба купцов Арефьевых на улице Горького. Вид со двора. В настоящее время в здании размещён Музей тверского быта.

### Памятники
В городе расположены несколько мемориалов и обелисков, а также многочисленные памятники, большая часть из которых сосредоточена в центральной части города:
- Головинская колонна — памятник, сооружённый в конце XIX века в память о главе города А. Ф. Головинском, организовавшем строительство Головинского вала, защищавшего Затьмачье от наводнений, неоднократно изменявший своё местонахождение, в настоящее время находится на берегу Тьмаки рядом с Покровской церковью;
- Памятник Афанасию Никитину, тверскому купцу и путешественнику, скульпторов С. М. Орлова и А. П. Завалова, архитектора Г. А. Захарова в виде фигуры путешественника на круглом постаменте с носом ладьи, установлен в 1955 году, находится на левом берегу Волги (в заволжской части города) на набережной Афанасия Никитина, рядом с Церковью трёх исповедников;

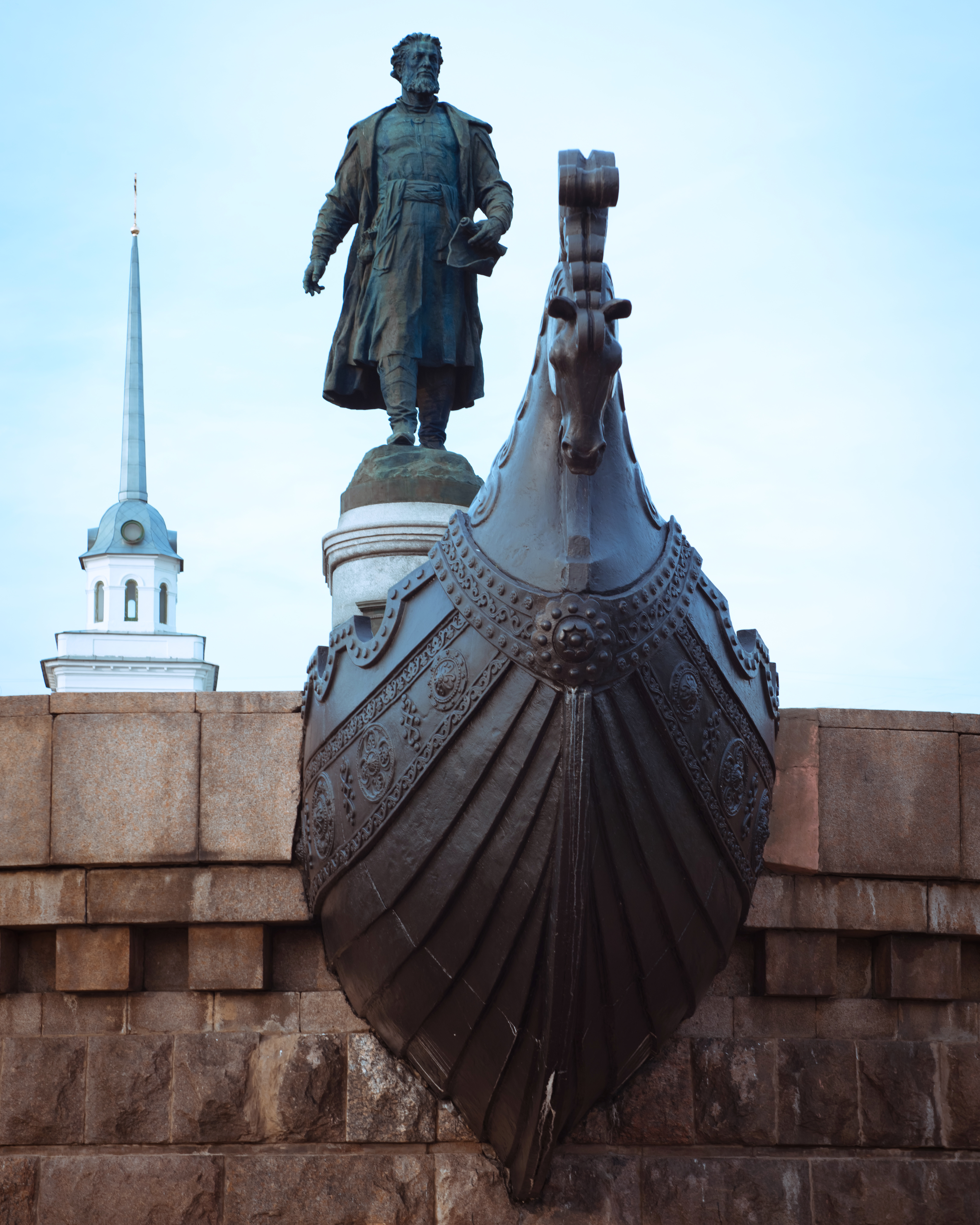
Памятник Афанасию Никитину на одноимённой набережной. Слева видна колокольня Воскресенской церкви.

- Памятники А. С. Пушкину:Памятник А. С. Пушкину в Городском саду, известный как «Белые ночи» на набережной Михаила Ярославича.

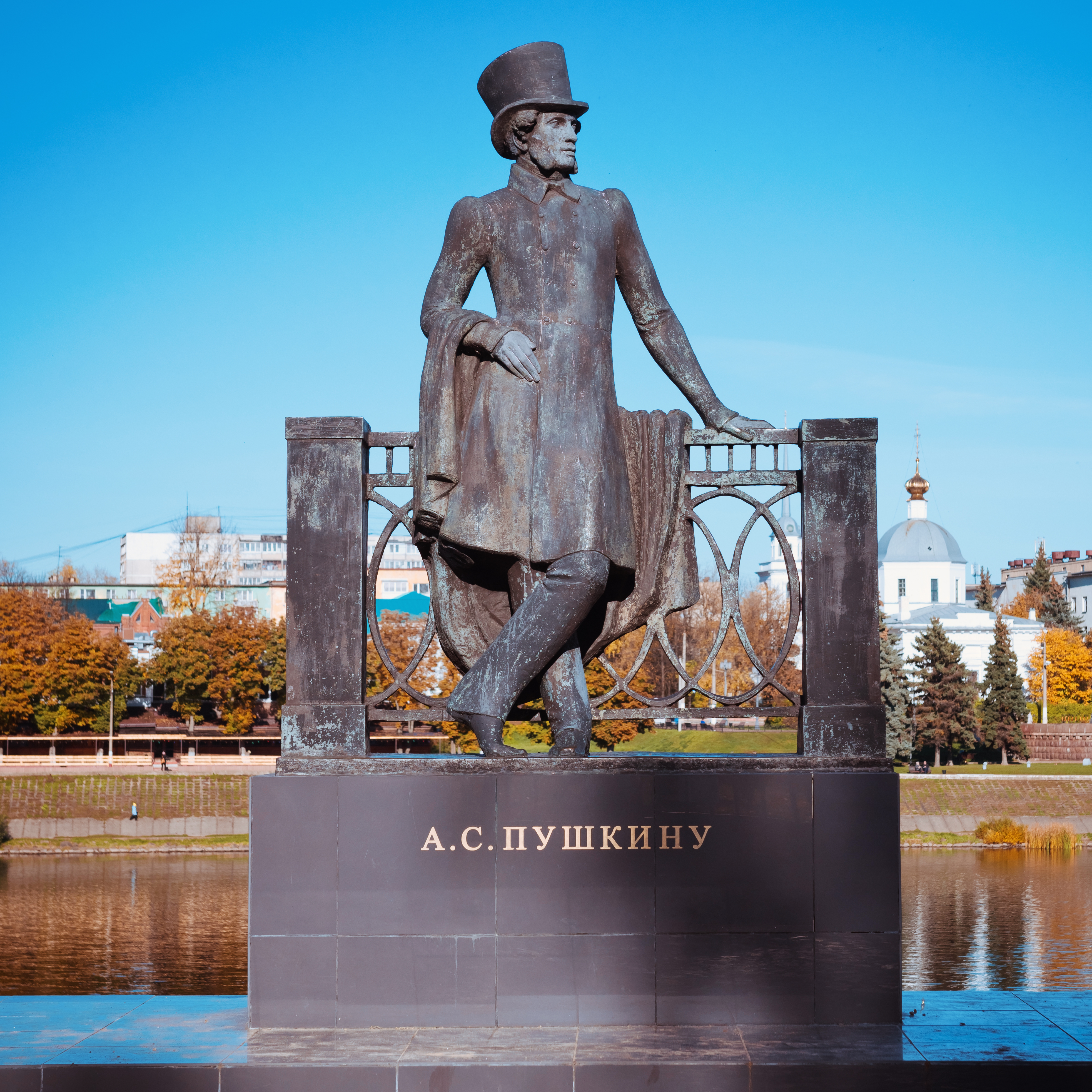
Памятник А. С. Пушкину в Городском саду, известный как «Белые ночи» на набережной Михаила Ярославича.

  - бюст поэта скульптора Е. Ф. Белашовой и архитектора Е. А. Розенблюма, установлен на Театральном проезде (перед зданиями академического театра и филармонии) в 1972 году;
  - памятник скульптора О. К. Комова, архитекторов Н. И. Комовой и В. А. Фролова в виде фигуры поэта на пьедестале с решёткой и плащом, открыт в 1974 году в Городском саду на правом берегу Волги;
- Памятник баснописцу И. А. Крылову скульпторов С. Д. Шапошникова и Д. В. Горлова и архитектора Н. В. Донских с горельефами на тему сюжетов басен Крылова на улице Крылова в сквере за Тьмакой недалеко от Обелиска Победы, открыт в 1959 году;
- Памятники М. И. Калинину:
  - памятник скульптора С. Н. Попова, открыт в 1955 году на площади Революции рядом с Путевым дворцом, на месте разрушенного Спасо-Преображенского собора, в 2014 году перенесён на проспект Калинина[186];
  - бронзовый памятник со скамейкой работы скульптора Г. Д. Гликмана на перроне железнодорожной станции Тверь, открыт в 1956 году;
  - гранитный бюст скульптора Н. С. Кочукова, архитектора А. Л. Богомольца на территории Тверского вагоностроительного завода, открыт в 1975 году;
  - памятник во внутреннем дворе Дворца творчества для детей и молодёжи;
- Памятник Карлу Марксу в виде бетонного бюста на Советской улице у входа в городской сад, установлен в 1919 году, в 1991 году разрушен вандалами, восстановлен и помещён в картинной галерее, а на прежнем месте восстановлен в 1997 году в виде копии;
- Памятники В. И. Ленину:
  - памятник скульптора С. Д. Меркурова на площади Ленина в виде бронзовой фигуры на гранитном постаменте, открыт в 1926 году, разрушен во время немецкой оккупации в 1941 году, восстановлен в прежнем виде скульпторами В. П. Барковом и П. В. Кёнигом и вновь открыт в 1959 году;
  - памятник скульптора П. Л. Горяинова на территории Тверского комбината строительных материалов № 2 из искусственного камня, открыт в 1972 году;
  - памятник на проспекте Ленина в сквере рядом с одним из корпусов Тверского государственного политехнического университета;
  - памятник Ленину во дворе Пролетарки.
- Памятник Кириллу и Мефодию скульптора М. Б. Соломатина на проспекте Чайковского в сквере филологического факультета Тверского государственного университета, открыт 27 мая 2014 года;
- Памятник борцам за мировой Октябрь в виде колонны с мемориальной доской с мемориальным захоронением участников событий на Площади Революции, открыт в 1927 году;
- Памятник «Дружба народов» автора Л. Б. Кондрашова на площади Мира в створе Староволжского моста, в заволжской части города, открыт в 1957 году;
- Памятник государственному деятелю А. П. Вагжанову скульптора А. М. Сперанского и архитектора М. И. Образцова в виде бюста на территории прядильно-ткацкой фабрики, открыт в 1967 году;
- Обелиск Победы — мемориальный комплекс в честь Победы в Великой Отечественной войне в виде 48-метровой колонны, увенчанной факельной чашей. Открыт в 1970 году, находится недалеко от устья Тьмаки. Колонна увенчана факельной чашей. У обелиска Победы горит Вечный огонь, а метроном имитирует удары человеческого сердца. Несколько раз в год зажигается огонь — 9 мая, 16 декабря — в день освобождения города от захватчиков, а также в день города. Рядом с обелиском иногда выставляется почётный караул;

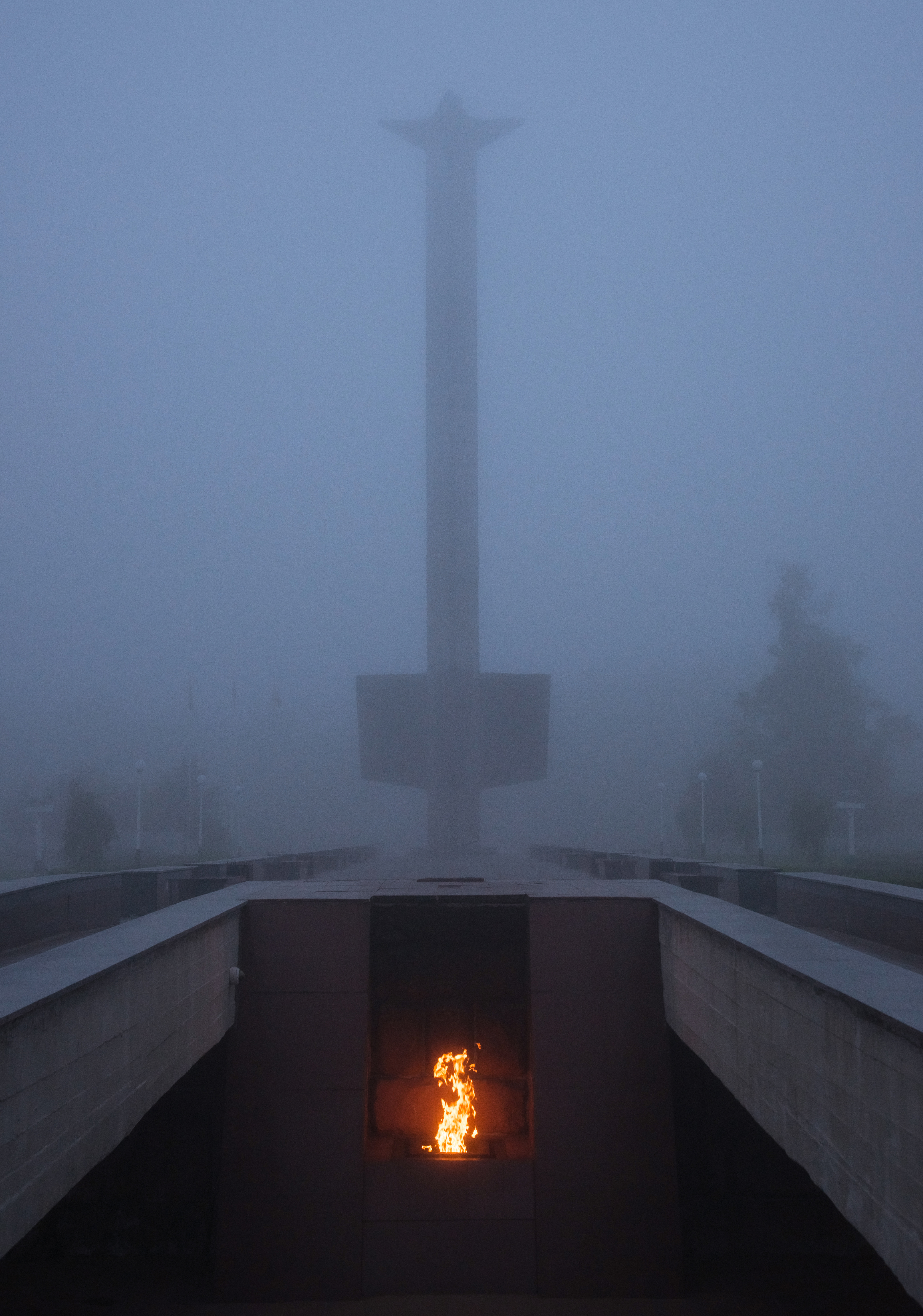
Обелиск Победы. Вид со стороны острова Памяти.

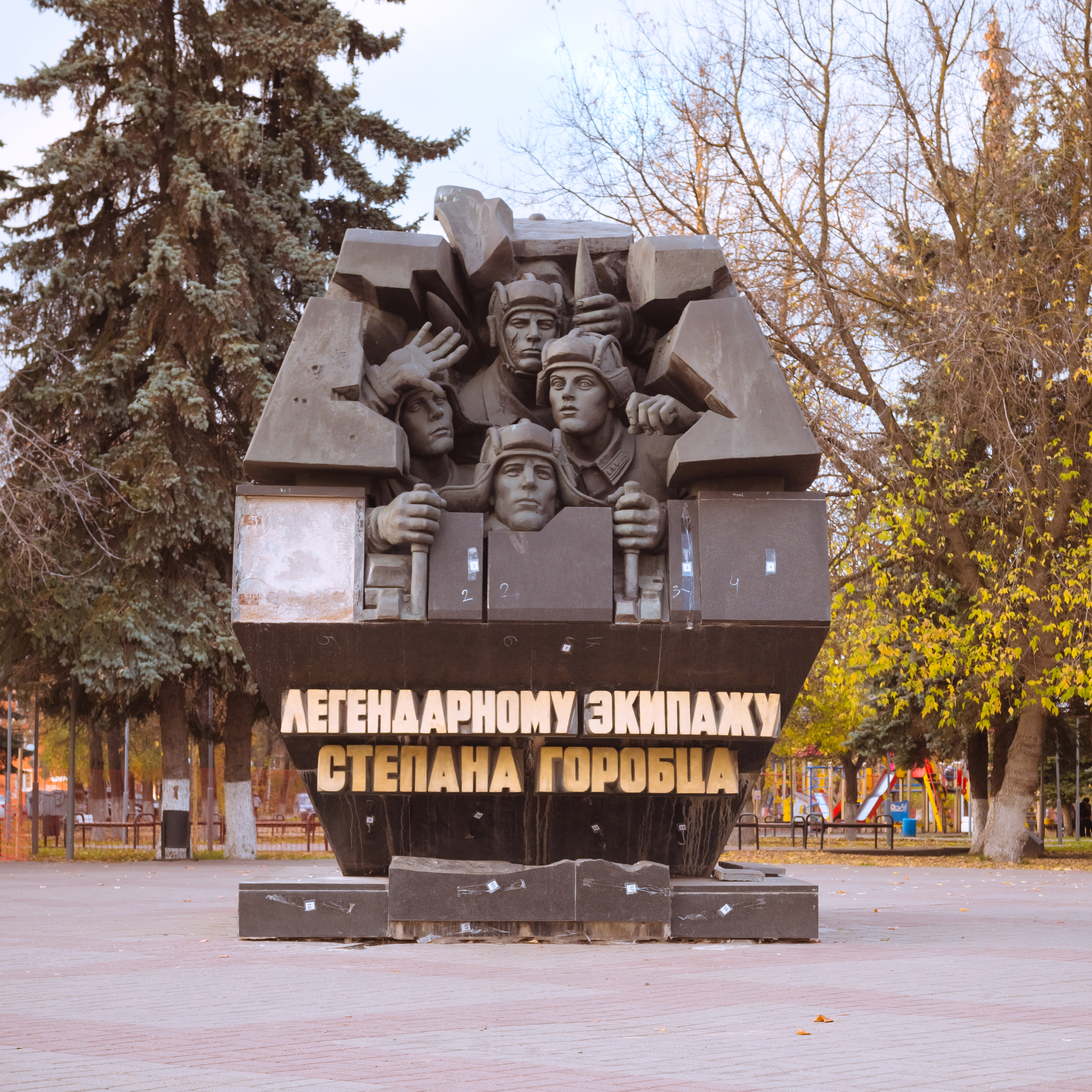
Памятник экипажу танка Степана Горобца на Комсомольской площади. В 2024 году перенесён на Аллею Славы.

- Памятник писателю и государственному деятелю М. Е. Салтыкову-Щедрину из бронзы и гранита скульптора О. К. Комова и архитектора Н. А. Ковальчука на Тверской площади, открыт в 1976 году;
- Памятник «Договор тысяч» — скульптора Е. А. Антонова и архитектора В. А. Фролова на площади 50-летия Договора тысяч, установлен в 1982 году в память о социалистическом соревновании, объявленном в Твери в 1929 году между коллективами девяти текстильных предприятий, насчитывавшими в общей сложности примерно 58 тысяч работников. Скульптурная композиция выполнена из бронзы, находится на проспекте Калинина у остановки «Пролетарка»[187]
- Памятник маршалу Советского Союза Г. К. Жукову авторов Е. А. Татишвили и В. И. Винниченко на площади Славы перед зданием Военной академией воздушно-космической обороны имени Маршала Советского Союза Г. К. Жукова, создан по инициативе Академии, открыт в 1995 году;
- Памятники тверскому князю Михаилу Ярославичу: гипсовый поклонный крест скульптора Е. Антонова, установленный в Городском саду в 1996 году и воспроизведённый в 2001 году у входа в Городской сад, а также памятник в виде конной скульптуры на Советской площади, открыт в 2008 году;
- Памятник жертвам политических репрессий скульптора Ф. А. Азаматова в сквере на Советской улице напротив стадиона «Химик» недалеко от мостов через Тьмаку, открыт в 1997 году;
- Памятник ликвидаторам аварии на Чернобыльской АЭС художника Е. Антонова в виде фигуры человека, заслонившего собой реактор, открыт в 2006 году, находится в сквере героев-чернобыльцев рядом с Московской площадью;
- Памятник воинам-интернационалистам архитектора Б. Макарова и скульптора А. Пшерацкого на острове Памяти недалеко от Обелиска Победы, открыт в 2006 году;
- Памятный знак основателям Тверского музеума на площади перед Императорским путевым дворцом, открыт в 2007 году по инициативе Тверского областного объединённого музея и Тверской областной картинной галереи;
- Бюст народного артиста СССР, певца С. Я. Лемешева в Театральном проезде.
- Памятник Михаилу Кругу, автору-исполнителю русского шансона, в виде фигуры певца, сидящего на скамейке с гитарой на бульваре Радищева, открыт в 2007 году.
- Памятник-стела «Город воинской славы» — открыт 16 декабря 2011 года в ознаменование присвоения городу Твери почётного звания Российской Федерации «Город воинской славы».
- Памятник «Пожарным и спасателям» в виде собирательного образа пожарного-спасателя и ребёнка установлен в 2019 году в исторической части города — Затверечье[188];
- Памятник Ефрему Зверькову, открыт в 2020 году на Студенческом переулке у дома № 2[189];
- Памятник Андрею Дементьеву, открыт в 2021 году на пересечении улицы, носящей имя поэта, и набережной Степана Разина[190].

Памятники деятелям искусства, жизнь и творчество которых связаны с Тверским краем
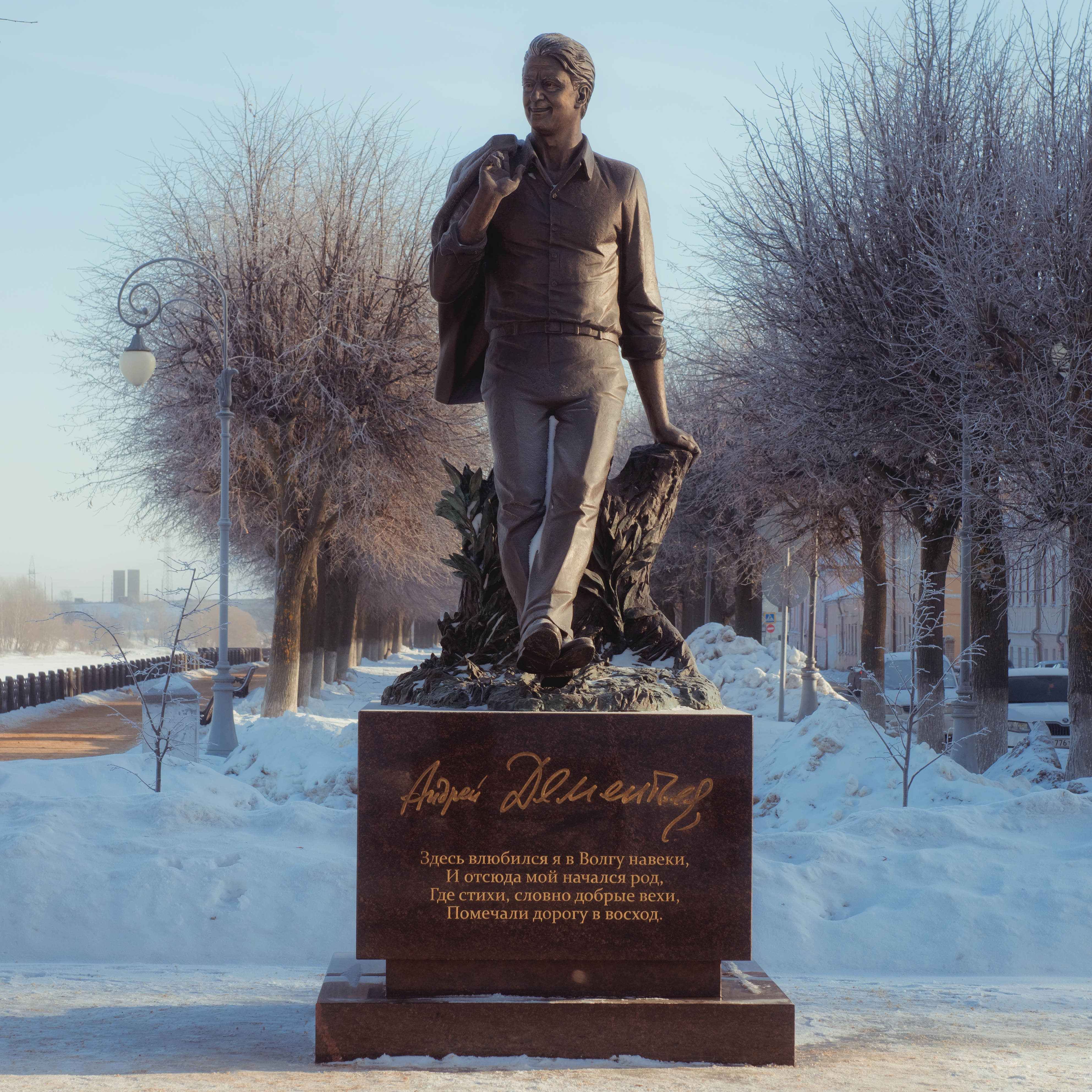
Памятник А.Д. Дементьеву на набережной Степана Разина в зимнее утро.
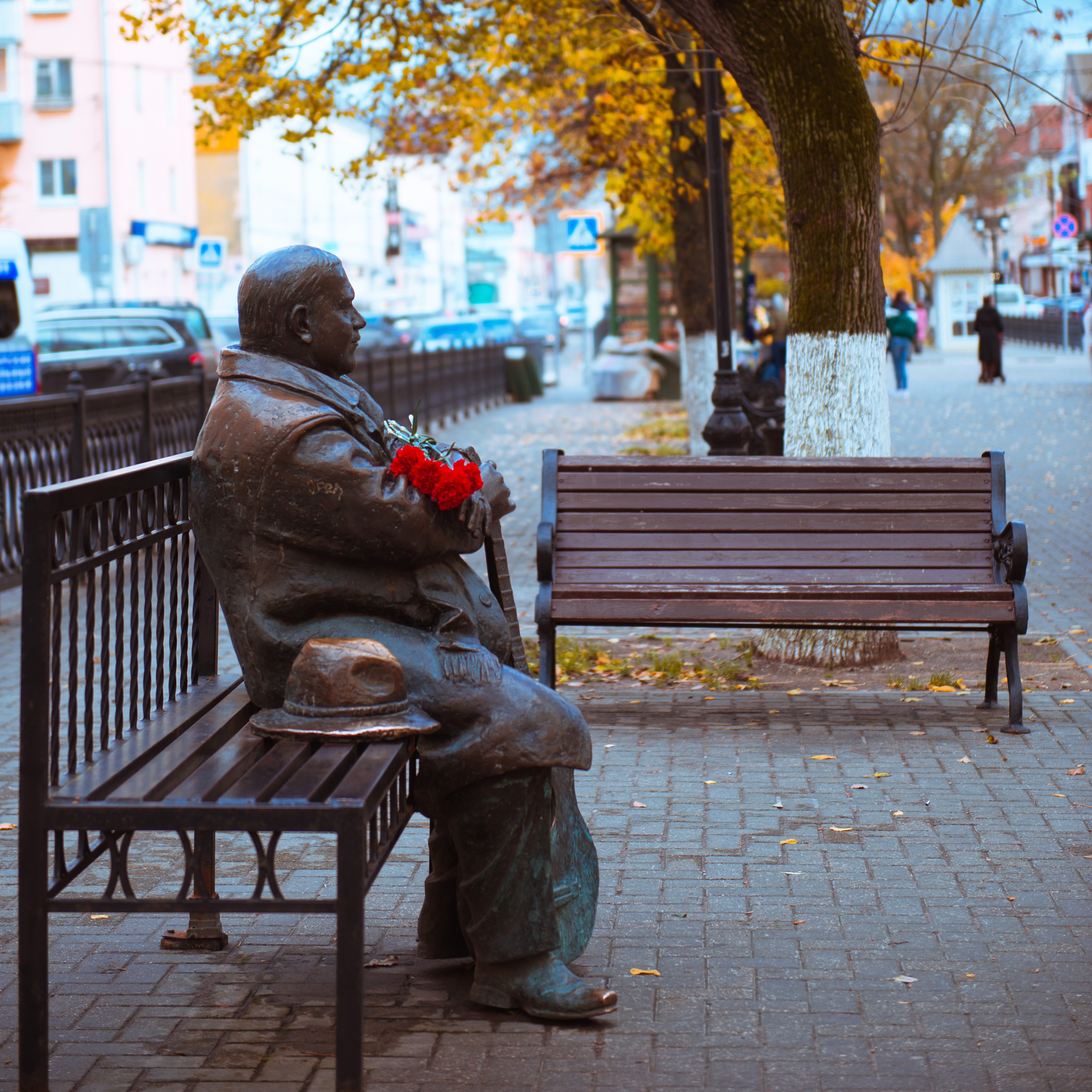
Памятник Михаилу Кругу на бульваре Радищева золотой осенью.
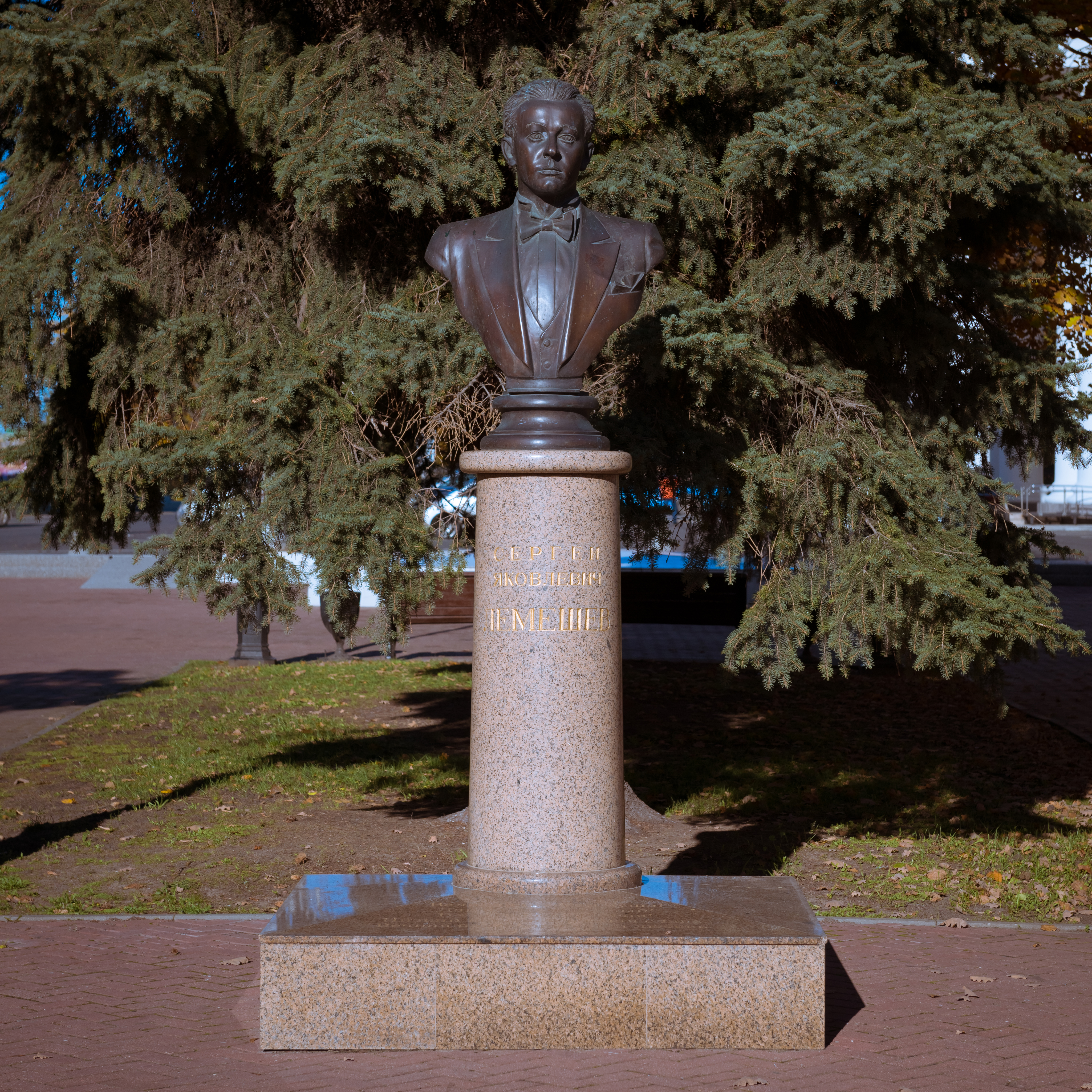
Бюст С.Я. Лемешева в Театральном проезде.
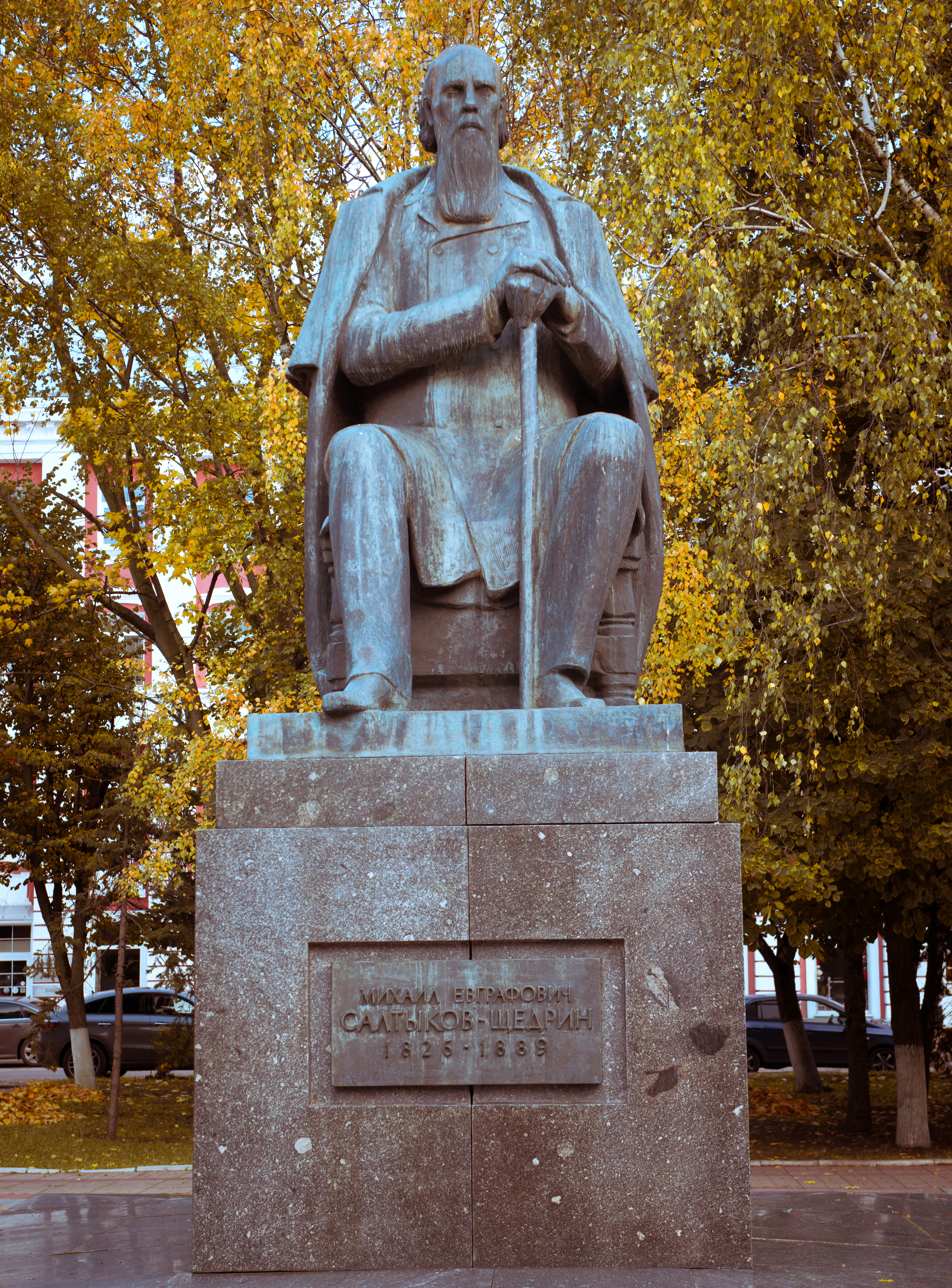
Памятник М.Е. Салтыкову-Щедрину на Тверской площади.
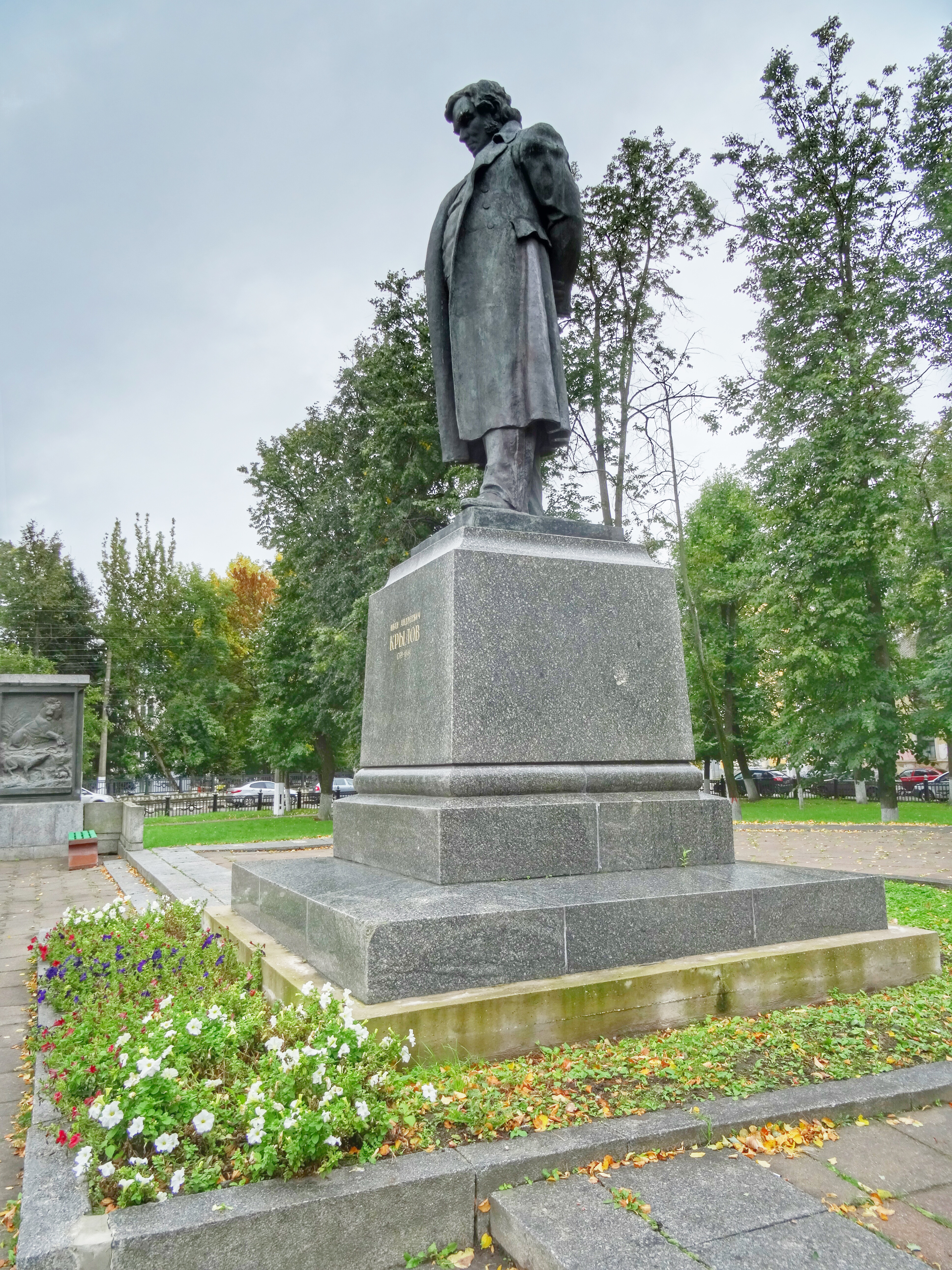
Памятник Ивану Андреевичу Крылову в сквере между пл. Победы и ул. Бебеля.

## Парки, скверы, фонтаны
Тверь считается зелёным городом, но наиболее значительные по площади зелёные массивы входят в состав «наружного зелёного кольца». По данным МУП «Горзеленстрой», общая площадь зелёных насаждений в пределах городской черты — 1565,6 га, что составляет от общей площади города 10,3 %. Зелёные зоны Твери представлены парками, рощами, скверами, бульварами, ботаническим садом, зелёными насаждениями вдоль улиц и древесно-кустарниковой растительностью в поймах рек Волги, Тверцы, Тьмаки, Лазури и ручьёв. Территория города включает ряд естественных и полуприродных лесопарков: Комсомольскую, Бобачевскую, Первомайскую, Берёзовую рощи, Сахаровский парк (в 1982 году объявлены памятниками природы):
- Городской сад
- Парк Победы
- Детский парк
- Южный парк
- Парк Текстильщиков
- Яблоневый сад
- Ботанический сад
- Сквер дружбы народов
- Сквер героев Чернобыля
- Сквер памяти жертв репрессий
- Сквер вагоностроителей
- Сквер им. О. В. Лосева
- Берёзовая роща
- Бобачёвская роща
- Комсомольская роща
- Первомайская роща
- Сахаровский парк

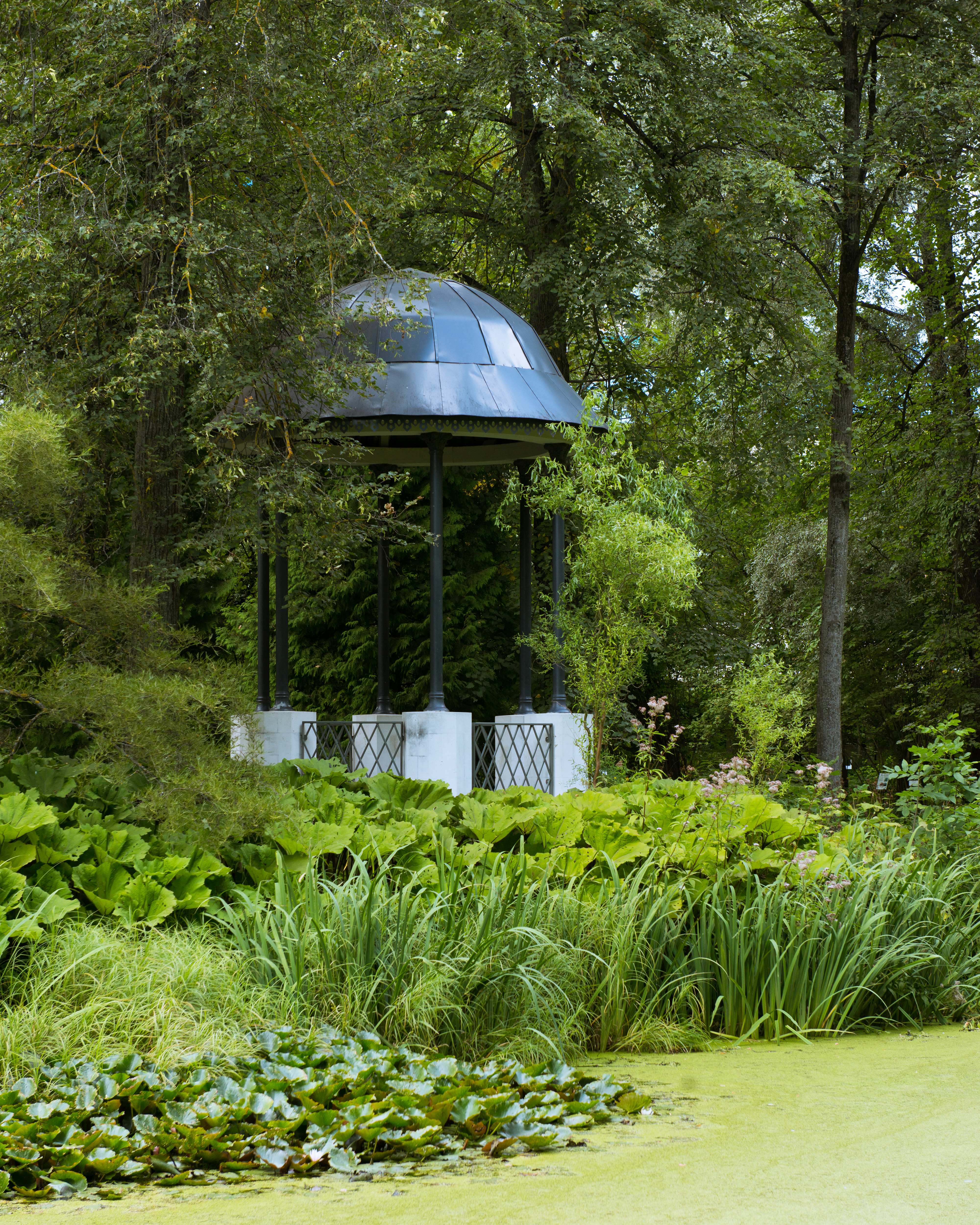
Беседка-ротонда, воссозданная в Тверском ботаническом саду. Копия сооружения, которое в конце XIX века украшало сад усадьбы купцов Бобровых.

«Город фонтанов» — так в последнее время стали называть свой город местные жители. Практически все действующие фонтаны города появились в период, когда городом руководил Лебедев О. С.
Фонтаны города:
- «Солнышко» на Тверской площади
- в Городском саду
- на площади Пушкина (напротив здания Областного законодательного собрания)
- в сквере на набережной Афанасия Никитина
- на перекрёстке улицы Горького и Комсомольского проспекта
- в сквере напротив Тверского государственного технического университета
- на Комсомольской площади (поющий фонтан)
- в Южном жилом районе
- в сквере героев Чернобыля
- на проспекте 50-летия Октября (переименован в проспект Н. Корыткова)

Парки, скверы, фонтаны
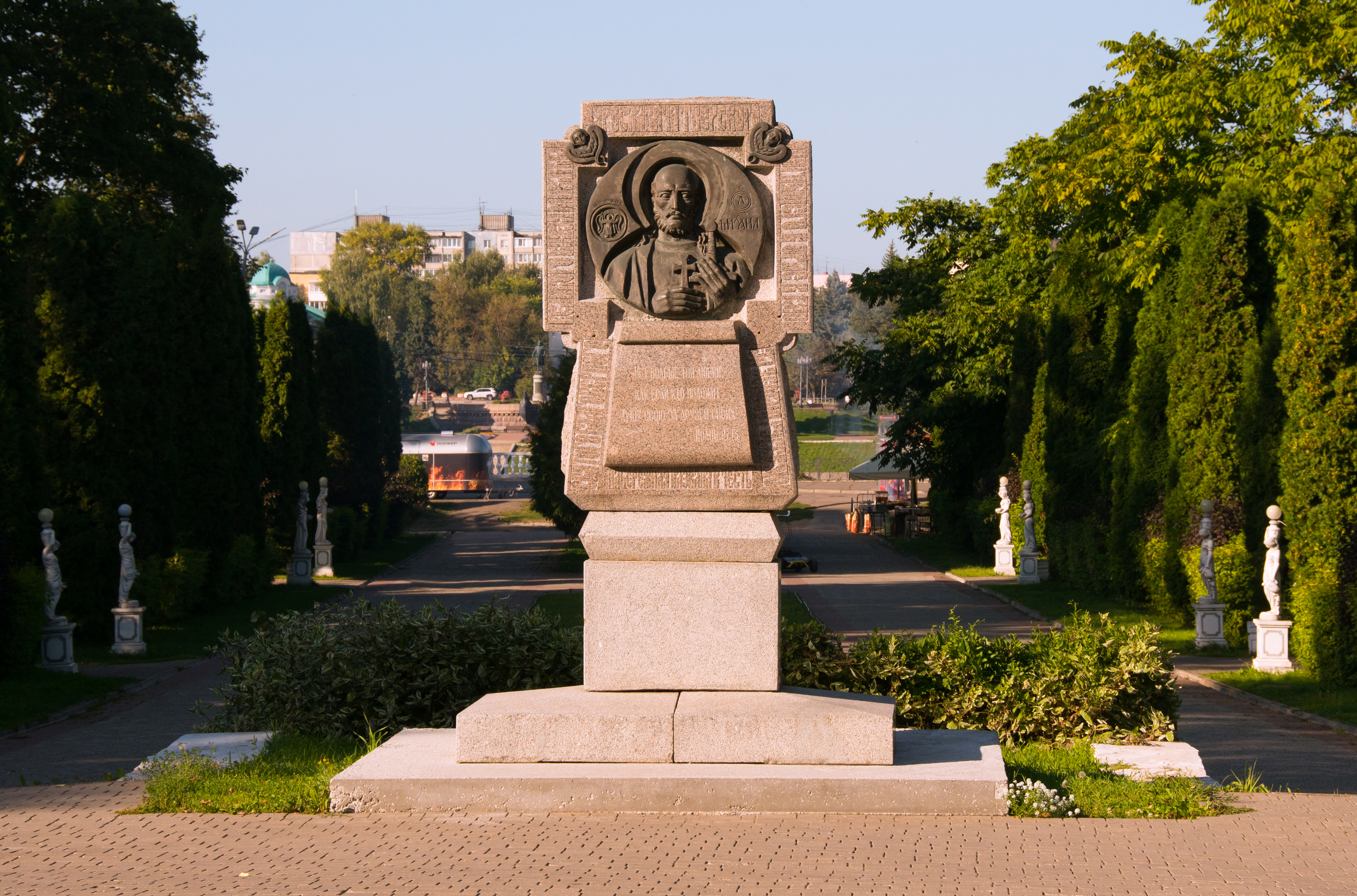
Памятник в виде поклонного креста Михаилу Ярославичу Тверскому в Городском саду.
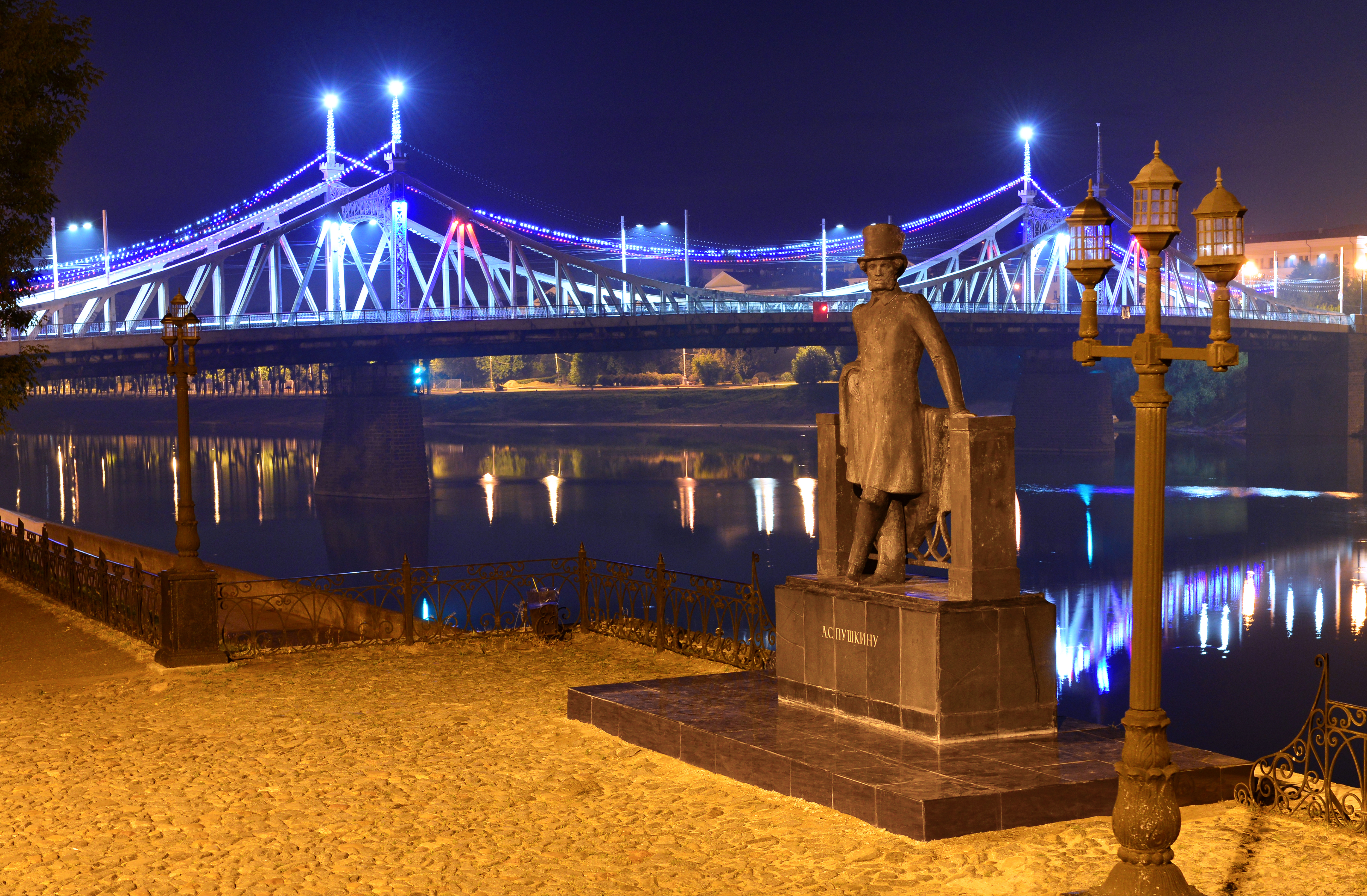
Памятник А.С. Пушкину на набережной Михаила Ярославича в вечернее время. На заднем плане виден Старый мост через Волгу.
Фонтан на Комсомольской площади
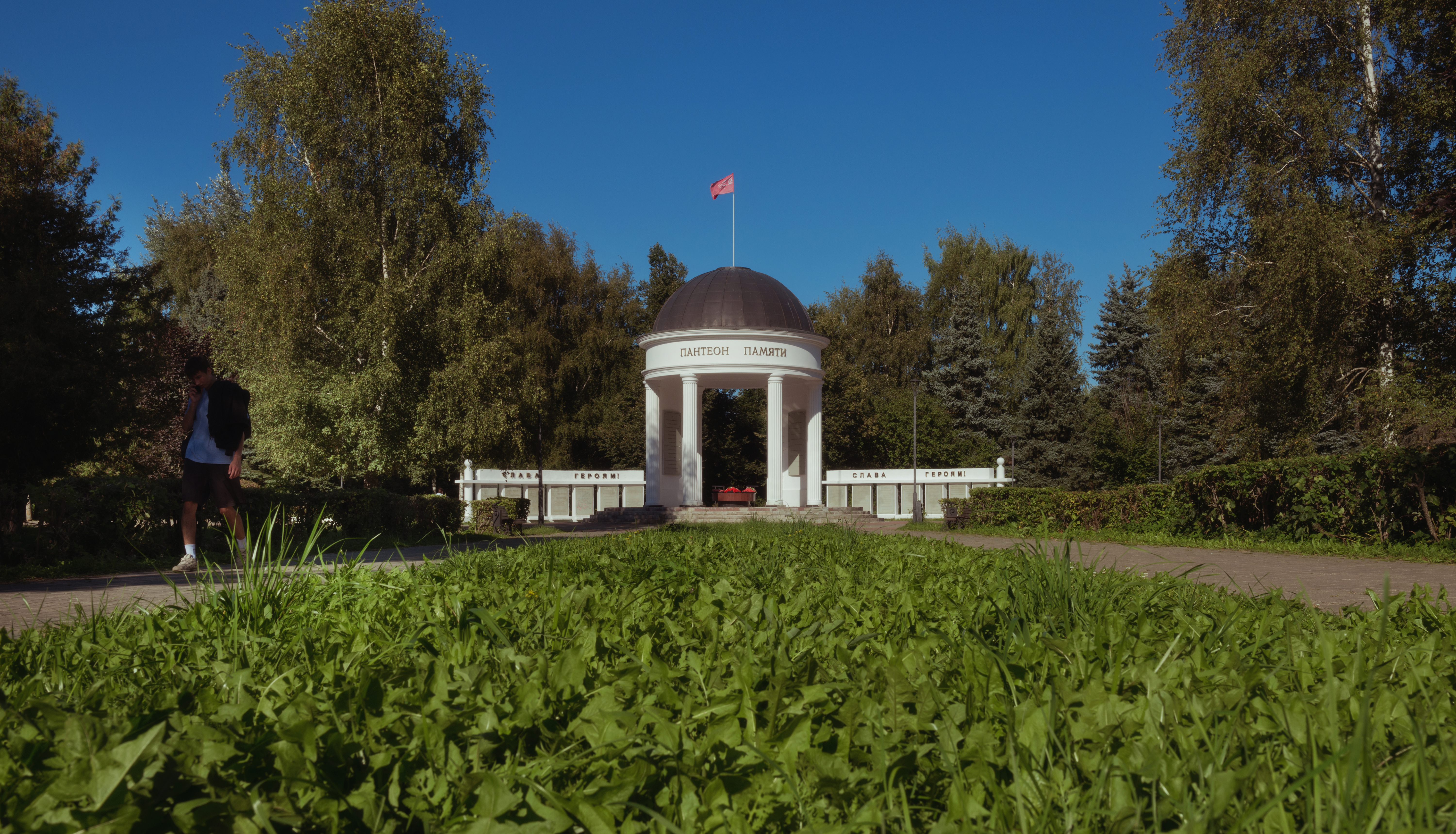
Центральная аллея парка Победы. В центре Пантеон Памяти.

## Здравоохранение
По официальным данным, по состоянию на 2004 год в городе действовало 70 больничных и амбулаторно-поликлинических учреждений здравоохранения (из них 27 — подведомственных администрации области). По данным администрации города, за период с 1990 по 2006 год количество врачебных учреждений снизилось с 26 до 24, число больничных коек — с 6860 до 6203; при этом число амбулаторных поликлинических учреждений за эти годы увеличилось с 44 до 94, число врачей на 10 тысяч человек населения — с 80.6 до 114.3, а число больничных коек на 10 тысяч человек населения — с 151 до 153. С 18.04.2008 года работает Эндокринологический центр для детей Тверской области. С 2010 года работает Тверской перинатальный центр. В июне 2018 года отметил 85-летний юбилей Тверской военный госпиталь.

## Спорт

### Футбол
Первый футбольный клуб в Твери (с 1931 года город Калинин) был создан в 1908 году — ТКВКиЛСИ (Тверской кружок велосипедистов, конькобежцев и любителей спортивных игр). В 1910 году создана первая футбольная лига. С 1912 года начались первые первенства города по футболу. Тверь была в числе основателей Всероссийского футбольного союза в 1912 году. В 1912 году в Твери построен первый стадион. В двадцатых годах прошлого столетия футбольная Тверь была среди участников двух первенств Российской империи, а в 1920 году стали финалистами чемпионата СССР, уступив в решающем матче только сборной Москвы. Сильнейшими клубами Твери были ТКВКиЛСИ, МКС (Морозовский клуб спорта), сборная Твери. Чемпионат Тверской губернии (с 1935 года — области) проводится с 1920 года.
До 2017 года город в чемпионате России (2-й дивизион, зона «Запад»), а ранее первенстве СССР, представляла «Волга». Команда МВО представляла Калинин в 1950—1952 годах и выступала в высшей лиге чемпионата СССР — в 1952 году (6-е место) и 1953 году (провела 6 матчей и была снята с чемпионата). В кубковых баталиях наивысшим достижением тверского (калининского) футбола в советское время был выход в финал розыгрыша Кубка СССР: в 1951 году в двух матчах с командой ЦДСА команда г. Калинина (именно так официально называлась команда МВО) достойно представила тверской футбол. «Волга» в высшем дивизионе чемпионатов СССР и России не играла. В розыгрыше Кубка России наивысшим достижением «Волги» является выход в 1/4 финала в сезоне 2009/2010 годов. Самый известный футболист, воспитанник тверского футбола — Юрий Чесноков (играл в сборной СССР и ЦСКА).
2 апреля 2020 года на официальном сайте правительства Тверской области появилась новость о возвращении в город профессионального футбола путём создания для участия в новом сезоне ПФЛ нового ФК «Тверь» взамен «Волги», название которой находится под запретом из-за долгов.

### Хоккей

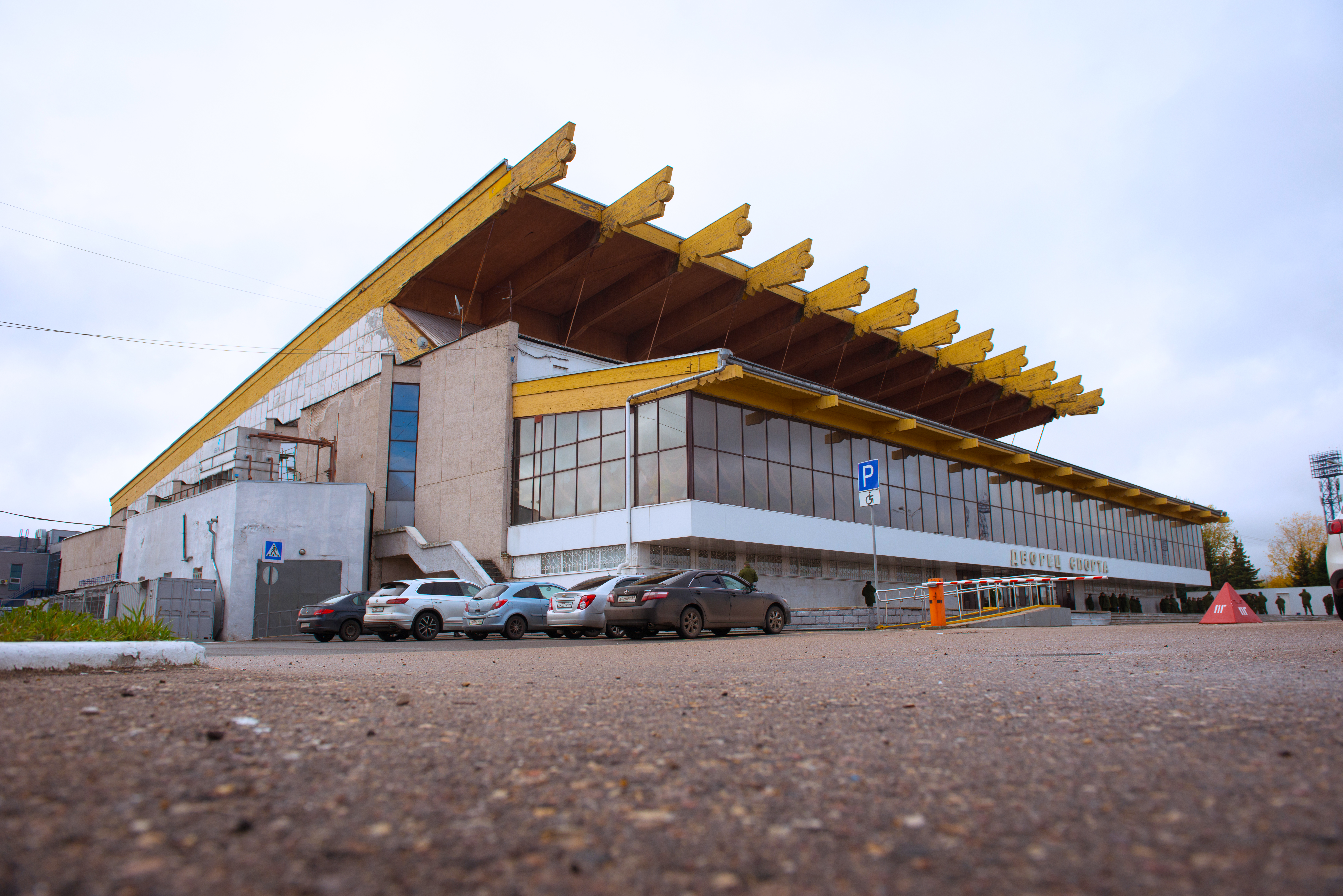
Дворец спорта «Юбилейный» на Краснофлотской набережной. На момент съёмки был задействован под пункт размещения мобилизованных.

В разное время город был представлен в чемпионатах страны различными командами — СКА МВО, ХК МВД, ТХК. В настоящее время Тверь представлена в хоккейных турнирах следующими командами: в НМХЛ — «Тверичи». Самый известный воспитанник тверского хоккея — Илья Ковальчук, олимпийский чемпион и двукратный чемпион мира.

### Ипподром
Тверской областной ипподром был открыт в 1922 году. Является старейшим ипподромом в России. Протяжённость беговой дорожки 1200 метров. В данный момент на ипподроме находятся 5 частных конных клубов, общее поголовье лошадей насчитывает около 60 голов. На ипподроме проводятся соревнования по выездке и конкуру, автомобильные гонки, спортивные мероприятия.

### Мероприятия
14—18 мая 2011 года Тверь принимала Десятые молодёжные Дельфийские игры России. В составах сборных от 82 субъектов Российской Федерации в соревнованиях по 26 номинациям народного, классического и современного искусства принял участие 2181 юный деятель искусств в возрасте от 10 до 25 лет. В отборочных турах (малые Дельфийские игры; городские, областные, краевые, республиканские конкурсы и т. п.) в общей сложности соревновались более 600 тыс. человек.

## Средства массовой информации

#### Печатные
Первым тверским периодическим изданием стала газета «Тверские губернские ведомости», основанная в 1839 году. В 1878—1981 годах в Твери появляется первая частная газета «Тверской вестник», выпускавшаяся представителями земства, в которой публиковались статьи о состоянии промышленности, сельского хозяйства, здравоохранения, образования. В 1888 году в Твери выходил «тверской справочный листок» (издание возобновлено в 1900—1903), в 1903—1905 — «Тверское земское страхование». После революции 1905 года появляется большое число новых изданий: «Тверская жизнь» (1906). «Тверское слово» (1906—1907) «Тверская газета» (1909—1916, в 1915—1916 выходила под названием «Новая Тверская газета»), «Последние Тверские новости» (1909—1911), «Тверская жизнь» (1908), «Тверской вестник» (1912—1913), «Тверская копейка» (1909—1910), «Тверская речь» (1910), «Тверской листок» (1915—1916) и другие. В начале 1916 года в Твери выходили всего три газеты.
После февральской революции 1917 года вместо «Тверских губернских ведомостей» стал выходить «Вестник Тверского временного исполнительного комитета», переименованный затем в «Вестник Тверского губернского исполнительного комитета», издававшийся до декабря 1917 года. Возникли газеты политических партий: кадетская «Тверская мысль» (апрель — декабрь 1917), эсеровский «Тверской листок» (апрель — ноябрь 1917), меньшевистские «Дело» (июль — декабря 1917) и «Объединение» (март — октябрь 1917). Большинство из них были закрыты после ноябрьской революции. 15 ноября 1917 в Твери вышел первый номер газеты «Пролетарская мысль» (издавалась до 5 сентября 2019 под названием «Тверская жизнь»). Появляются газеты губернского совета профсоюзов «Жизнь профсоюзов» (в марте 1921 переименована в «Тверской гудок»), газета Губернского комитета РКСМ «На смену» (1920), газета губернского земотдела и губернского совнархоза «Тверская экономическая жизнь», «Тверская деревня» (1923—1930), «Коммерческий вестник» (1923—1927), появляются газеты предприятий. В 1936 в Калинине издаётся три областных газеты: «Пролетарская правда», «Сталинская молодёжь» и «Пролетарская правда».
В 1992 году в Твери выходило 11 областных газет («Тверские ведомости», «Тверское досье», «Тверская жизнь», «Позиция», «Смена», «Сигнал. Тверь», «Тверь театральная», «Каравай», «Крестьянская жизнь», «Сестра», «Туда и обратно») и 3 городские газеты («Вече Твери», «Городская газета», «Чёрный кот»). В 1990-х годах, в изменившихся социально-экономических условия, происходит бурное развитие периодической печати, появились издания общественных, коммерческих организаций и частных лиц. С 1994 года в областном центре, силами тверской редакции издаётся газета «Комсомольская правда»-Тверь". В 1997 году в Твери выходили газеты: общественно-политические — «Афанасий-биржа», «Вече Твери сегодня», «Вечерняя Тверь», «Караван-2», «Позиция», «Тверская жизнь», «Тверские ведомости», «Тверские губернские известия»; тематические и специализированные — «Крестьянская жизнь», «Налог-информ», «Отдых и досуг», «Православная Тверь», «Родник», «События и факты», «Смена — +», «Сотка», «Тверское княжество», «Труд и занятость», «Футбол Верхневолжья»; детская — «Чёрный кот»; рекламные и информационные — «Из рук в руки. Ярмарка», «Тверская неделя», «Телевидение. Радио» и другие. Газеты «Афанасий-биржа», «Тверское княжество», «Сотка» получили распространение за пределами области. Часть из них, не выдержав конкуренции, в дальнейшем прекратили своё существование.
- «Тверская жизнь» — ежедневная областная общественно-политическая газета, издавалась с 1917 по 2019;
- «Тверские ведомости» — еженедельная областная газета, издаётся с 1990;
- «Муниципальные вести» — еженедельная муниципальная газета, издаётся с 2001;
- «Вся Тверь» — еженедельная муниципальная газета, издаётся с 2001;
- «Смена +» — областная молодёжная газета, издаётся с 2002;
- «Караван + Я» («Караван Ярмарка») — областной еженедельник, издаётся с 1996 года;
- «Вече Твери» — областная газета, выходит с 1996 года 4 раза в неделю;
- «Позиция» — еженедельная газета тверских профсоюзов, выходит с 1990 года;
- «Тверская газета» — общественно-политическая, литературная и торгово-промышленная еженедельная газета, издаётся с 2004;
- «Афанасий-Биржа» — экономический еженедельник, выходит с 1996 года;
- «Жизнь» — бульварная газета
- «Тверские толки» — общественно-политическая газета
- «Местное время» — семейно-развлекательный еженедельник, издаётся с 2000 года;
- «Тверской курьер»
- «Так живём»
- «Реноме» — журнал
- «Большие и маленькие» — журнал
- «Край справедливости» — общественно-политический еженедельник
- «Комсомольская правда — Тверь» — региональное приложение
- «Московский комсомолец в Твери» — региональное приложение
- «Аргументы и Факты в Твери» — региональное приложение

Общий еженедельный тираж городских газет составляет 337 тыс. экземпляров (2010).

### Телевидение

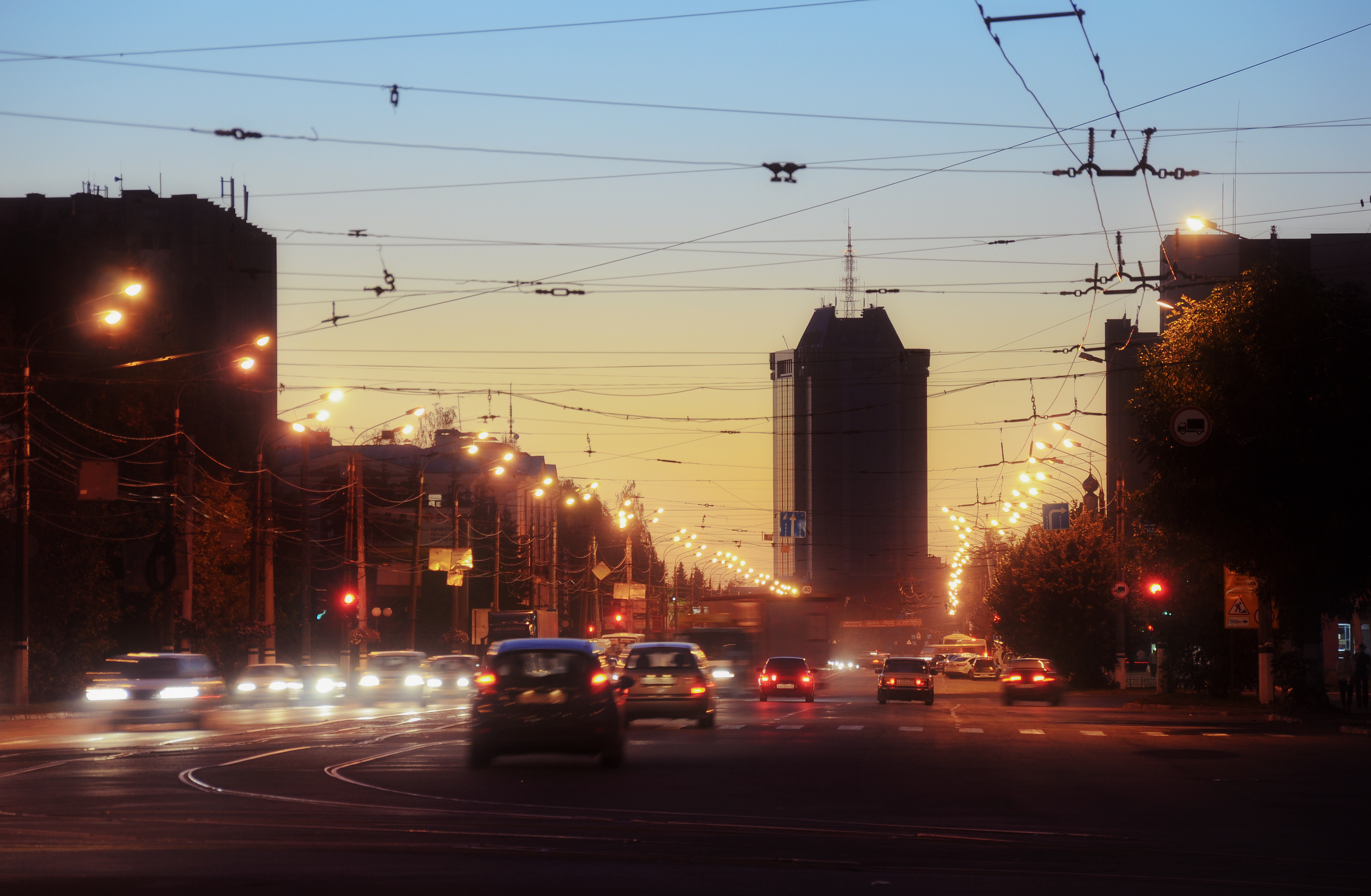
Улица Вагжанова, на которой находятся областной телецентр и редакции многих тверских СМИ. На заднем плане виден бизнес-центр «Тверь» (в просторечии — «Рюмка»).

Трансляция телевизионных программ в городе Калинине началась в 1952 году по системе кабельного телевидения. В начале 50-х годов через город прошла кабельная магистраль Москва — Ленинград, один из усилительных пунктов которой был оборудован на Калининской телефонной станции. Там же находилась аппаратура для выделения телевизионного сигнала и оборудован опытный узел проводного телевидения по коаксиальному кабелю, всего сеть охватывала около 50 телевизоров. В 1953 году в городе было начато строительство местного ретранслятора во дворе старого почтамта на Советской площади, первый опытный запуск которого состоялся 28 декабря 1954 года. 1 марта 1955 года станция начала регулярные передачи первой программы Центрального телевидения в полном объёме. С 1982 по 1989 год в Калинине на 10-й метровой частоте вещала Московская программа. В 1990 году, когда город Калинин переименовали в Тверь (а Калининская область стала Тверской), в нём принималось 5 телевизионных каналов. С 1970 года городской телецентр начал трансляцию телепрограмм в цветном изображении, с 2013 года — в цифровом качестве.
3 декабря 2018 года Тверская область стала первым регионом России, где прекратилось аналоговое телевещание обязательных общедоступных телеканалов. В 09:15 ведущий ГТРК Тверь в прямом эфире попрощался с аналоговым телевидением. В течение 40 минут специалисты РТРС выключили 70 аналоговых передатчиков региона из 100, в следующие несколько часов — остальные.
В марте 1989 года начались передачи местного телевизионного вещания. В Твери работает семь местных телеканалов:
- «ГТРК Тверь» (Россия 1 и Россия 24)
- «Пилот» (РЕН-ТВ)[200]
- «Тверской проспект» (ТНТ)[201]
- «Тверской проспект — Регион» — обязательный общедоступный канал с сетевой партнёр «ОТР»[202]
- «Тверь сегодня» (собственное вещание)[203]
- «Твериград» (с мая 2017 года) — сетевой партнёр «Продвижение»[204] (ранее — «360°»)
- «Тверь ТВ» — собственное вещание в интернете

Прекратившие вещание:
- Апрель-Медиа (собственное вещание, 2010—2015)[205]
- Апрель плюс (сетевые партнёры: ТВ Центр, MTV) (2001—2011)[206]
- Волга ТВ (сетевой партнёр: СТС) (до середины 2000-х)

По состоянию на февраль 2019 года в Твери осуществляют аналоговое вещание следующие телеканалы:
| Частота (ТВК) | СМИ                     |
| ------------- | ----------------------- |
| 6             | ТНТ / Тверской проспект |
| 10            | РЕН-ТВ / Пилот          |
| 26            | Солнце                  |
| 49            | Ю                       |

### Радиовещание
Радиовещание в Твери началось 1 ноября 1926 года, когда в здании почтамта был установлен радиотрансляционный передатчик типа «Малый Коминтерн» и открыта Тверская радиовещательная станция имени Ф. Дзержинского под руководством Дмитрий Васенкова, сподвижника Бонч-Бруевича. Станция работала ежедневно по 2 часа, основу вещания составляли новости из жизни Тверской губернии. В 1927 году начал работу радиотрансляционный узел, который положил начало проводному вещанию. Затем радиостанция была переведена в посёлок Власьево и действовала до октября 1941 года. Во время Великой Отечественной войны радиостанция была повреждена, однако вещание не прекращалось. В послевоенные годы вещание стали строить по журнальному принципу: на Калининском радио выходили передачи «Человек, общество, закон», «Здоровье», «Рабочая жизнь» и другие. 7 декабря 1967 года Калининская радиовещательная станция переехала в новое здание на улице Вагжанова, оснащённому современным по тому времени оборудованием, аппаратами звукозаписи и монтажа радиопередач, студиями, фонотекой. С 1969 года областное радио выходит в эфир на средних волнах (1449 кГц) в составе радиостанции Юность, с 1972 года — в составе радиостанции Маяк в УКВ диапазоне.
| №  | Название радиостанции                  | Частота вещания |
| -- | -------------------------------------- | --------------- |
| 1  | «Радио Maximum»                        | 70.13 УКВ       |
| 2  | «Радио Вера»                           | 89.4 МГц        |
| 3  | «Радио Jazz»                           | 89.8 МГц        |
| 4  | «Детское радио»                        | 90,4 МГц        |
| 5  | «Вести FM»                             | 92.7 МГц        |
| 6  | «Радио Маяк»                           | 93.1 МГц        |
| 7  | «Радио России» / «ГТРК Тверь»          | 93.5 МГц        |
| 8  | «Радио Монте-Карло» / Тверская частота | 95.5 МГц        |
| 9  | «Хит FM»                               | 96.1 МГц        |
| 10 | «Новое радио»                          | 96.5 МГц        |
| 11 | «Наше радио»                           | 97.5 МГц        |
| 12 | «Радио Звезда»                         | 98.5 МГц        |
| 13 | «Радио Комсомольская Правда»           | 99.3 МГц        |
| 14 | «Радио ENERGY»                         | 99.8 МГц        |
| 15 | «Русское радио»                        | 100.6 МГц       |
| 16 | «Авторадио»                            | 101.4 МГц       |
| 17 | «Радио Рекорд»                         | 101.8 МГц       |
| 17 | «Ретро FM»                             | 102.2 МГц       |
| 18 | «Пилот Радио»                          | 102.7 МГц       |
| 19 | «Серебряный дождь»                     | 103.8 МГц       |
| 20 | «Радио Гордость»                       | 104.3 МГц       |
| 21 | «Радио Шансон»                         | 104.8 МГц       |
| 22 | «Love Radio»                           | 105.5 МГц       |
| 23 | «Европа Плюс»                          | 105.9 МГц       |
| 24 | «Радио 7 на семи холмах»               | 106.3 МГц       |
| 25 | «Дорожное радио»                       | 106.7 МГц       |
| 26 | «Радио Дача»                           | 107.2 МГц       |

### Электронные
Тверские электронные СМИ:
- «Тверское информационное агентство» (tvernews.ru) — новостной портал.
- «Вся Тверь» (gazetatver.ru) — информационный портал, официальный печатный орган Администрации города Твери и Тверской городской Думы.
- «Тверской Дайджест» (otveri.info).
- «Твериград» (tverigrad.ru) — новостной портал.
- «Тверской портал» (tver-portal.ru) — портал экономических и корпоративных новостей.
- «Тверская правда» (tver-pravda.ru) — информационный портал, публикующий региональную политическую аналитику.
- «Другая Тверь» (theothertver.com) — информационно-аналитический портал.
- «Untver» (untver.net) — новости Твери и Тверской области.
- «Караван Ярмарка» (karavantver.ru) — общественно-политический портал

Кроме того, электронные версии имеют все основные печатные издания.

## Тверь в искусстве
Древнейшим сочинением Твери является «Наставление» епископа Симеона (XIII века). Позже были написаны «Повести о Шевкале (Щелкане)», посвящённые антиордынскому восстанию в Твери 1327 года, а также жизнеописания князей. В «Путешествие из Петербурга в Москву» А. Н. Радищева включена глава «Тверь». А. С. Пушкин заезжал в город, гостил в нём и оставил строки о Твери. Множество строк посвятил Твери поэт Спиридон Дрожжин.
В Твери несколько литературных объединений. Самыми известными из них являются: «Рассветная звонница», создателем которого был Сигарёв Евгений Игнатьевич и «Роса», под руководством Т. Н. Ровенской. Поэты, участники этих объединений, выставляли свои работы на конкурс по созданию «Гимна Твери».
В разное время в Твери проходили съёмки художественных фильмов: Мать (1926), Окраина (1933), Чапаев (1934), Возвращение (1940), Нашествие (1944), Живые и мёртвые (1963), Доктор Вера (1967), Высокое звание (1973), Алмазы для Марии (1975), Живите в радости (1978), Чучело (1983), Мера пресечения (1983), Статский советник (2005), Ранняя оттепель (2008), Лёд, Четыре времени водки (2013), а также множества телесериалов.
В 1998—2002 годах об истории Твери в XX веке был снят 101-серийный документальный фильм «Тверь, век 20-й». Фильм производился тверской Независимой студией «Акценты» и транслировался телеканалом «Пилот» в течение 5 сезонов. В 2002 году фильм удостоен телевизионной премии Тэфи-регион.

## Почётные граждане Твери
Звание «Почётный гражданин города Твери» является высшей формой признания заслуг за выдающийся личный вклад в развитие экономики, науки, образования, культуры и иной деятельности с выдающимися результатами, способствующий экономическому развитию и повышению авторитета города Твери, Тверской области и Российской Федерации. Звание присваивается с 1966 года, к настоящему моменту (2016) звания удостоены 52 человека.
- Жизневский, Август Казимирович (1888) — тайный советник, археолог. Председатель Тверской казённой палаты, Тверской губернской учёной архивной комиссии, помощник председателя Статистического комитета и заведующий Тверским историческим музеем.
- Сапунова, Евдокия Борисовна (1966) — Герой Социалистического Труда, ткачиха, всю жизнь проработала на «Пролетарке». Депутат Верховного Совета СССР.
- Конев, Иван Степанович (1966) — Маршал Советского Союза, дважды Герой Советского Союза, кавалер Ордена Победы, в годы Великой Отечественной войны 1941—1945 годов командовал Калининским фронтом, войска под его командованием освободили город от немецко-фашистских захватчиков
- Лоскутов, Сергей Кузьмич (1966) — единственный житель города — полный кавалер ордена Славы
- Ротмистров, Павел Алексеевич (1971) — Главный маршал бронетанковых войск, Герой Советского Союза, уроженец Тверской области
- Захаров, Матвей Васильевич (1971) — Маршал Советского Союза, дважды Герой Советского Союза, Начальник Генерального штаба Вооружённых Сил СССР — первый заместитель министра обороны СССР, уроженец Тверской области, учился в Твери
- Полевой, Борис Николаевич (1978) — советский журналист, писатель-прозаик, автор книги «Повесть о настоящем человеке», Герой Социалистического Труда, Лауреат Международной премии мира, длительное время жил в Твери (Калинине)
- Литовченко, Фёдор Иванович (1981) — механик-водитель экипажа танка Т-34 № 3, входившего в состав 21-й отдельной танковой бригады 30-й армии Калининского фронта, под командованием старшего сержанта С. Х. Горобца. Участник знаменитого танкового рейда по захваченному фашистами г. Калинину (17 октября 1941 г.)
- Борисов, Иван Семёнович (1987) — секретарь Калининского обкома КПСС, в годы Великой Отечественной войны 1941—1945 годов секретарь подпольного райкома ВКП(б) и комиссар партизанского отряда, после войны работал секретарём Калининского обкома КПСС.
- Часовских, Василий Макарович (1987) — народный врач СССР (1985 г.), заведующий хирургическим отделением областной клинической больницы
- Денисова, Александра Ивановна (1987) — Герой Социалистического Труда, крутильщица Производственного объединения «Химволокно». Избиралась депутатом Верховного Совета РСФСР.
- Забелин, Николай Алексеевич (1989) — заслуженный учитель РСФСР, краевед[218]
- Смирнова, Мария Васильевна (1996) — Герой Советского Союза, гвардии майор, командир эскадрильи ночных бомбардировщиков. Уроженка Тверской области. Жила в Твери.
- Масленников, Николай Петрович (1996) — Герой Советского Союза, участник Великой Отечественной войны, полковник. Жил в Твери.
- Ефремова, Вера Андреевна (1997) — театральный режиссёр, народная артистка РСФСР (1980).
- Николаев, Александр Петрович (1997) — Герой Советского Союза.
- Кузнецов, Василий Григорьевич (1997) — Герой Социалистического Труда, работник сельского хозяйства.
- Капитонов, Виктор Арсеньевич (1997) — советский велогонщик, первый советский олимпийский чемпион по велоспорту, тренер национальной сборной СССР по велоспорту.
- Дунаевский, Олег Арсеньевич (1998) — доктор медицинских наук, профессор, бывший ректор Тверского государственного медицинского института, заслуженный деятель науки РФ
- Устинова, Татьяна Алексеевна (1998) — советская российская актриса, танцовщица (артистка балета), балетмейстер, хореограф, педагог. Народная артистка СССР (1961). Лауреат двух Сталинских премий (1949, 1952). Уроженка города.
- Дементьев, Андрей Дмитриевич (1999) — советский и российский поэт. Родился в Твери
- Корытков, Николай Гаврилович (1999) — первый секретарь Калининского обкома КПСС
- Савченко, Евгения Александровна (1999) — деятель здравоохранения
- Белоусов, Александр Петрович (2003) — глава города Твери в 1996—2003.
- Ходырев, Александр Александрович (2004) — первый ректор ТГСА.
- Киселёв, Сергей Леонтьевич (2005) — директор завода Центросвар.
- Гродберг, Гарри Яковлевич (2005) — органист, народный артист Российской Федерации (1992), Лауреат Государственной премии РФ (2001).
- Волков, Василий Иванович (2005) — живописец, пейзажист.
- Белякова, Валентина Васильевна (2005) — общественный деятель.
- Ромодановский, Константин Олегович (2005) — руководитель Федеральной миграционной службы. Действительный государственный советник Российской Федерации 1 класса (2014).
- Громов, Борис Всеволодович (2005) — Генерал-полковник, Герой Советского Союза, Губернатор Московской области.
- Скворцов, Анатолий Гаврилович (2005) — руководитель калининского исполкома.
- Парфёнова, Любовь Ивановна (2006) — ткачиха Калининского хлопчатобумажного комбината, Герой Социалистического Труда.
- Шерипо, Эльвира Григорьевна (2006) — общественный деятель.
- Кудинов, Алексей Никифорович (2007) — ректор Тверского государственного университета.
- Миронов, Вячеслав Александрович (2007) — Депутат Законодательного Собрания Тверской области, председатель Законодательного Собрания Тверской области (1997—2001).
- Панкратов, Павел Борисович (2007) — директор Тверского экскаваторного завода.
- Хонина, Наина Владимировна (2009) — народная артистка РСФСР, актриса Тверского академического театра драмы
- Ковальчук, Илья Валерьевич (2009) — заслуженный мастер спорта, Олимпийский чемпион 2018, двукратный чемпион мира по хоккею (2008, 2009), уроженец Твери
- Олейник, Владимир Николаевич (2009) — архиепископ Тверской и Кашинский Виктор
- Тягунов, Александр Александрович (2009) — политик, общественный деятель, депутат Государственной Думы Федерального Собрания РФ нескольких созывов.
- Сидоров, Павел Иванович (2009) — Герой Советского Союза (1945)
- Елизарьева, Лидия Аркадьевна (2010) — заслуженный учитель РФ (1999).
- Середина, Антонина Александровна (2010) — двукратная олимпийская чемпионка 1960 года, двукратная чемпионка мира.
- Сычёв, Спартак Андреевич (2010) — ветеран Курской битвы, общественный деятель.
- Тяпина, Клавдия Ивановна (2011) — партизанка, подпольщица.
- Анисимов, Павел Фёдорович (2011) — основоположник Тверского государственного технического университета.
- Константинов, Вячеслав Арсеньевич (2012) — токарь-фрезеровщик вагоностроительного завода, передовик производства.
- Смирнов, Юрий Мстиславович (2012) — учёный-кристаллограф.
- Корниенко, Лилия Нигматулловна (2014) — директор хлебозавода «Волжский пекарь».
- Агафонов, Алексей Сергеевич (2014) — ветеран битвы за Москву, освобождения Киева, взятия Праги.
- Виноградова, Римма Николаевна (2015) — деятель здравоохранения.
- Кладкевич, Иван Евгеньевич (2015) — ветеран Великой Отечественной войны.
- Афанасьев, Иван Петрович (2023) — участник Великой Отечественной войны.

## Воинские соединения и части
В городе базируются:
- 12-я Мгинская Краснознамённая военно-транспортная авиационная дивизия;
- 196-й гвардейский Минский военно-транспортный авиационный полк;
- 76-я отдельная гвардейская Ленинградская краснознамённая военно-транспортная эскадрилья;
- 224-й лётный отряд;
- 273-я Киркинесская Краснознамённая самоходная артиллерийская бригада;
- 79-я Гвардейская отдельная Реактивная Артиллерийская Новозыбковская Краснознамённая орденов Суворова и Александра Невского Бригада;
- 2462-я центральная база производства и ремонта вооружения и средств радиационной, химической и биологической защиты;
- 99-я гвардейская Витебско-Новгородская дважды Краснознамённая база хранения вооружения и техники (мотострелковых войск);
- 1874-я база хранения вооружения и техники;
- 990-й отдельный полк связи;
- ОМОН войск национальной гвардии России по Тверской области.

В 1938—1940 в городе располагался штаб Калининского военного округа.

## Международные связи

### Города-побратимы
- Хямеенлинна, Финляндия[220][221] (1954 год);
- Безансон, Франция[220][221] (июнь 1988 года);
- Бергамо, Италия[220] (1989 год);
- Оснабрюк, Германия[220][221] (1991 год);
- Инкоу, Китай[220][221] (26 июня 1994 года);
- Капошвар, Венгрия[220][221] (2 сентября 1995 года);
- Велико Тырново, Болгария[220][221] (7 июля 1997 года);
- Хмельницкий, Украина[220] (29 июня 2008 года — 30 января 2016 года).
- Люблин, Польша[220]
- Монтемурло, Италия (18 июня 2016 года)[222];
- Гюмри, Армения (17 июля 2022 года)[223]

В 2022 году Буффало приостановило сотрудничество с Тверью из-за вторжения России на Украину

### В Ганзейском союзе Нового времени
- Тверь является членом Ганзейского союза Нового времени c 2001 года[225]. В 2010 году 11 российских городов, членов Газейского союза Нового времени, объединились в Союз русских Ганзейских городов[226]. 17—18 июня 2016 года в городе состоялся фестиваль VI Русские Ганзейские дни — ежегодный фестиваль участников Союза русских Ганзейских городов[227].

### Города, имеющие дружеские связи с Тверью
- Люблин, Польша (2004 год);
- Будённовск, Россия;
- / Феодосия, Россия/Украина[228].